# Storia di Teramo

## Origine del nome Teramo

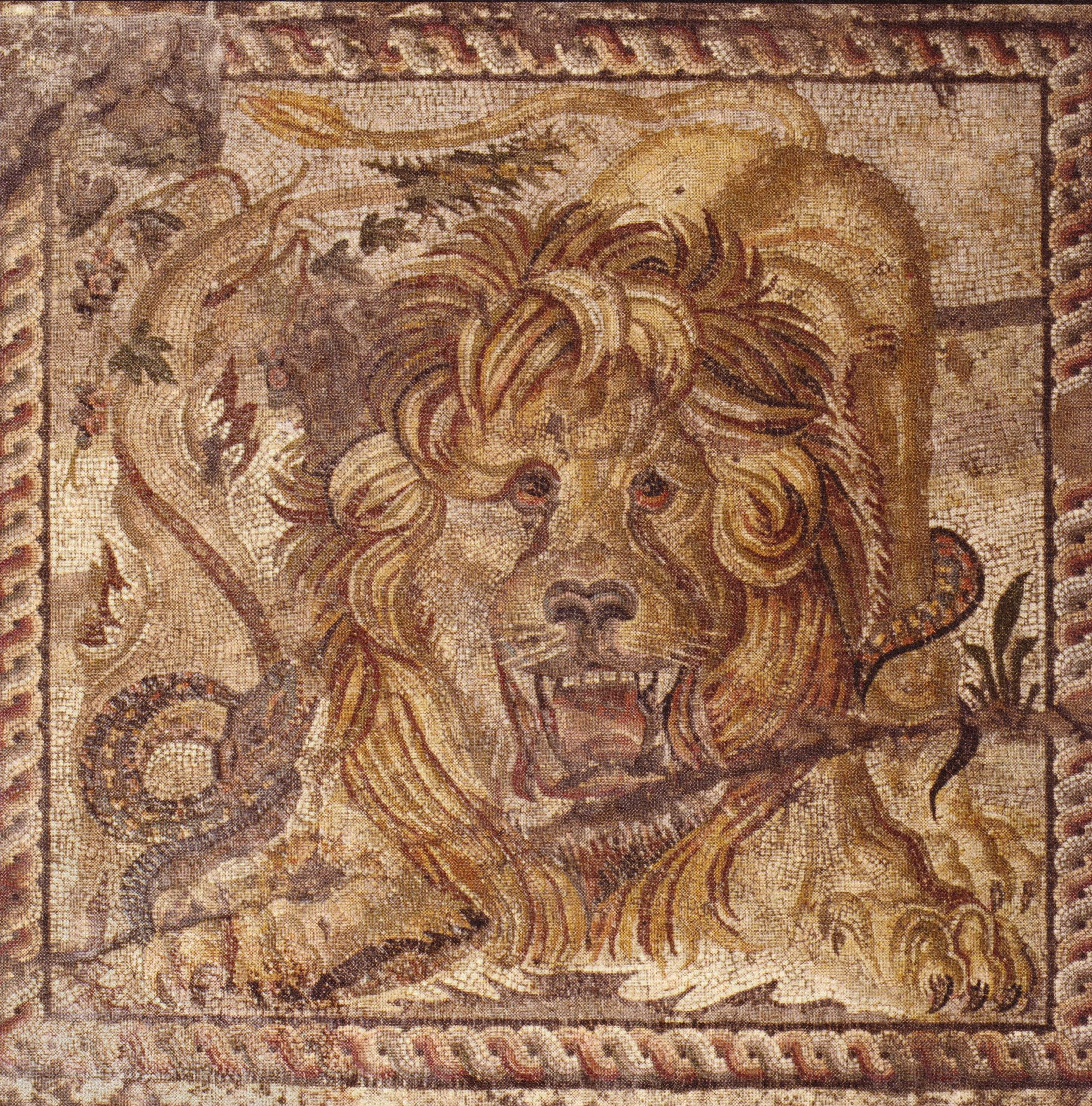
Domus e mosaico del Leone nella cripta di Palazzo Savini

- I Fenici la chiamarono Petrut (o Pretut), che significa "Luogo isolato circondato dalle acque", tale ipotesi ha trovato valore tra i grecisti, che vedono qualche collegamento del nord Abruzzo con le rotte fenicio-etrusche; da Petrut derivò Pretut e quindi Pretutio o Pretuzio;
- In epoca romana si chiamò "Interamnia" (città tra i due fiumi, il Tordino e il Vezzola, con il genitivo Praetuttiorum), denominazione in uso fino al VI secolo d.C.;
- Durante il Medioevo, dal VI al XII secolo, fu chiamata Aprutium (Castrum aprutiense), come si legge dalle lettere di San Gregorio Magno, ma anche dai documenti longobardi e franchi;
- Infine Teramum o Teramo, dalla seconda metà del XII secolo fino ai giorni nostri. Lo storico Flavio Biondo vuole che con l'istituzione federiciana del Giustizierato dell'Abruzzo, la provincia "aprutina" di Teramo e circondario nei secoli a venire, abbia esteso il suo nome a tutto l'Abruzzo conosciuto, almeno nel XV secolo.
  - Non ha trovato credito, invece, la teoria secondo la quale il nome Teramo sarebbe derivato da Thermae, con relazione quindi alla pur accertata presenza di importanti terme in varie zone della città, e che faceva riferimento sia all'aspirazione “Theramum” riscontrabile in alcuni codici sia all'uso del dialetto locale che contrae in “Terme” la pronuncia del nome di Teramo. Tale interpretazione trova origine nell'erudito del Cinquecento Principio Fabricii.
- Vedi anche il Testo già inserito nella voce Teramo: Origine del nome Teramo.

## Origini della città
Teramo ha origini antichissime. Un insediamento del I millennio a.C. e delle costruzioni d'epoca italica del III-II secolo a.C. sono stati oggetto di recentissimi scavi. Le tracce più antiche si riferiscono alla periferia della città, nel quartiere Madonna della Cona, dove fu rinvenuta, tra l'altro, una sepoltura con pugnale e alabarda.
Allo sviluppo dell'antico insediamento sembra abbiano contribuito gli Etruschi e anche i Fenici che avrebbero fondato un emporio commerciale.
In quest'epoca erano già sorte Truentum (poi Castrum Truentinum e oggi Martinsicuro, centro liburnio e poi piceno e romano, Palma Picena (Tortoreto) Castrum Novum (Giulianova). Erano già state edificate le Necropoli di Atri, Civitella del Tronto e Montorio al Vomano.

### Origini liburne o aborigene, arrivo dei Pretuzi
Secondo lo scrittore romano Sesto Giulio Frontino l'antica Petrut o Pretut crebbe in dimensioni e importanza fino a divenire la capitale del Praetutium e conciliabulum dei Pretuzi.

Lo storico Niccola Palma nella Storia ecclesiastica e civile della Regione più settentrionale del Regno di Napoli (1832), ipotizza le varie origini del popolo pretuziano, immaginando che le popolazioni migranti provengano dagli Etiopi o dai Persiani, successivamente cita i Troiani e i Greci, per poi arrivare alla derivazione osca della popolazione picena. Citando ovviamente la prima fonte di Frontino, il Palma arriva alla conclusione che il nome romano di Teramo: Interamnia "Praetuttiorum" (cioè "città tra due fiumi"), fosse stata una derivazione di indubbia inflessione latina da parte dei nuovi conquistatori. Citando Plinio il Vecchio: Quinta regio Piceni est, quondam uberrimae mutitudinis. CCCLX Picentium in fidem p. R. venere. orti sunt a Sabinis voto vere sacro. tenuere ab Aterno amne, ubi nunc ager Hadrianus et Hadria colonia a mari VI. flumen Vomanum, ager Praetutianus Palmensisque, item Castrum Novum, flumen Batinum, Truentum cum amne, quod solum Liburnorum in Italia relicum est, flumina Albula, Tessuinum, Helvinum, quo finitur Praetutiana regio et Picentium incipit (Naturalis Historia, III, 110), le coste dell'Adriatico teramano furono conquistate dai Liburni, soprattutto l'antica Truentum (Tortoreto alta), successivamente l'agro Pretuziano andò in mano ai Siculi, poi dagli Umbri, e dai Galli. Il Palma attribuisce con sicurezza la presenza dei Siculi nell'agro pretuziano per via di una contrada chiamata Sicilia, e per via della stessa Valle Siciliana alle pendici di Castelli.

### Presenza etrusca e poi pretuziana
Dopo la cacciata dei Siculi da parte degli Umbri, attestati in alcune carte anche alle pendici dell'Adriatico, tra Atri e Porto d'Ascoli, questi furono espulsi dagli Etruschi. La presenza di varie popolazioni nella zona, soprattutto nelle grotte del teramano, venne testimoniata anche da Muzio de Muzii nei Dialoghi sette della Storia di Teramo (1893). Da questa presenza di diverse popolazioni, nacque anche il centro fortificato di Adria, la quale secondo Tito Livio avrebbe dato il nome al Mar Adriatico., mentre per la presenza etrusca nel fascio litorale, si ricorda la citazione di Marco Terenzio Varrone: Atrium appellatum est ab Atriatibus Tuscis. La presenza etrusca è stata confermata dal ritrovamento di monete, ma anche da alcune iscrizioni che riguardano il culto degli dei in loco. Gli Etruschi avrebbero portato il culto di Feronia a Teramo, mentre toponimi come "Montorio" (Montorio al Vomano), "Monterone" (Guardia Vomano) e "Torano" (la vecchia Torano, nel comune di Torano Nuovo) deriverebbero dall'area fiesolana etrusca.
Altri toponimi di derivazione etrusca riguardano l'agro teramano della chiesa di Santa Croce "ad Massam" (dal toponimo di Massa in Toscana), nel territorio di Sant'Atto.
Più sicurezze si hanno nella definizione dei Pretuzi, di stirpe picena, basandosi sulle parole di Livio nel XIV libro della Storia di Roma dalla fondazione ("Ex reliquis vinis a Supero Mari Praetutia"). Nella seconda guerra punica si ha menzione certa dei Pretuzi, sempre seguendo Livio, che parla dell'arrivo di Annibale Barca nel Piceno passando per l'Umbria dopo la battaglia del Trasimeno. Una lapide romana rinvenuta nel 1790 nella Casa Cocolla del quartiere San Leonardo, riporta T. STATIO. T. F. VEL / PRAETUTIANO / PRAEFECTO. COII. II / BREVCORVM. TRIBV. / COII. II. HISPANORVM [...] C. STATIVS. PRAETVTTIANVS. / FRATER. L'importanza della lapide sta nella menzione del cognome "Praetuttiarum", che assunsero certi personaggi influenti nell'epoca della prima presenza romana nell'agro.

### Le congetture di Muzii e del Palma sull'origine di Teramo
I fiumi dell'agro pretuziano sono il Vomano, il Vezzola, l'Aterno-Pescara, il Batino accanto al Castronovo, poi il Tordino e il Saline, citato già da Plinio. I centri esistenti nell'area aerano l'antica Teramo, Adria (Atri) con il suo porto allo sbocco del Vomano (oggi è Torre di Cerrano), Truentum (Tortoreto). Il confine a nord con il territorio di Ascoli Piceno è dato dal fiume Vibrata. Anticamente detto "Ubrata", il fiume attraversa dalla montagna il territorio di Civitella del Tronto, passando poi per Faraone e Sant'Egidio alla Vibrata. Questi territori appartenevano ad Ascoli, e successivamente dalla sua fondazione, all'abbazia di Montesanto di Civitella.
I limiti dell'agro pretuziano erano marcati anche dal Carrufo, a cui si collega l'Elvino fino al mare, principale fonte di approvvigionamento per i Pretuziani, separandoli dalla città di Truentum.
La politica locale doveva essere quella di una "città-stato" simile alle altre città del territorio piceno. Una lapide rinvenuta nel 1828 conferma l'indipendenza amministrativa di Interamnia, nonché la descrive come capitale dei Pretuzi: PVBLICVM / INTERAMNITVM / VECTICAL / BALNEARVM. Ossia si parla di un dazio pubblico da pagare alla cittadinanza per il passaggio dal mare attraverso l'agro.
Entrata dunque, dal III secolo a.C., nelle mire espansionistiche di Roma, secondo il Muzii nei suoi Dialoghi, Teramo non fu mai colonia, benché nell'opera di Frontino venga citata numerose volte Interamnia come colonia romana. Già all'epoca di Sesto Frontino (II secolo d.C.), è interessante notare come Teramo venga citata sia come Interamnia sia come Teramna, toponimo che poi con il passare dei secoli si tramuterà nell'attuale.

## Epoca romana: dal secolo V a.C. al secolo V d.C.
Guerre sannitiche

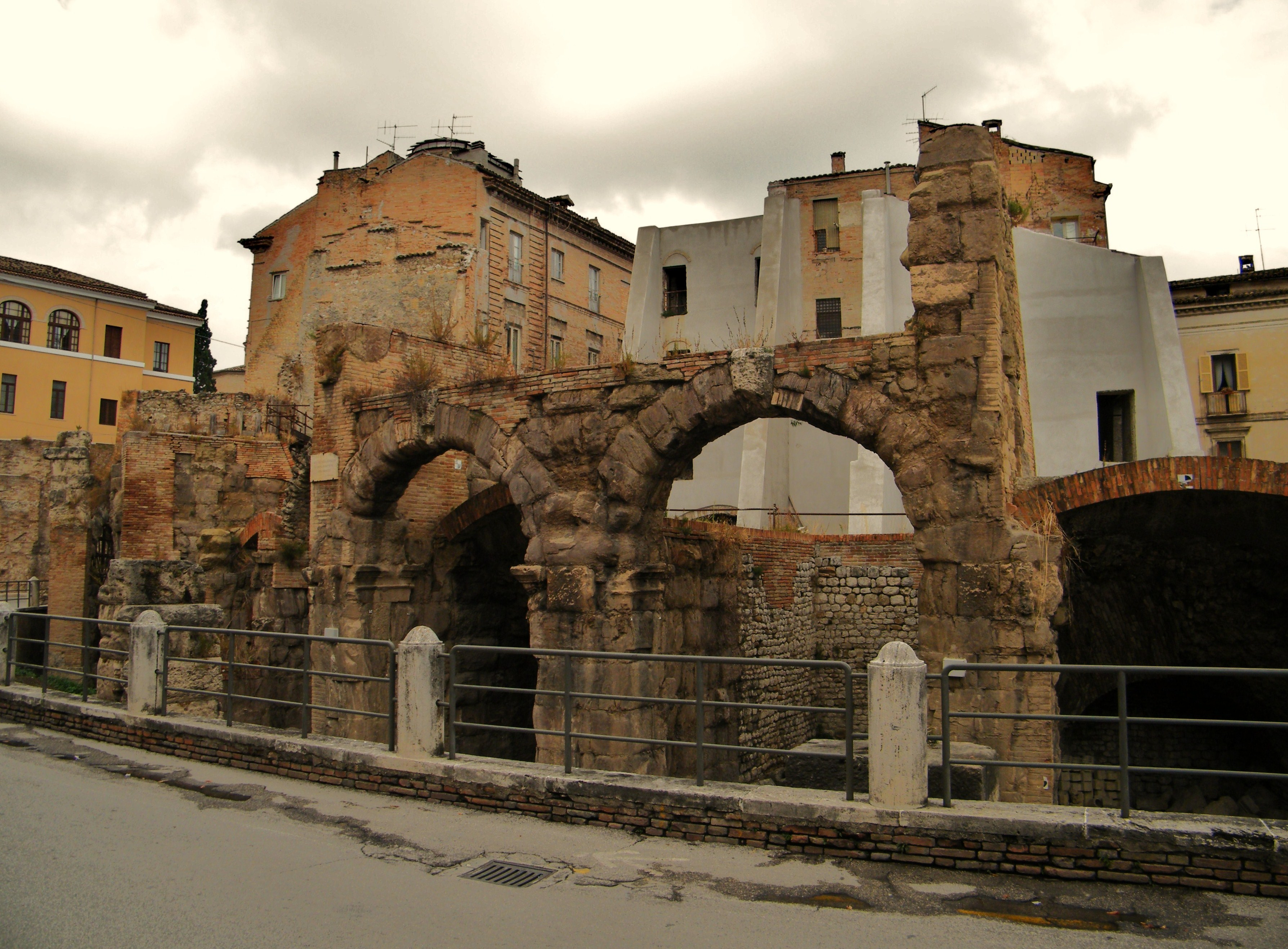
Il teatro romano

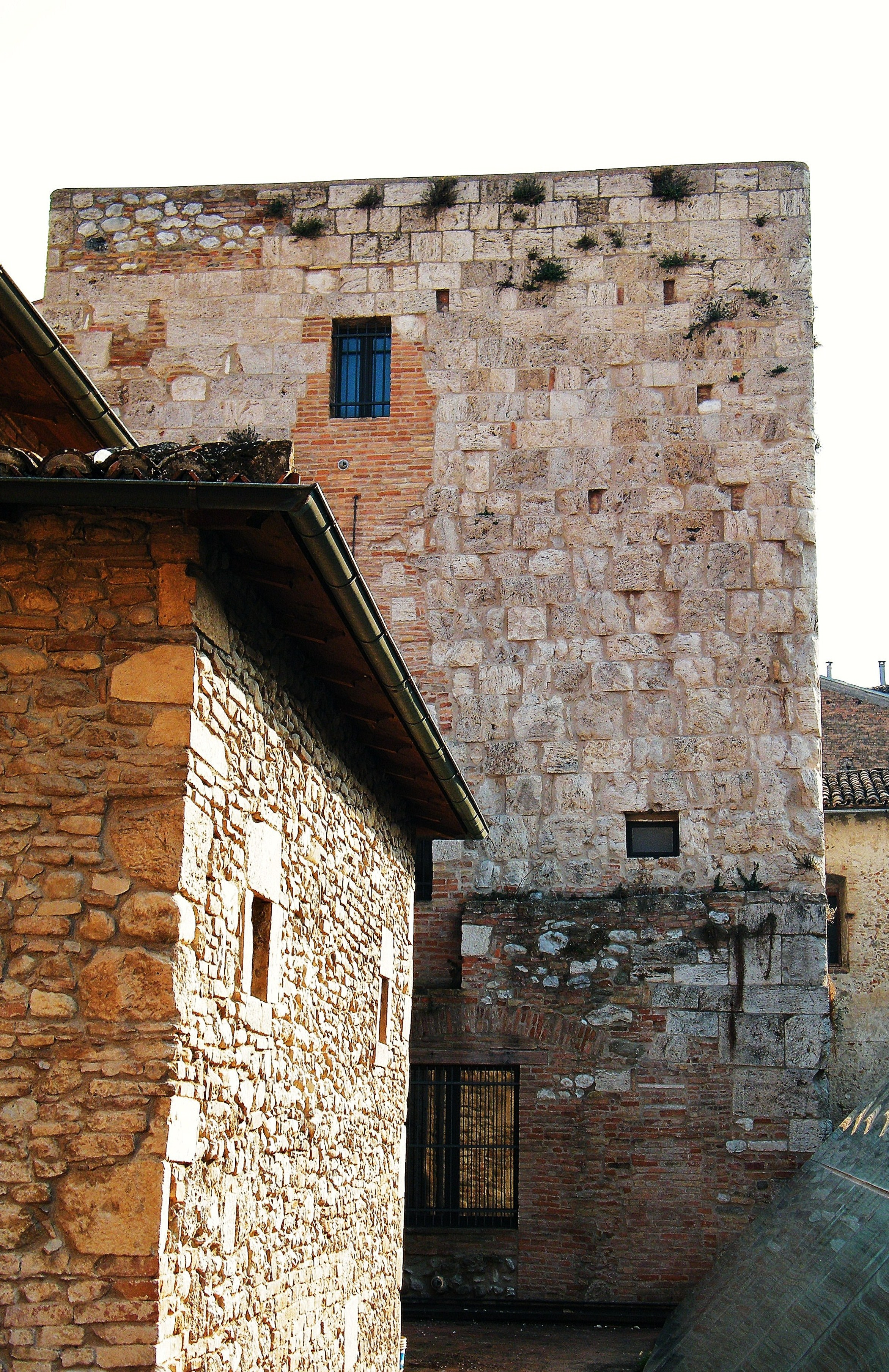
Torre Bruciata, antico presidio romano e poi medievale

Con l'accesso dei Romani nell'Etruria nel 449 a.C., anche i Sanniti dovettero sottostare alle clausole del console Manlio Curio Dentato, dopo le vittorie che riportò. Sotto i consoli Valerio Corvino e Cedicio Nottola, vennero inviati coloni nell'agro teramano, a Castro (Giulianova), ad Adria e a Sena (oggi Senigallia). Era l'anno 462. La caduta in potere di Roma dell'agro teramano avvenne nel 486 a.C., quando il console Sempronio Sofo soppiantò i Piceni, e sbaragliò quel che restava delle colonie dei Senoni, spingendosi poi a sud nel cuore del Sannio. Teramo e le altre città dell'agro stipularono un trattato di amicizia, divenendo "confederati" della Repubblica, a differenza dell'irriducibilità dei vicini Marsi, Sabini, Frentani, Marrucini, e così le città dell'area ebbero la concessione di mantenere la loro forma di ordinaria e secolare amministrazione pubblica.
Nel corso della guerra annibalica, i Pretuzi non sono menzionati nelle minute descrizioni di Silio Italico e Tito Livio, nelle quali gran parte dei confederati italici si schierarono coi Cartaginesi. Per questo forse Annibale dopo il Trasimeno si accanì particolarmente nel territorio teramano, spingendosi anche nel resto dell'attuale Abruzzo, suscitando la reazione dei sanniti locali.
Guerra italica sociale
Nell'ambito della guerra sociale dell'88 a.C., anche i Pretuzi parteciparono alla lega italica costituitasi a Corfinio (AQ), stanchi del fatto che da confederati, a guerre fatte, non potessero partecipare alla distribuzione delle ricompense, che acquisiva soltanto Roma per sé. Benché i Pretuzi avessero partecipato alle operazioni di disobbedienza e di sabotaggio contro l'esercito romano, Interamnia non subì saccheggi, come avvenne con le vicine Ascoli Piceno e Penne, di cui si ricordano le rappresaglie del console Pompeo Straobne (Ascoli) e l'episodio del giovane Pultone a Penne.

### La città romana e l'archeologia
Sempre seguendo il Palma, l'orografia urbana di Interamnia abbracciava i quartieri medievali di San Leonardo e Santa Maria a Bitetto, e tutto il piano fuori Porta Reale, come confermano gli scavi della domus nel Largo Madonna delle Grazie. Seguendo anche le descrizioni di Muzio de Muzii, le mura racchiudevano:
- Ponente: Largo della Cittadella, Episcopio, Duomo, Seminario.
- Mezzogiorno: Largo Santo Spirito, Porta San Giuseppe, area abitativa prospiciente il fiume Tordino, la costa che circonda Piazza del Carmine verso Porta Reale.
- Settentrione: Orto del convento dei Frati Minori Osservanti, ingresso al Corso di Porta Romana.
- Nord-Est: via sul pendio del Vezzola (Circonvallazione Ragusa - Porta delle Recluse) - Porta Santo Stefano.

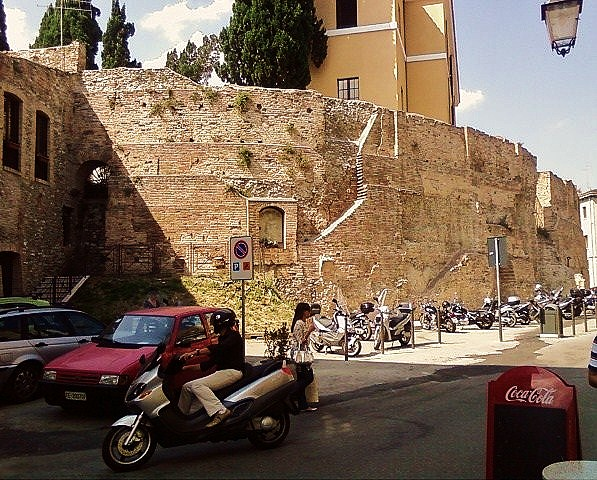
L'anfiteatro romano

Diversi sono stati, sin dall'epoca di Muzio de Muzii (1595) i ritrovamenti archeologici, fino agli scavi degli anni '90 del Novecento. All'epoca del Muzii fu ritrovato un pavimento mosaicato a fioroni, ossia il Mosaico di Bacco in via dei Mille, mentre dalla fornace costruita sopra la domus di Porta Reale, vennero effettuati ritrovamenti nell'area Madonna delle Grazie, che all'epoca era il Campo della Fiera. Altri ritrovamenti ci furono nel 1544 a Casa de Tuzii, una colonna venne rinvenuta a Casa Durante-Mezzuccelli (1586), mentre nel 1534 nel chiostro di San Francesco d'Assisi venivano trovate tavolette. Altri importanti ritrovamenti vennero fatti nei fondaci di Casa Urbani, e in quelli delle vecchie carceri sul Corso Cerulli, dove venne edificato poi il Palazzo Savini, vale a dire la domus col Mosaico del Leone.
Le famiglie romane documentate a Teramo i Livinea, i Cassia, Herennia, i Sulpicia, i Mussidia, che si distinsero militarmente al fianco di Marco Antonio, Ottaviano e Vespasiano.

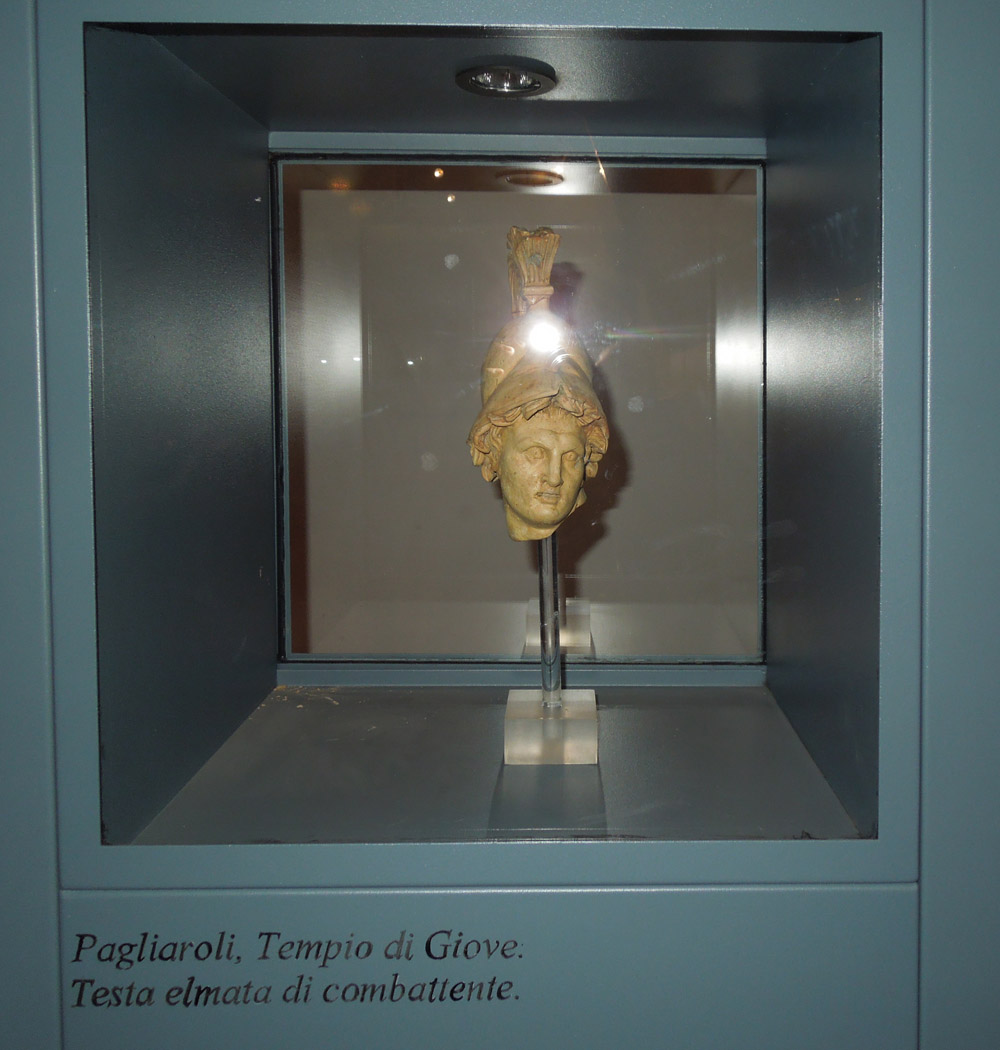
Testa elmata di combattente, rinvenuta a Cortino, conservata nel Museo archeologico "F. Savini"

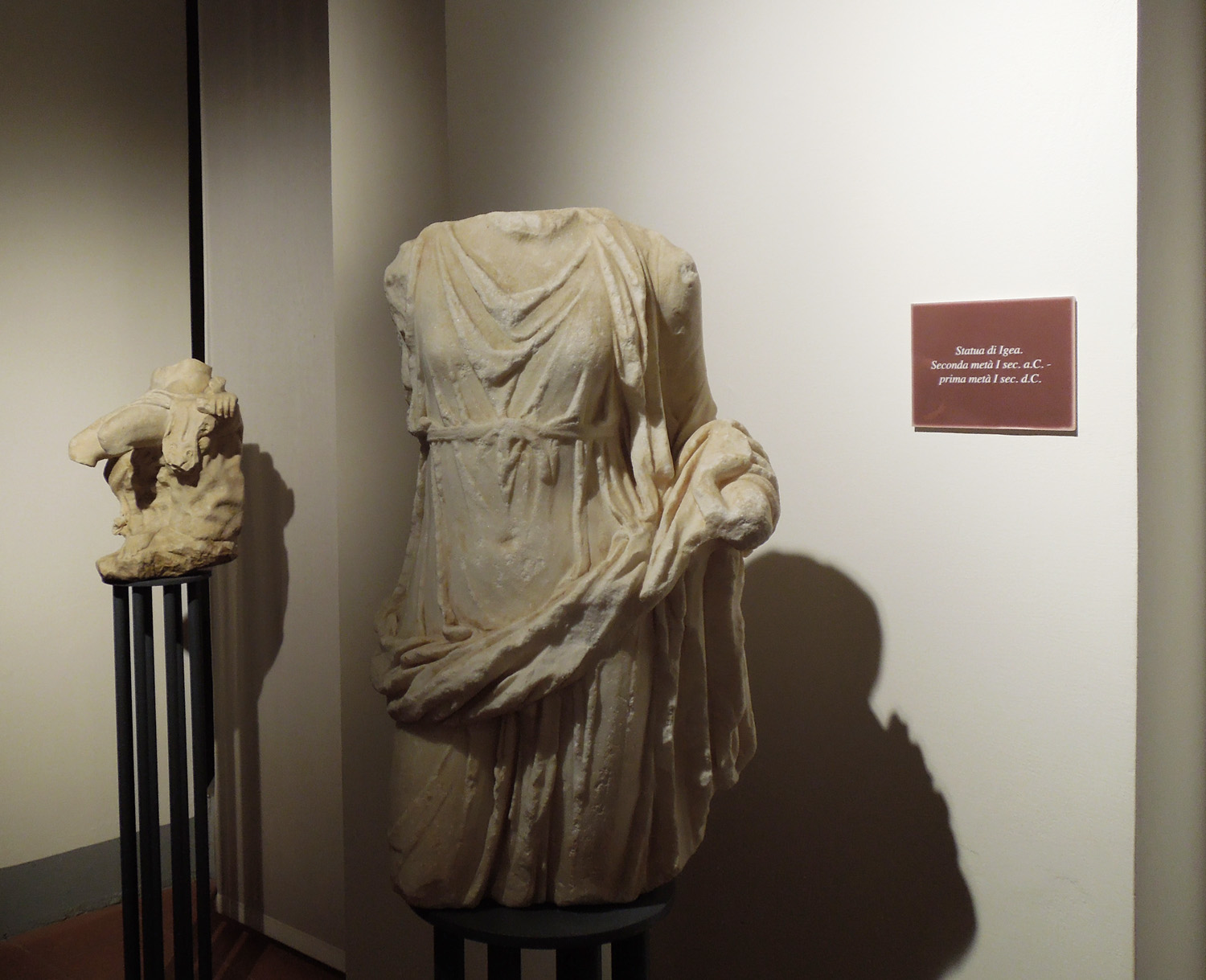
Statua di Igea, nel Museo archeologico Savini

Negli anni finali della Repubblica, Lucio Cornelio Silla s'interessò a edificare alcune colonie nel teramano e a fortificare la cinta di Castro. Numerosi liberti, citati in una lapide ritrovata presso la chiesa di San Pietro ad Janum (anticamente Antesianum), colonizzano ilo territorio teramano e si insediano in città, favorendo completamente il processo di romanizzazione politica e culturale della città. Teramo divenne "municipium", ma ci sono confusioni tra questo termine e quello di "colonia" romana. Una lapide rinvenuta nella chiesa di San Pietro in Torricella, e poi inserita nella Casa Delfico parla di Teramo usando ambedue i termini. Tuttavia per "colonie" s'intendono quelle aree vergini dove i liberti romani costruirono le loro abitazioni.
Dall'inizio dell'Ottocento numerosi sono stati i ritrovamenti in queste aree collinari e campestri, ma testimonianze ancor maggiori si hanno dagli stessi toponimi delle località: Villa Nepezzano, fondata da un tal Nepote, la chiesa di Santa Maria di Propezzano, che secondo il Palma fu fondata sopra un tempio, e dunque la dicitura "Propezzano" sarebbe una storpiatura di "Praetuttiarum"; poi Villa Licignano (da un certo Licino), Cesenano (fondata da coloni di Cesena), Gagliano in Villa di Campli, Ariano (Rocca Santa Maria), fondata dalla stirpe degli Arrij, Magliano, fondata dai Manli, Sant'Atto, anticamente "Attia", fondata dalla gens Attia, di cui si attestano un tal T. Atto e un Attiano. Poi ancora Canzano, che vuol dire toponimo creato per apocope di "Campo Azziano", Garrufo di Campli, forse fondata da un tal Rufo, e via dicendo.
Nell'epoca imperiale venne realizzata la Via Cecilia che collegava l'agro teramano a Roma, di cui rimangono ampi resti. Lungo questa via inoltre, in località Madonna della Cona, è stata scoperta la necropoli di Ponte Messato, composta da sepolcri ascrivibili a varie fasi della presenza umana in loco, dalle popolazioni neolitiche, fino agli Italici, ai Pretuzi, e ai Romani.
Nell'epoca imperiale, Ottaviano Augusto ricompensò alcuni suoi generali con delle terre nell'agro pretuziano, tra Truentum e Castro; successivamente Augusto riorganizzò l'amministrazione territoriale della Penisola italiana, e dell'intero Impero romano, inserendo il territorio di Interamnia nella Regio V Picenum, dividendola dalla IV del Sannio mediante il fiume Aterno-Pescara.
Con la conquista romana, nel territorio teramano si diffusero ampiamente i culti di Bacco e Venere. Ne sono testimonianza un'ara ritrovata presso la chiesa di San Giorgio in Castello, al momento della sua demolizione, mentre resti di una porta di marmo presso la chiesa di Santa Maria a Mare a Giulianova. Perfino una statua della Vergine, rinvenuta nelle parti di Castro vecchia (Giulianova), sarebbe un rimodellamento di una rozza statua italica della dea Venere. Secondo il Muzii, da ritrovamenti di mosaici, la Cattedrale di San Berardo sarebbe stata eretta sopra il tempio di Giunone. Altre divinità, documentate da Giovanni Bernardino Delfico, erano Saturno, Cerere e Vesta, e soprattutto l'antica etrusca Feronia, di cui venne ritrovato un tempio nella campagna teramana. Una statua, detta "della Pudicizia", venne ritrovata dal Delfico presso la chiesa di San Giuseppe, ipotizzando che ivi prima risiedesse un tempio.

### Quinta Regio: il Piceno
In epoca Augustea, Interamnia fu ricompresa nella Quinta regione: il Piceno (la VI regione era l'Umbria e la IV era il Sannio).
Il territorio dell'attuale provincia era diviso, da sud a nord, in Ager Hatrianus, Ager Praetutianus, Ager Palmense.
In questa epoca dunque Interamnia fu:
- Conciliabulum: luogo di riunione e di mercato (cfr Frontino);
- Praefectura iure dicundo;
- Municipium, dopo la Guerra Sociale;
- Colonia sillana. Perse in quest'epoca lo statuto di Municipio, per opera di Silla per la sua partecipazione alla Guerra Sociale (91-88 a.C.), e lo riacquisì in seguito per volontà di Cesare;

Nel periodo romano la città conobbe un periodo molto florido, come testimoniano le rovine dell'Anfiteatro, del Teatro e delle Terme, ecc.
Il cardo (l'attuale corso De Michetti) l'attraversava in tutta la sua lunghezza, da largo Madonna delle Grazie e piazza Martiri della Libertà. Un fossato delimitava questa estremità (ovest).
Raggiunse il suo massimo splendore sotto Adriano.
Ricordano Interamnia gli storici Tolomeo, Tito Livio e Plinio;

## I Goti e i Bizantini (V-VI secolo)

### Invasione gotica
Le prime forme di evangelizzazione nell'Aprutium avvennero grazie a Sant'Emidio di Ascoli Piceno. Tuttavia il Pretuzio non aveva ancora un vescovo ufficiale, a differenza delle neocostituite diocesi dei Marsi, di Forcona (L'Aquila) e di Penne. Il pontefice Gregorio Magno in una lettera del 299 d.C. lamentava l'assenza di un pastore nell'"Aprutium" (da notare la storpiatura dell'antico toponimo, che piano piano diventerà l'attuale "Abruzzo"). Una leggenda vuole che il cristianesimo a Teramo venne avviato dalla presenza di San Pietro apostolo, in viaggio per Roma. Si hanno notizie più sicure riferibili all'epoca dell'apostolato di Sant'Emidio d'Ascoli, che viaggiò sicuramente nel Pretuzio, andando per Penne sino a Chieti, così come è documentata la presenza di San Feliciano da Foligno, che si spinse nel cuore dell'Abruzzo, tra L'Aquila (allora Amiternum) e Sulmona.
Nel V secolo la prima sede vescovile teramana fu a Truentum, alla vigilia dell'invasione dei Goti, con l'amministrazione retta da un uomo che era sia cardinale sia barone delle terre (document. 483 d.C.). Documentato un tal vescovo Vitale, per poco tempo ebbe la signoria di Truento, a causa del turbolento clima politico, per cui non riuscì a organizzare un'amministrazione salda e duratura. Cosicché dopo pochi anni di mandato, la diocesi si spostò a Interamnia, che presto venne ricostruita dopo le distruzioni arrecate dagli invasori. Ciò avvenne grazie al papa Gregorio Magno che tra il 599 e il 601 mandò una serie di lettere ai signori di Teramo, citando un tal Conte Anio, all'epoca del dominio longobardo, affinché si costituisse una diocesi nell'agro pretuziano. Anche qui ormai il termine latino è caduto, per lasciar posto alla nuova dicitura "Castro Aprutiensis".
L'imperatore Adriano durante il suo mandato riordinò l'amministrazione imperiale in 17 province, suddividendole in 3 classi: il Piceno rientrò nella "prima classe", amministrata da un console, mentre dal punto di vista religioso, la diocesi costituitasi, andò a comporre la "Diocesi Italica, o milanese, perché aveva sede a Mediolanum.
Scongiurata l'invasione di Attila nel centro-sud italico grazie a San Leone Magno pontefice, nel 455 d.C. anche il Pretuzio subì l'orda dei Vandali che saccheggiò e distrusse. Il nuovo sovrano Teodorico, dopo la presenza di Odoacre che nel 476 fece cadere l'Impero Romano d'Occidente, mantenne le leggi del Codice Teodosiano riguardo all'amministrazione delle province, da questo momento chiamate "Comitati".

### Dai Goti ai Bizantini
Dalle testimonianze di Palma, Teramo risultava già nel VI secolo circa ricostruita più volte, per non parlare della ricostruzione totale dopo il saccheggio di Roberto di Loritello del 1156. Gli strati di ricostruzione arrivavano in certi casi anche fino a 48 palmi di profondità, come nei casi del fondaco di Piazza Cittadella (1817) e della torre del convento dei Cappuccini. Secondo il Muzii furono i Goti a radere al suolo Teramo, anche se per il Palma fece confusione tra Visigoti e Ostrogoti, confermando che i Goti entrarono a Teramo nel 545 dopo il sacco di Ascoli.
Nell'anno 410 va registrata una prima distruzione di Teramo effettuata da parte dei Visigoti di Alarico I. Molto incerte tuttavia le notizie relative a questi anni: si presume che la presenza dei Goti nel territorio di Interamnia si sia protratta fino a circa il 552-554. Dopo la fine della guerra gotica, nel 553, si passò sotto il dominio dei Bizantini. Teramo fu ricompresa nel Marchesato di Fermo, soggetto all'Esarcato greco di Ravenna. La città era governata da un Conte che dipendeva dal Marchesato di Fermo.

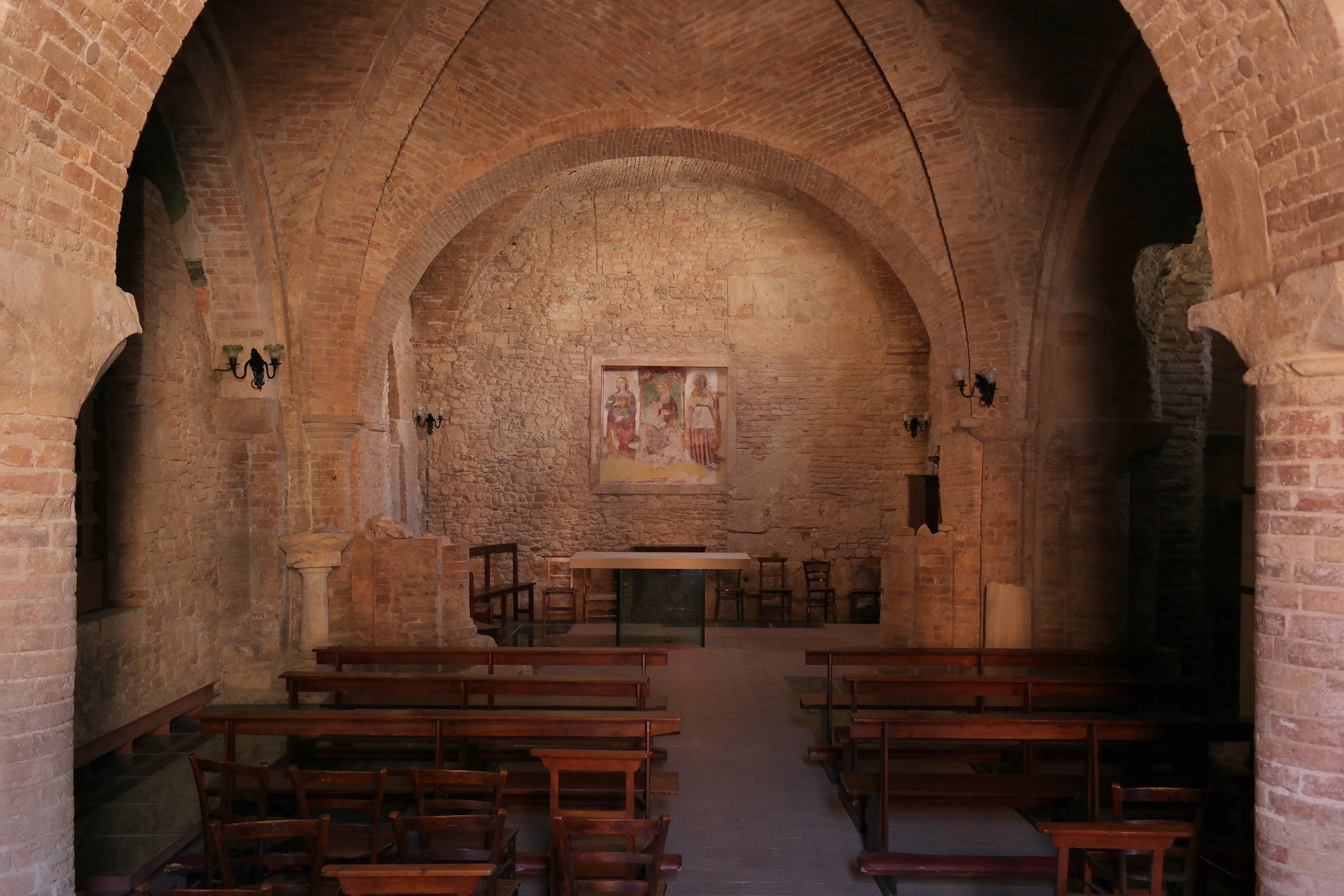
Interno della chiesa di Sant'Anna dei Pompetti

### Modifica territoriale con i Longobardi
Il territorio del Praetutium romano corrisponde più o meno a quello all'epoca di Niccola Palma, ossia all'attuale provincia di Teramo, e lo stesso fu durante la trasformazione in gastaldia longobarda, e poi in territorio dei Patrizi teramani, che lottarono per secoli contro il ducato di Atri. L'antico toponimo storpiato in Aprutium per Teramo, alla fine andò a includere tutto l'ex territorio italico dell'agro, con l'eccezione della terra d'Ascoli a nord della Vibrata, mentre a sud del Vomano, il territorio vestino di Penne subì altra sorte. Con il governo di Federico II di Svevia nel 1233 il nome Aprutium andò a estendersi a tutte e tre le province create dagli ex gastaldati longobardi, ossia l'Abruzzo Citeriore di Chieti, l'Abruzzo Ulteriore di Teramo e Penne, e l'Abruzzo Ulteriore di Sulmona, dato che L'Aquila nacque solo nel 1254.
Le grandi contrade di Teramo erano San Giovanni a Scorzone, San Niccolò a Tordino, Sant'Atto, Sant'Angelo a Marano, San Lorenzo a Salino, e Contrada Santi Sette Fratelli, per il convento, al confine con Giulianova.
Nell'ambito religioso, il termine Aprutium entrò subito nei documenti più antichi, come quelli del 1076 e del 1105, che citano la Cattedrale di Santa Maria Aprutiensis. Per differenziare il territorio del contado "aprutiense" nei documenti, dal toponimo della città madre, così come dalla sede diocesana, spesso venne aggiunta l'apposizione "Civita", soprattutto dal VI secolo, quando s'insediarono i Longobardi.

## I Longobardi in Italia e in Abruzzo

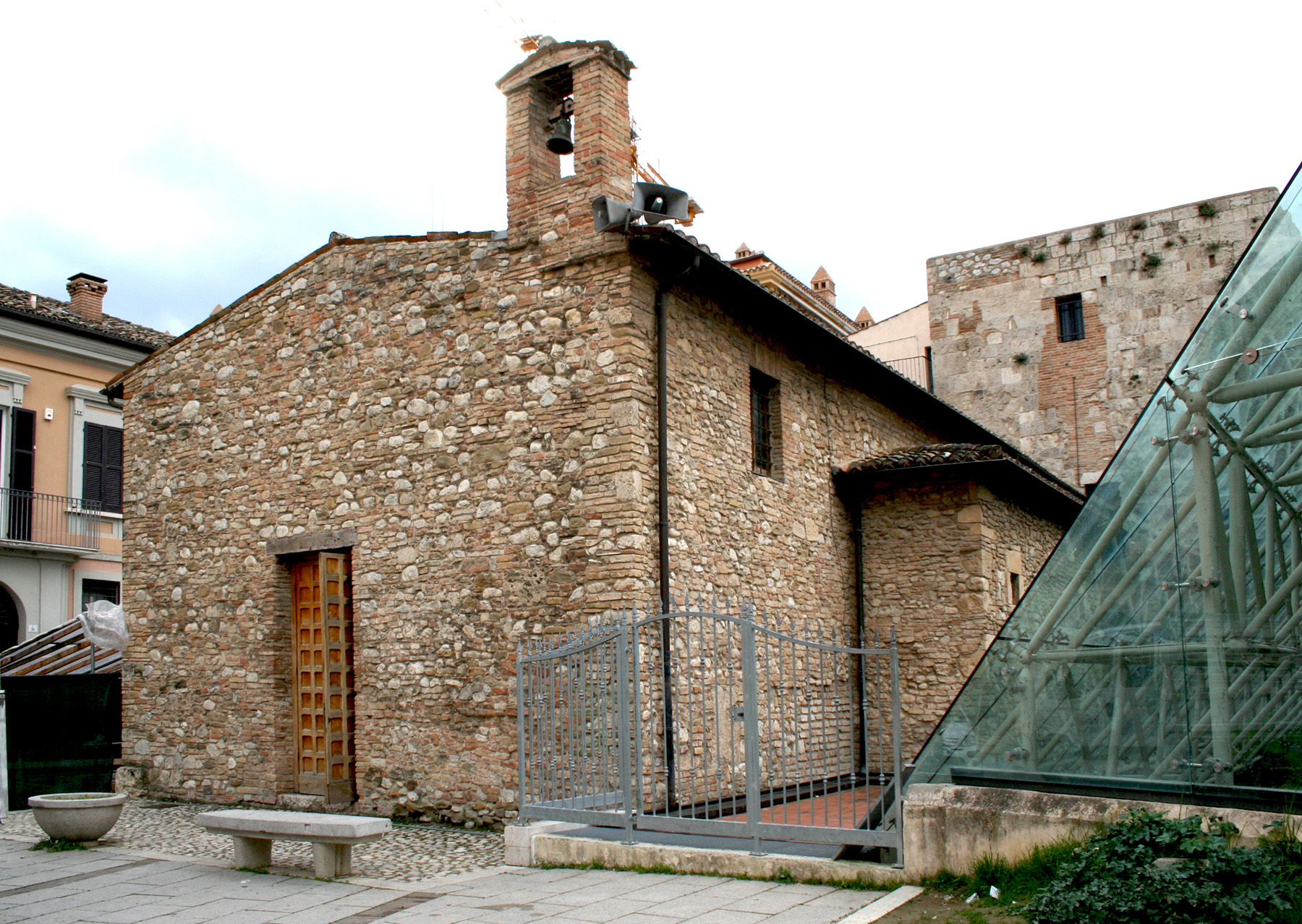
Chiesa di Sant'Anna dei Pompetti

Tra il 568 e il 572 i Longobardi occuparono la maggior parte dell'Italia settentrionale e centrale mentre persistevano porzioni di territorio ancora nelle mani dei Bizantini. Sicuramente in questa data l'Abruzzo fu almeno parzialmente occupato ma sono contrastanti le opinioni per quanto riguarda l'occupazione longobarda del Castrum aprutiense, per il quale manca una attendibile documentazione.
All'anno 598 risale la pace tra i longobardi di Spoleto e il papa.
L'intervento di Teramo nella trasformazione amministrativa della Penisola italiana sotto il potere dei Longobardi, è testimoniato da Anastasio in un passo della Vita di Papa Zaccaria, quando nel 740 Trasmondo riottenne il ducato di Spoleto con l'intervento di Pennesi e dei Teramani. Così Teramo entrò nel neocostituito ducato, con la giurisdizione del suo comitato, insieme a tutto l'odierno Abruzzo. Dai successivi documenti, durante i regni di Ottone I e III, vengono citati i possedimenti di Teramo, le rendite e le decime riscosse dei monasteri, tra cui Sant'Angelo in Marano e San Niccolò a Tordino. Il "Gastaldato Teramnense", come lo cita Paolo Diacono sbagliando, in realtà fu quello legato a Truentum, separato topograficamente da Ascoli dal fiume Tronto.

### I signori Longobardi di Teramo
Tra i primi signori di Teramo della stirpe longobarda, si annovera un tal Conte Anio, citato da San Gregorio nelle sue lettere riguardo alla costituzione della diocesi aprutina. Non si hanno notizie precise delle prime chiese teramane, data la distruzione dei Goti, ma tra le più antiche si annoverano la chiesa di San Pietro ad Portam Vetulam, già rudere nel XVIII secolo, non molto distante dalla chiesa di Santo Spirito. All'epoca delle lettere di Gregorio, la provincia episcopale locale era retta dal vescovo Passivo di Fermo, che reggeva le sorti sia della diocesi di Penne sia di quella di Ascoli, poiché i seggi erano momentaneamente vacanti.
Dai documenti del Chronicon Casauriense, sono citati i nomi dei principali signori delle gastaldie abruzzesi, compresa la provincia Valeria (la Marsica), l'agro di Chieti e del Guasto d'Aimone (Vasto). Teramo fu amministrata, a partire dalla presenza dei Franchi, dalla cosiddetta "dinastia degli Aprutini". Teramo riconosceva dunque un sovrano principale, all'epoca della ridistribuzione amministrativa dell'879, il sovrano Lotario, poi il duca dell'organizzazione amministrativa tutta, con sede a Spoleto nel caso di Teramo, e poi gli amministratori civici, ossia i Conti Aprutini.
Tra i primi vescovi di Teramo ci furono Opportuno, succeduto da Bonifacio nel 620, e poi da Lucio, parroco della chiesa di Sant'Agnese, che si trovava nel rione Santa Maria a Bitetto. Diodato invece nel 759 dette inizio ai lavori della fabbrica di San Niccolò a Tordino. Dunque già da un paio di secoli circa, a Teramo esisteva la cattedrale vescovile, presso l'area di Largo Torre Burciata, dove venne realizzata la Cattedrale di Santa Maria sopra una domus romana del I secolo. L'area era già occupata dalla piccola chiesa di San Getulio (oggi Sant'Anna dei Pompetti), che rimase l'unica chiesa dopo la distruzione del 1156 per opera di Loritello.
Stipulati nuovi codici amministrativi e legislativi, se ne hanno conferma nelle invocazioni di tali leggi per la fondazione dei monastero di San Niccolò sul Tordino e di San Giovanni a Scorzone (quello in territorio di Torricella Sicura), negli anni 1003-04.
Da un documento proveniente da un cartografo del monastero di San Giovanni a Scorzone, e poi traslato nella nuova chiesa di San Giovanni dentro le mura di Teramo (piazza Verdi), si iniziano ad avere notizie sicure riguardo al governo e all'amministrazione territoriale di Teramo sotto i Longobardi. Un tal Pagano figlio di Arduino, donò nel 1104 al monastero le terre di Abeteto, Salmacena e Lopero. Testimonianza provengono soprattutto dall'Actum in Aprutio e dai placiti riportati anche dal Muratori. All'epoca (VIII secolo), i monasteri attorno alla città non appartenevano all'amministrazione longobarda, si ha notizia di una seconda sede vescovile presso Giulianova, detta anche Castello San Flaviano o Terravecchia per la presenza delle reliquie di San Flaviano provenienti da Costantinopoli. Nel 1056 Teramo acquisì la contrada di Villa Vitice, presso Putignano, una decina d'anni dopo, acquisì Castel San Flaviano stessa.
Tra il 740 e il 763 quindi, il Marchesato di Fermo (e con esso anche la Contea aprutina che ne fa parte) è sottomesso al Ducato di Spoleto, parte del ”Gastaldato di Aprutium”: uno dei sette gastaldati nei quali i Longobardi suddivisero l'Abruzzo, con a capo un Comes castri Aprutiensis.

## Vicende della Contea di Apruzio (VI–XIII sec.)
(Francesco Savini, La Contea di Apruzio, Roma, Forzani, 1905, Proemio.)
La Contea di Apruzio formatasi nel VI secolo resterà in essere fino al secolo XIII quando il suo territorio entrerà a far parte del Regno di Napoli.
| Elenco dei Conti aprutini dal VI al XIII secolo | |
| La seguente serie dei Conti di Apruzio si basa sulla ricostruzione e sulle ricerche di Francesco Savini e fanno riferimento al volume La Contea di Aprutio, Roma, 1905 - Anio (o Anione), 598, citato in una lettera di papa Gregorio, appare isolato rispetto agli altri Conti aprutini conosciuti, la cui serie inizia nell'anno 891. Secondo la ricostruzione di Savini certamente il Conte Anio (o Anione) non appartiene alla famiglia De Apruzio - Lodoino, padre del seguente Adelberto, a. 891. Savini lo considera il capostipite della casa De Aprutio; - Adelberto, anni 891-894 - Manfredi, a. 926 - Lupo (o Lupone), figlio del precedente Manfredi, a. 931 - Attone I, anni 976, 989, 990 - Attone II, figlio del precedente, citato in uno stesso atto (976) nel quale appare Attone I; - Attone III, figlio del precedente Attone II e nipote di Attone I, citato in uno stesso atto (990) nel quale appaiono Attone I e II; - Attone IV, forse figlio del precedente, a.1056; - Gerardo, posto da papa Vittore e reggere le contee di Ascoli e di Apruzio, a.1057; - Ugo Malmozzetto, che nel 1078 ottiene da Roberto il Guiscardo l'investitura a conte di Apruzio, di Penne e di Chieti; muore nel 1097; - Attone V, figlio forse di Attone IV, la sua presenza si desume da documenti del 1101, 1108 e 1116; - Enrico, forse primogenito de precedente Attone V; documentato nel 1122; - Matteo, fratello del precedente, figura nello stesso documento del 1122; era già morto nel 1150; - Roberto I, fratello dei due precedenti; come loro è citato nel documento del 1122; documentato anche nel 1140 e 1148; si oppose a Roberto di Loretello ed era in carica al tempo dell'incendio della città (1153-1155 circa); | - Guglielmo, socio nella Contea di Apruzio; intorno al 1140, con il fratello Roberto, “giura protezione e difesa alla chiesa aprutina”; citato nel catalogo normanno del 1161; mostra avere la stessa dignità del fratello; - Attone VI, socio nella Contea di Apruzio; quinto fratello dei precedenti; secondo Savini è erroneamente citato come “Antonio” in un documento del 1120; dimorò in Terrasanta per un anno nell'ospedale dei cavalieri gerosolimitani ma non è certo che sia stato un crociato; - Tancredi, sesto e ultimo fratello dei precedenti; citato nel documento del 1122; - Rinaldo I, conte di Apruzio; erede e forse figlio di Roberto I; citato tra il 1170 e il 1193 nella cronaca di Carpineto; muore poco dopo il 1195; - Monaldo, conte di Apruzio, figlio del precedente Rinaldo I; partecipò alla guerra del 1229 contro Federico II; morì, forse in esilio, intorno al 1252 - Rinaldo II, di Apruzio, conte di Loreto; figlio naturale del conte Monaldo; documento del 1252 che gi conferisce l'eredità di Rinaldo I; non fu conte di Apruzio ma conte di Loreto e capitano di Atri; - Roberto II, figlio di Monaldo; rinunciò alla contea aprutina ed ebbe in cambio da Carlo I d'Angiò una pensione annua di venti once d'oro; dei suoi figli non si conosce il nome; - Il nome dei De Apruzio si ritrova in Ortona, legato a Porzia de Apruzio, discendente di Roberto II, maritata a un Rozzi di Campli (1570); dal matrimonio nacque Lucentina; ancora a Ortona, il Brunetti cita un'innominata gentildonna discendente dai De Apruzio, vissuta intorno al 1640; (esistono tuttora i discendenti diretti rappresentati dalla famiglia Rozzi di Campli e varie famiglie direttamente alla stessa collegate: della Noce di Canzano, Clemente di Castelbasso, i baroni: de Sanctis di Castelbasso e successori, de Sanctis Martellacci, Filippone-Thaulero, Coppa Solari, Basile e Cornacchia di Torano, i conti: Rosati di Monteprandone e De Filippis Dèlfico di Longano, i marchesi Flajani di Morro) |

Teramo si trovò invischiata nei rapporti politici di Carlo Magno con la Chiesa, dopo l'incoronazione a imperatore nel Natale dell'800, poiché donò alla Santa Sede il ducato di Spoleto, suscitando la rabbia del Duca di Benevento. Carlo intervenne contro il traditore Grimoaldo nella battaglia di Garrufo, al confine con Ascoli, e al termine spianò la collina, saccheggiando anche Ancarano. Succedutisi i vari sovrani che amministrarono l'Abruzzo e il ducato, da Pipino il Breve a Carlo il Calvo, Ludovico Pio alla fine nell'855 pubblicò una serie di leggi amministrative di riaccorpamento territoriale, e nell'866 all'abbazia di Montecassino confermò la suddivisione territoriale nell'odierno Abruzzo, inserendo anche Interamnia. Nell'867 un tal Suppone figlio di Mauringo, è attestato duca di Spoleto e Conte di Aprutium.
Il primo vescovo teramano del Sacro Romano Impero, sotto Carlomanno, fu Giovanni I, documentato nell'879. In questi anni vengono fondati anche i castelli di Monsampolo, Notaresco e Sant'Omero. Forse, secondo Palma, Notaresco proverrebbe dal toponimo "Lotharesco" in onore di Lotario imperatore; mentre Sant'Omero verrebbe da Sant'Audomaro, vescovo di Terranova, città distrutta del Belgio. Sotto il regno di Carlo il Grosso e del successore Arnolfo, il vescovo Giovanni acquisì alcune terre presso il Vezzola, tra cui Casale Cerreto e Casoli d'Atri.
Nel IX secolo i Saraceni invasero la regione aprutina, arrivando sino ad Ascoli Piceno e Ancona, tanto che l'imperatore Ludovico III dovette intervenire con l'appoggio di papa Benedetto IV. Nel X secolo iniziò l'ascesa vescovile verso il potere a Teramo, che più volte portò la Chiesa della diocesi aprutina a prevaricare sul governo amministrativo civile sotto il controllo dell'Impero. Ottone II infatti apprese dalla Cronaca di Casauria che nel 989 (altri sostengono il 976), l'abate Adamo e il vescovo Pietro di Teramo erano giunti a una permuta enorme di beni nell'agro aprutino, con confini i fiumi Tronto e Larcianello; ne scaturì una denuncia a cui parteciparono vari conti dell'Abruzzo, che si concluse con la conferma dei beni all'abbazia di Casauria, e al pagamento di una multa da parte del vescovo Pietro.

## Secolo XI (1001-1100)

### Primo ingresso dei Normanni
Secondo le cronache, nel 1004 l'imperatrice Galla portò a Castro (Giulianova) le reliquie di San Flaviano patriarca, anche se altri sostengono che il corpo fosse presente a Castro già nel IX secolo. Da questo momento la zona alta di Giulianova si chiamo Castel San Flaviano. Nel 1047 proprio da Castro, transitarono Drogone di Puglia e Rainolfo d'Aversa per arrivare al monastero di San Clemente a Casauria, dall'imperatore Errico e veder confermarti i loro domini. Il vescovo Pietro ottenne in quegli anni dal Conte Gisone di Giselberto una gran quantità di terre amministrate direttamente dalla Cattedrale di Teramo: Sant'Angelo sul Vezzola, Montorio, Cerliano, Ponzano, Basciano, Ripoli (oggi Corropoli), Tortoreto, terre aventi confine con Santa Pupa, Isola del Gran Sasso, Santa Maria de Mejulano e San Benedetto al Trivio. In un altro documento del 1026, la Chiesa di Teramo, acquisiva i poderi di Casale Goriano, di Poggio con la chiesa di San Sebastiano (forse è contrada Collevecchio), Colle Morelli, Rocciano, Montepagano (Roseto vecchia), la chiesa di Sant'Angelo in Sedino (alle porte di Montorio); nell'anno seguente del 1027 furono aggiunti i terreni dell'agro pretuziano e del fermano: Ponziano, Partenello, Selvatria, Ripa di San Giovanni, la chiesa di Sant'Eutizio fuori Corropoli. Un'altra grande donazione avvenne nel 1136 da parte dei Conti Teutone e Gualtiero delle campagne attorno a Roseto. Governava la chiesa di Teramo il vescovo Pietro II, succeduto da Sansone nel 1041.

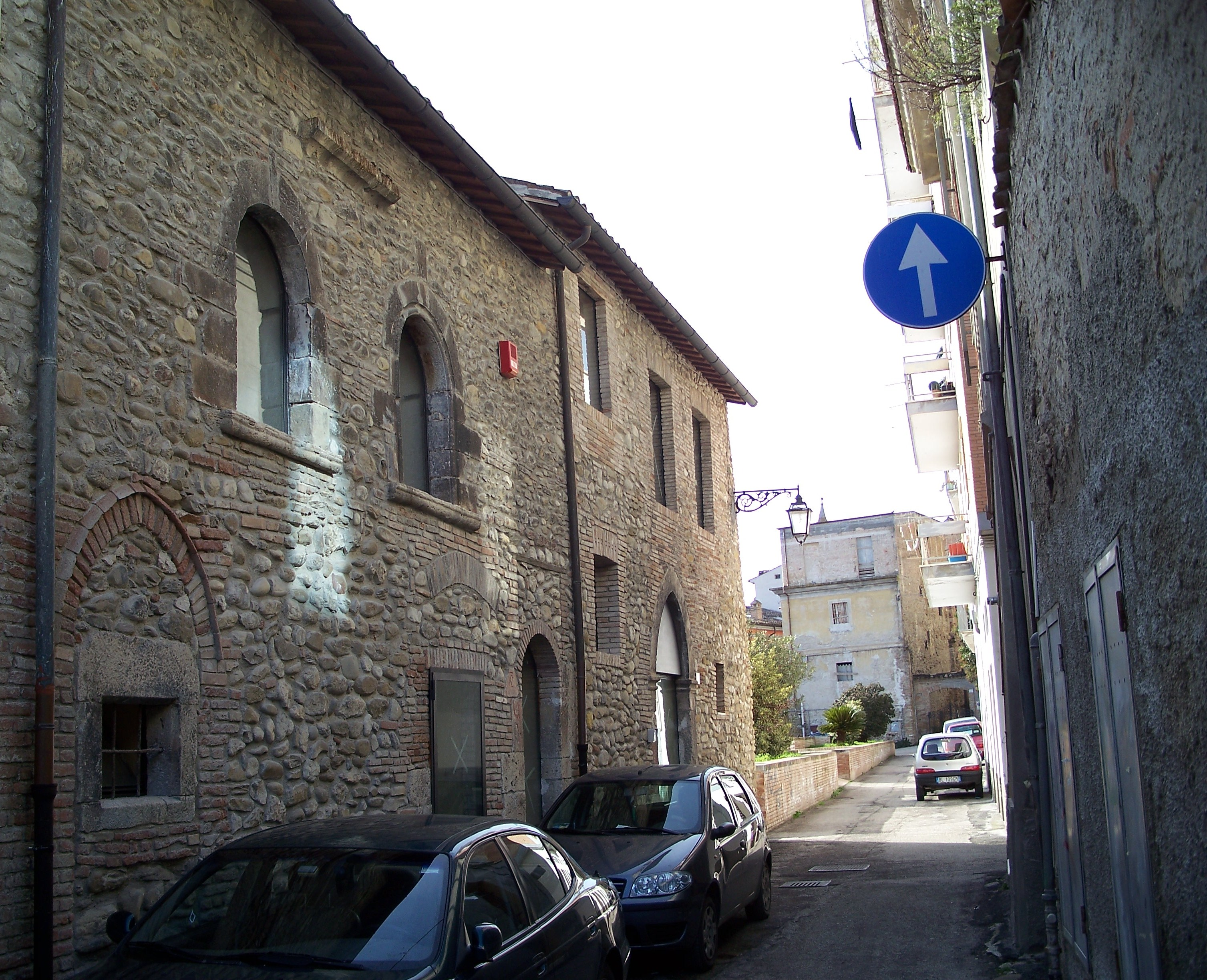
Casa Urbani nel rione Santa Maria a Bitetto, una delle più antiche della città, risalente al XII secolo

Con quest'incameramento enorme di terreni, la Contea Aprutina andò a estendersi oltre il Tronto, nel territorio marchigiano, come è testimoniato nel 1045 da Leone Ostiense. L'ingresso dei Normanni nell'amministrazione teramana avvenne nel 1078 durante il vescovato di Pietro III. Il vescovo prese parte anche al Concilio Lateranense del 1059 convocato da papa Niccolò II. Informazioni sui beni della Diocesi si hanno sempre in documenti raccolti dal cosiddetto "Cartolaio" di San Giovanni a Scorzone, arrivando nell'enumerazione di beni di Teramo, Castel San Flaviano e Civitella del Tronto, fino all'anno 1076. Con l'entrata dei Normanni di Arrigo, si arrivò ad un accordo per la gestione dei beni e dei feudi a rotazione: tre mesi da parte del sovrano, gli altri da parte del vescovo, del giudice.
Notizie riguardo ai nominativi dei Conti Aprutini si hanno a partire dal 1057, quando il sovrano Gerardo riuniva il contado teramano con quello d'Ascoli. Dopo Arrigo, Teramo entrò nei domini di Roberto il Guiscardo, il quale divenne padrone della Capitanata di Foggia, e istituì la Contea di Loritello (oggi Rotello, nel Molise), distaccandola dalla giurisdizione vescovile di Larino (CB), nominando conte Roberto I.

### Teramo e i rapporti con il conte di Loritello
Si aprì una stagione di conquista efferate segnate dal sangue e dalle uccisioni in varie guerre, poiché il Guiscardo si circondò di Roberto, e del conte Ugo Malmozzetto, che diventò signore di Manoppello (fino al 1927 nel territorio di Chieti, poi ceduto alla provincia di Pescara), il quale conquistò oltre metà Abruzzo, soggiogando Chieti, Penne, l'area della val Pescara, tentando di espugnare Lanciano, impresa nella quale alla fine riuscì, istituendovi il quartier generale. Nel 1074 Ugone arrivò a minacciare addirittura il monastero di Casauria, immischiandosi negli affari interni dell'abbazia, facendo nominare, così come nella vicina Basilica Valvense di Corfinio, degli abati a lui soggiogati e riverenti. Ciò avvenne intorno al 1079, alla morte dell'abate Trasmondo. Dall'altro lato, il conte Drogone, o Tassone, fratello di Loritello, nel 1098 prendeva il controllo di Penne e di Loreto, tenendo inoltre sotto scacco il prestigio dei due monasteri di Casauria e di Valva.
Tali comportamenti allarmarono il pontefice Gregorio VII, il quale nel 1078 aveva indetto un concilio in merito, mentre le discordie tra i conti Roberto il Guiscardo e Giordano, impedivano di far procedere l'avanzata normanna verso il nord dell'Abruzzo, e nell'ascolano. Da qui iniziò a comporsi, divenendo negli anni sempre più forte, la linea di demarcazione tra l'Abruzzo e le Marche. Tali limiti di confine vennero confermati nel Concilio del 1080 di Niccolò II con il Guiscardo.
L'undicesimo vescovo accertato di Teramo, all'epoca fu Ugone (1086 ca.), che si impegnò a reclutare milizie per la prima crociata indetta da papa Urbano. Gli succedette Guido I, nel 1103 era vescovo Uberto, a cui vennero donate dall'imperatore le terre di Collevecchio e Isola del Gran Sasso. Nei successivi atti di donazione, si iniziano a conoscere toponimi del teramano ancora oggi esistenti, come Villa Monticello, Monte Melatino di Campli (poi Castelnuovo), la chiesa di Santa Maria ad Malgianellum, San Lorenzo ad Scaccianum, Santa Maria de Lavarone, San Pietro ad Antesianum (distrutta già al tempo di Palma).
Figlio di Ugo Malmozzetto era il Conte Attone, che ebbe in possesso Teramo, come cita la Cronica di Carpineto, dell'abbazia di San Bartolomeo a Carpineto della Nora, entrato nell'esercizio delle sue funzioni nel 1108, e che donò all'abbazia di Farfa la chiesa di San Martino nella contrada di Morro d'Oro.
Il territorio dell'Aprutium rimase immune, durante il governo di Ruggero II e Guglielmo d'Altavilla, da qualsiasi attacco o conquista, poiché gli eserciti erano impegnati in Sicilia contro Giordano Conte di Ariano, ribellatosi nel 1122.

### La seconda conquista normanna
In questo periodo di grande importanza a Teramo risulta la figura di San Berardo di Pagliara, che divenne vescovo della Cattedra Aprutina. Nato nell'XI secolo nel castello di Pagliara, tra Isola e Castelli, apparteneva a una nobile famiglia di conti normanni, che aveva in feudo la Valle Siciliana. Mandato a studiare presso l'abbazia di San Salvatore di Castelli, oggi scomparsa, Berardo andò a proseguire gli studi a Montecassino, divenendo sacerdote, e mandato nell'abbazia di San Giovanni in Venere nella costa teatina, retta dall'abate Odorisio, poi eletto papa Alessandro II. Nel 1115 Berardo arrivò a Teramo, succedendo nella cattedra episcopale a Uberto. Fu padre, riformatore zelante, pastore di genti, e morì nel 1123. Numerosi miracoli vennero attribuiti a Berardo di Pagliara, tanto che successivamente venne santificato, e il suo corpo custodito nella nuova Cattedrale edificata dopo il 1156. Durante il suo vescovado cedette ai canonici Aprutini la chiesa di Santa Maria a Mare di Giulianova e l'ospedaletto di San Flaviano.

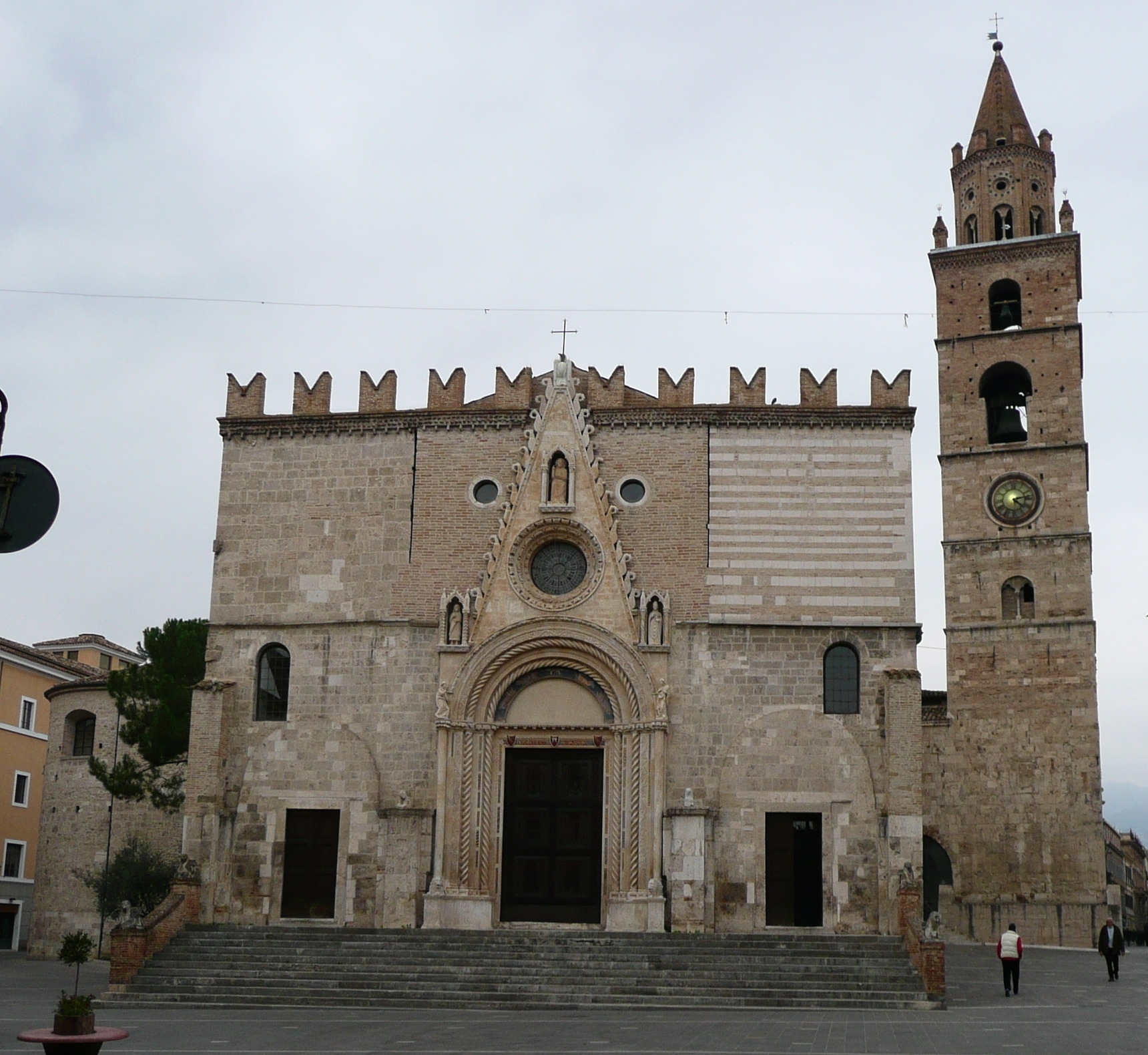
Duomo di Teramo, dedicato a Santa Maria Assunta

Ad Attone I Aprutino succedettero i figli Errico e Matteo nel 1122, e poi il potere passò a Matteo., che donò alcuni beni di Ascoli alla cattedra teramana. Invece tra i vescovi di cui è attestata la successione a San Berardo, il primo dopo la sua morte fu Guido II, quindicesimo vescovo di Teramo. La città vide passare le truppe di Lotario divenuto imperatore nel 1133, che transitò lungo la via Emilia per scendere in guerra contro Ruggero di Sicilia, sostenitore dell'antipapa Anacleto II. Nel contado pretuziano ci furono varie ribellioni, e Lotario dovette combattere vari assedi sul Tronto, usurpando il potere dell'abbazia di San Clemente al Vomano, cingendo il Monte Pagano di Roseto.
Nicola Palma definisce questa come la "seconda conquista normanna" di Teramo. Grazie all'intervento di Guido II, la tranquillità amministrativa venne ristabilita a Teramo, mentre Ruggero di Sicilia e suo figlio Duca di Puglia riannettevano al regno i castelli ribelli di Pescara, Chieti, Tocco, Guardiagrele, Manoppello. In questi anni avvenne una nuova controversia tra la Diocesi e un'abbazia, quella di Cassino stavolta, per la rifondazione del monastero di San Niccolò a Tordino, che si risolse con l'accettazione da parte dell'abate di Montecassino a rifondare il complesso, sotto la sua giurisdizione, nell'anno 1148.
Entrata Teramo in un clima di relativa tranquillità amministrativa e pastorale, di questo periodo si hanno numerose bolle e documenti che testimoniano la rifondazione e la costruzione di nuove chiese. In un documento che era presente nell'abbazia di Santa Maria de Mejulano a Corropoli (1153), che poi passerà ai Padri Celestini (XIII secolo), si delinea una carta precisa del territorio e dei confini della diocesi aprutina, con una legenda delle chiese più importanti presenti nei vari castelli, contrassegnate da lettere alfabetiche.

### La terza conquista e la distruzione di Teramo

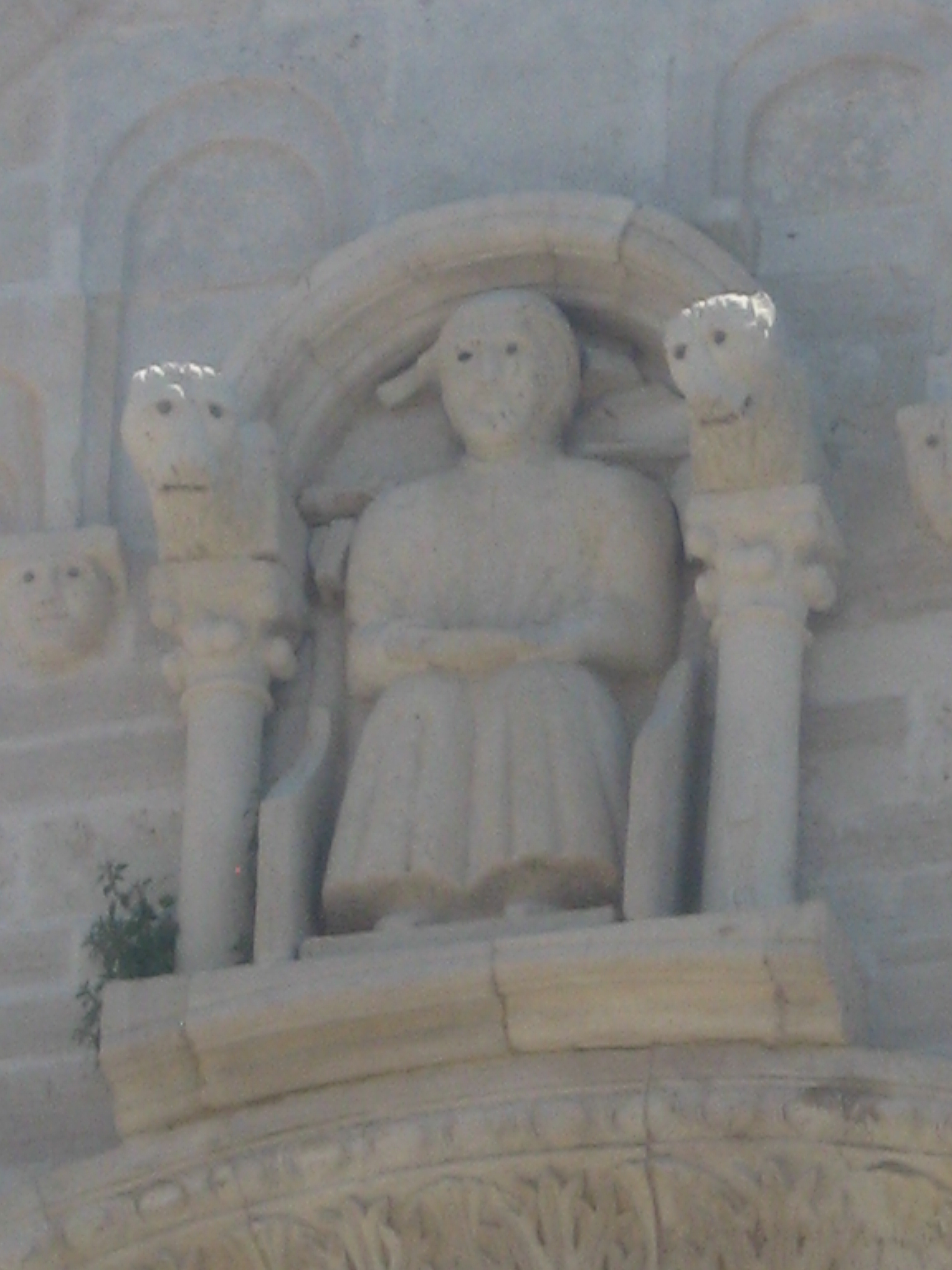
Statua di Roberto di Loritello, nella facciata della Cattedrale di Ruvo di Puglia

Le testimonianze della violenta distruzione di Teramo nel 1156 da parte di Roberto III di Loritello, provengono dalle bolle del vescovo Guido III nel 1165, e del vescovo Dionisio nel 1173. Il conte di Loritello si ribellò a Guglielmo I di Sicilia, e fu sguinzagliato da Ruggero affinché sottomettesse la provincia d'Aprutio (in certi documenti citata anche come "Apruzzo"), promessagli dall'antipapa Anacleto. Roberto inviò ambasciatori con intenti minacciosi, intimando la resa incondizionata, e i teramani, malgrado la mediazione di Guido che invitava la popolazione a riconoscere obbedienza a Loritello, decise di reagire con le armi. Il vescovo Guido si ritirò a Castel San Flaviano, così Teramo veniva assediata il 10 aprile 1149 secondo il Palma(mentre altri vogliono il 1156), dapprima con una mossa ingannevole di schieramento a Occidente, e poi presa a sorpresa con penetrazione dalla parte orientale. Loritello passò a fil di spada chiunque incontrasse, e l'assedio fu così feroce che la popolazione per il terrore scavalcò le mura di Santa Maria a Bitetto, gettandosi in salvo nel Tordino. Loritello appiccò il fuoco alla città, e poi fece abbattere gli edifici monumentali, in primis la chiesa di San Getulio con la cattedrale e la sede episcopale. Poche vestigia dell'antica città rimasero in piedi: la chiesa matrice del rione Santa Maria a Bitetto, la Casa Urbani (in via del Sole), una casa in Largo Torre Bruciata, oltre ovviamente alle vestigia del teatro e dell'anfiteatro romano che si trovano in Piazza E. Orsini. Proprio per via del grande incendio che devastò la città prima dell'abbattimento delle case, Largo Torre Bruciata si chiama così per l'incendio i cui segni sono ancora riconoscibili nel torrione romano quadrato, che dal VII secolo divenne il campanile della Cattedrale di Santa Maria Aprutiensis, di cui scomparvero le tracce con la demolizione di Loritello.
Il cuore della religione teramana ancora oggi tuttavia è riconoscibile dagli edifici di via San Getulio, Piazza Sant'Anna e via Vecchio Episcopio, con la chiesetta di Santa Caterina Martire, sorta proprio sulle vestigia dell'antico Vescovado.

### Ricostruzione di Teramo
A distruzione compiuta, il conte proibì ai nobili di rientrare nei palazzi, alla gente di rientrare nella città per ricostruirla, facendoli stazionare in baracche presso il Piano Sant'Angelo, dove oggi si trova il santuario delle Grazie. Sempre seguendo il Palma, il vescovo Guido il 7 maggio ottenne a San Flaviano un incontro con Loritello, negoziando la ricostruzione della città. Il negoziato di Guido II andò a buon fine, dato che nel 1168 circa iniziarono i lavori di riedificazione di Teramo, e soprattutto della nuova Cattedrale, consacrata nel 1176 con la traslazione delle reliquie di San Berardo, la cui leggenda vuole fossero scampate al disastroso incendio.
Tornando indietro di qualche anno, alcuni attribuiscono la distruzione di Teramo al 1156, perché fino a quell'anno il conte di Loritello compì scorrerie in tutta la parte settentrionale dell'Abruzzo. Guglielmo I intervenne con l'esercito, facendo fuggire dapprima Roberto fa Federico Barbarossa, e poi imprigionandolo, perdonandolo alla fine, restituendogli la Contea di Loritello, da amministrare insieme al figlio Guglielmo II. Seguace di Loritello nel teramano era il conte Ugone di Rocca Camilliana, che si fortificò a Civitella contro Guglielmo I, spalleggiato da Alberto di Siolfo, signore di Campli. Tuttavia la rivolta fu in breve repressa. La ricostruzione simbolica di Teramo e morale, avvenne grazie anche al patrocinio di Guglilemo I, che la assegnò in proprietà di Guido II, vescovo aprutino.

### Dai Normanni a Federico II
Guido II e Guglielmo I si adoperarono molto per la ricostruzione e il ripopolamento della città, e il progetto urbanistico riguardò la ricostruzione di due grandi quartieri a Occidente, limitandosi a ricostruire le case distrutte dei due quartieri di San Leonardo e Santa Maria. Si svilupparono così i quartieri di San Giorgio e Santo Spirito, lungo la direttrice del Corso di Porta Romana. Il lavoro di Guido II fu portato avanti nel 1170 dal sedicesimo vescovo Dionisio, che instaurò un programma più vasto di ricostruzione, incentivando soprattutto il settore economico per i commerci; non mancarono dunque, come si desume dalla Cronica di Carpineto, numerose ambasciate a Palermo. Morto nel 1202, a Dionisio succedette Attone I, che governò la Chiesa di Teramo per molti anni, durante tutto il mandato di Guglielmo II, e il XII secolo, morendo nel 1187.

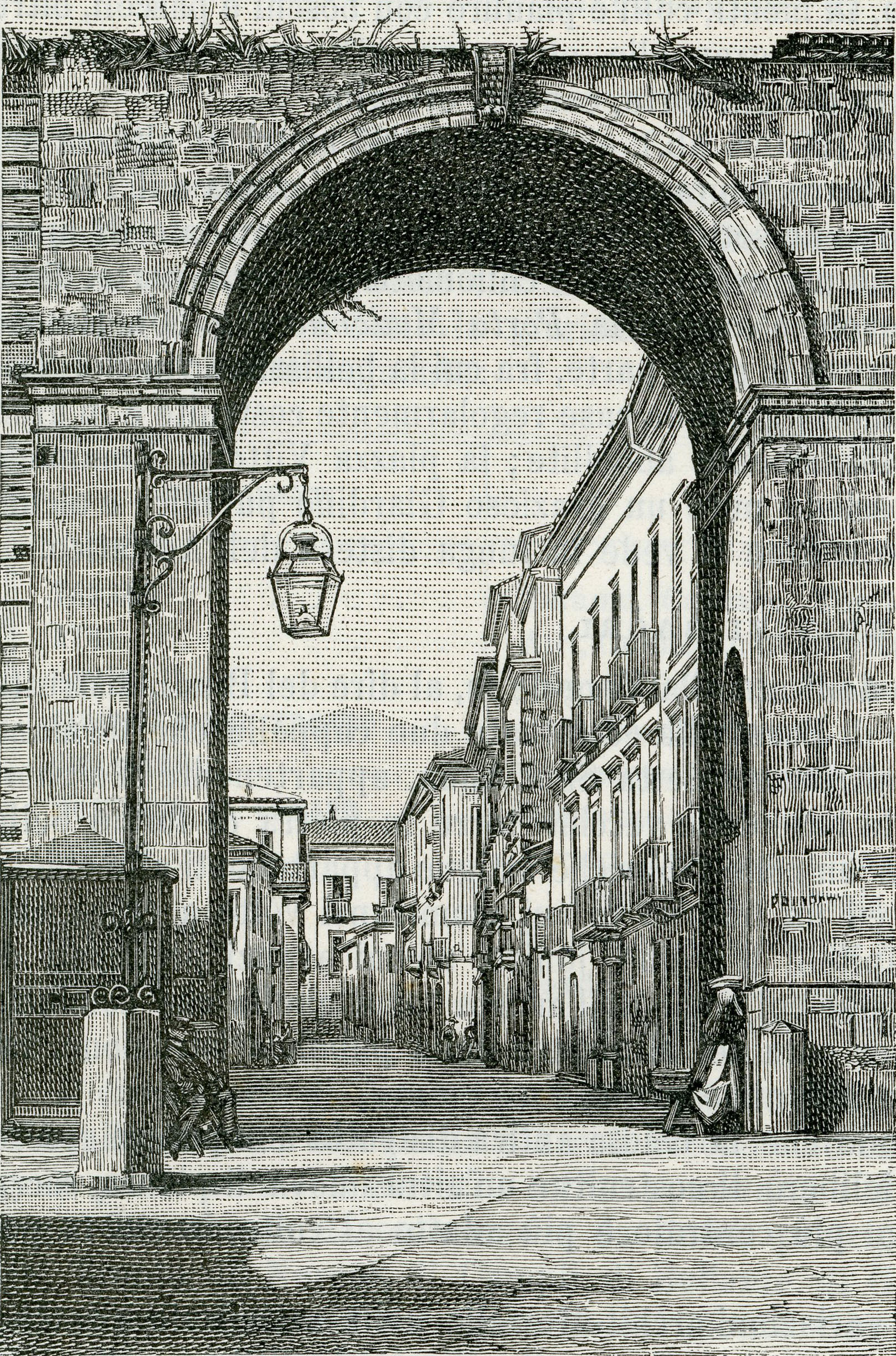
Incisione storica di Porta Reale

Nel 1185 Federico Barbarossa scese in Italia per muovere guerra al pontefice Alessandro III, e si trovò a passare per il Tronto. Non nacquero dispute con Rainaldo Conte di Teramo, dato che in una bolla ufficiale si vide confermati i feudi di Montorio, Garrufo, Isola, Silvi, Faraone, Collepagano (ossia Roseto). Nel 1189, tuttavia, alla morte di Guglielmo II, il Conte Rainaldo si unì a Errico di Svevia in varie scorrerie per il Regno, fino all'assedio di Napoli nel 1190. I rapporti di Rainaldo con gli Svevi si incrinò quando salì al trono brevemente Tancredi: Corrado e Diopoldo, governatori della Fortezza d'Arce, crearono disordini insieme a Bertoldo di Cuniquellen, dovendo far intervenire l'imperatore in più punti tra Penne e l'Aprutium. Bertoldo andò a Campli nel 1193, trovando resistenza, e in merito ad accordi con il vescovo Rainaldo, pretese la signoria su quelle terre.
Con l'ascesa al trono di Guglielmo III, l'imperatore Errico, prima della morte, infeudò alcuni castelli del teramano al Conte Maurizio, e a parenti dell'arcidiacono di Ascoli Magister Berardo: Sant'Omero, Acquaviva e Faraone; mentre nel 1195 con approvazione del vescovo Rainaldo concedeva Cantalupo, Lenta, Colle Pagano.

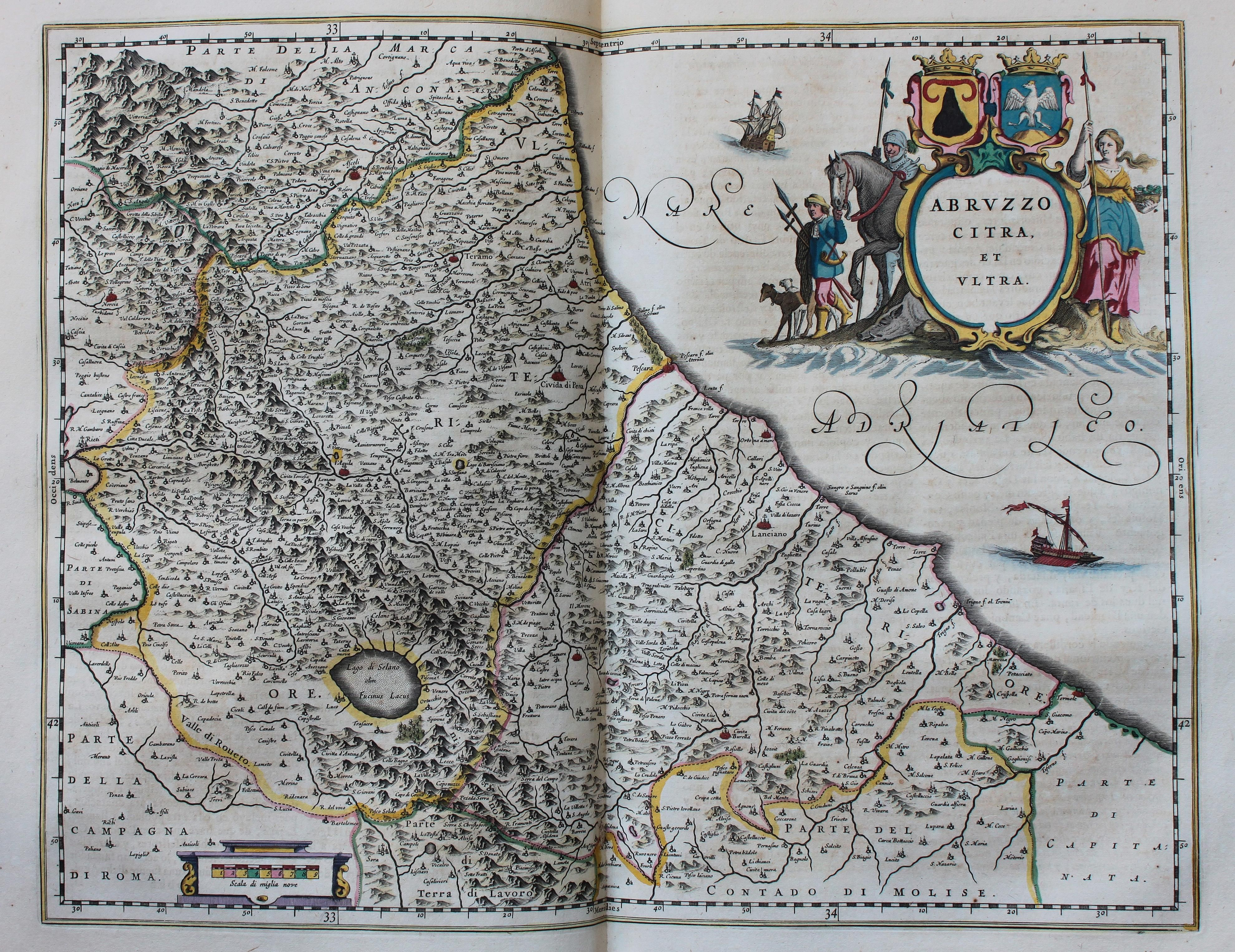
Mappa dell'Abruzzo Ulteriore e Citeriore

### Teramo sotto il Giustizierato d'Abruzzo
Durante il regno di Federico II di Svevia, Teramo e il contado entrarono nelle sue mire nel 1221 con alcuni disordini amministrativi, a cui si dovette porre rimedio. Dopo l'esemplare distruzione di Celano nel 1223 a causa della ribellione di Tommaso Berardi, Conte dei Marsi, Federico iniziò una campagna di smontaggio del vecchio ordine amministrativo delle varie signorie. Tra il 1226 e il '27 Federico mandò degli emissari nel contado d'Aprutio e a Campli, intendendo redigere un censimento fiscale dei feudi da incamerare nella Corona di Napoli. A Teramo non mancarono alcuni disordini, poiché la maggioranza dei signori era di partito guelfo, e così Federico reagì privando un tal Monaldo della sua contea, e delle purghe simili si compirono nel resto dell'Abruzzo, da Lanciano a Ortona e Sulmona.
La grande riforma di Federico nella regione fu di unire nel 1233 il Comitato d'Apruzzo (ossia il contado teramano), al resto dei territori dello smembrato Ducato di Spoleto, che in origine componevano la parte nord-orientale del Sannio: vale a dire le attuali province di Chieti, Pescara e L'Aquila. Il Giustizierato d'Abruzzo ebbe come capitale Sulmona, e comprendeva le terre di Penne, Chieti, Pescara, Lanciano, Castel di Sangro, della valle Peligna, di Celano con Pescina (allora Avezzano era poco più che un casale), ed infine l'agro di Amiternum, sede della diocesi, che dal 1257 si sarebbe spostata nella neonata Aquila. Il toponimo di Abruzzo, che si estese a tutta l'attuale regione, deriverebbe secondo il Pollidori, dal fatto che il giustiziere, di Sulmona, avesse preso residenza per tanto tempo a Teramo, influenzando dunque la redazione degli atti notarili d'archivio. A questo fatto si aggiunge ovviamente la considerazione della scelta semplice del sovrano stesso Federico, che alle ex province di Forconia, Valva, Valeria, Pennese, Teatina e via dicendo, optò circa il nome della nuova regione, per l'antico toponimo dell'ager Praetuttiorum.

### Comparsa a Teramo dei Melatino
Dunque il primo Connestabile del giustizierato fu Roberto, che a Teramo cercò di riaprire il mercato pubblico, colpito dalle leggi di Federico, e fu succeduto da Ettore, che con l'aiuto del teramano Ricco e Marco Bianco di Campli, provvide a riaprire il grande mercato della piazza, che per anni sarà il cuore pulsante e commerciale della città (1235), con traffici e mercanti provenienti sia dal mare, sia da Ascoli. La certificazione del mandato di Ettore fu stipulata nella Casa patrizia di ser Matteo Melatino il 19 gennaio 1236. Gli succedette Boemondo Pissone due anni dopo. Nel 1221 fu fatto vescovo Attone II, nel 1232 gli succedette Silvestro, privilegiò di contrade la chiesa di San Flaviano a Castro, stipulò accordi con Matteo Melatino, concedendogli terreni e feudi. Tal Matteo dei Melatino fu uno dei primi signori del casato ad acquisire numerosi privilegi a Teramo; tale famiglia era originaria di un castello omonimo posto tra la città e Campli. Nel 1225 fu ricompensato con delle terre da Federico II, e nel 1232 si spartì con il fratello Giovanni altri feudi a nord di Teramo, come Santa Maria ad Porcellianum.

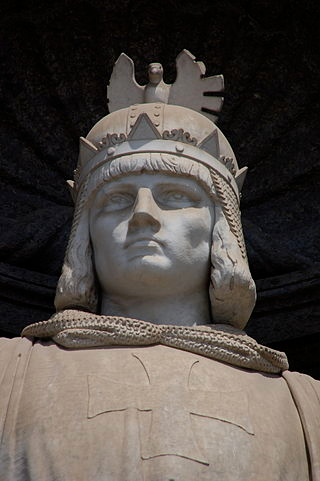
Federico II di Svevia

## Dagli Svevi agli Angioini
Con l'ascesa al trono di Manfredi di Svevia, nel 1251 egli e Corrado IV intrapresero una campagna di conquista dell'Italia. Il Cardinale di San Giorgio Pietro Capocci presiedeva il governo in Abruzzo come legato della Marca, cercò di sottrarre la regione cedendo ampie porzioni territoriali dal Tronto a Pescara a un suo collega di Ascoli, il vescovo Teodino. Nel documento firmato, venivano dichiarate decadute le leggi federiciane, e riammesse quelle dei Normanni. Gli ascolani giunsero con l'esercito a Teramo, intimando la resa. Tuttavia i teramani si opposero e la città fu saccheggiata un'altra volta, senza però subire tremende distruzioni. All'epoca era vescovo di Teramo Matteo III, che scrisse a papa Innocenzo IV affinché si risolvesse la situazione e fossero ripristinate le leggi di Federico sul giustizierato.
Nel 1253 la regione tornò definitivamente sotto l'obbedienza del Re, anche perché Corrado IV impedì qualsiasi legame tra città e papato, affinché potesse tener sotto controllo tutte le sue proprietà. Dall'altra parte Ascoli Piceno video sfumato il sogno di conquista di Teramo, che le era stata venduta.
Ribellioni ci furono ad Atri e Penne, sotto il governo di Rainaldo, figlio di Monaldo Conte Aprutino, che si era scontrato contro Federico II riguardo all'amministrazione del contado. Rainaldo parteggiava per la causa papale di Innocenzo IV, e per questo venne arrestato da Corrado e fatto impiccare.
Quando Carlo I d'Angiò ebbe in mano la Corona di Napoli in seguito alla battaglia di Tagliacozzo del 1268, la Contea d'Aprutio passò al suo cadetto Roberto. Corradino di Svevia, sconfitto nella battaglia, aveva tenuto la sua attenzione su Teramo sino al 1258; si hanno documenti sui rapporti di vassallaggio tra Teramo e altri castelli: Miano e Colle Mandone, nel 1251 circa Teramo comprò Castrogno; all'epoca la Città era governata per conto di Corradino dal Marchese di Hoemburgh. Nel 1266 Carlo I rivendicò i territori della Contea d'Aprutio, che erano stati occupati dagli usurpatori Teodino, e poi da Rainaldo III, che si appellò a papa Clemente IV inutilmente.

### Teramo durante gli Angiò
Cominciato un periodo decisamente florido per Teramo, nel 1270 il primo vescovo sotto il protettorato Carolino fu Gentile da Sulmona. Di partito ghibellino, Gentile fu tra le simpatie di Clemente IV, e nel momento della preparazione della battaglia di Tagliacozzo di Corradino contro Carlo, a Teramo si percepirono timori simili a quelli della distruzione di Loritello, tanto che il vescovo predecessore provvide a rinchiudere le ossa di San Berardo, dall'altare monumentale fatto erigere da Matteo, nel muro della chiesa di San Getulio. Per la fedeltà dei teramani espressa a Carlo, visto come un liberatore, la Città ottenne in ricompensa nel 1270 il Castello di Morricone.
Nel 1272 il vescovato di Teramo fu assunto da Rainaldo della famiglia dei Barili, che con un atto del 1277, ratificato poi l'anno seguente, nel palazzo vescovile della città video confermate e riconosciute tutte le proprietà della diocesi aprutina. Carlo I divise il Giustizierato di Federico in due tronconi (l'anno preciso sarebbe il 1273, mentre l'Antinori sostiene il 1270), ponendo come confine il fiume Aterno-Pescara, fino allo sbocco nella cittadella marinara chiamata appunto Pescara. Si tratta dell'Abruzzo Ulteriore (Teramo, Penne e Sulmona), e dell'Abruzzo Citeriore (Chieti).
Da qui il termine, usato ancora oggi di rado, degli "Abruzzi". L'amministrazione di nuovo riordinamento avrebbe dovuto prevedere due giustizieri, ma alla fine spesso e volentieri capitò che l'Abruzzo continuò ad essere governata da un solo favorito del Sovrano. Nella disposizione del 1279 del Giustiziere, stilata a Penne, si conoscono i nomi dei principali feudatari delle terre del nord Abruzzo, inclusi gli Acquaviva di Atri, che avevano alcuni piccoli feudi come Castelvecchio (Rainaldo Acquaviva), Tezzano (Roberto Acquaviva), Morro, Sant'Omero (Gualtieri Acquaviva), Cantalupo-Ripa-Grimaldi (saranno degli Acquaviva dal 1323); mentre la diocesi di Teramo, per mezzo di vescovi e priori, conservava alcuni feudi attorno a Cermignano, e i paesi di Castel San Flaviano e Tortoreto.

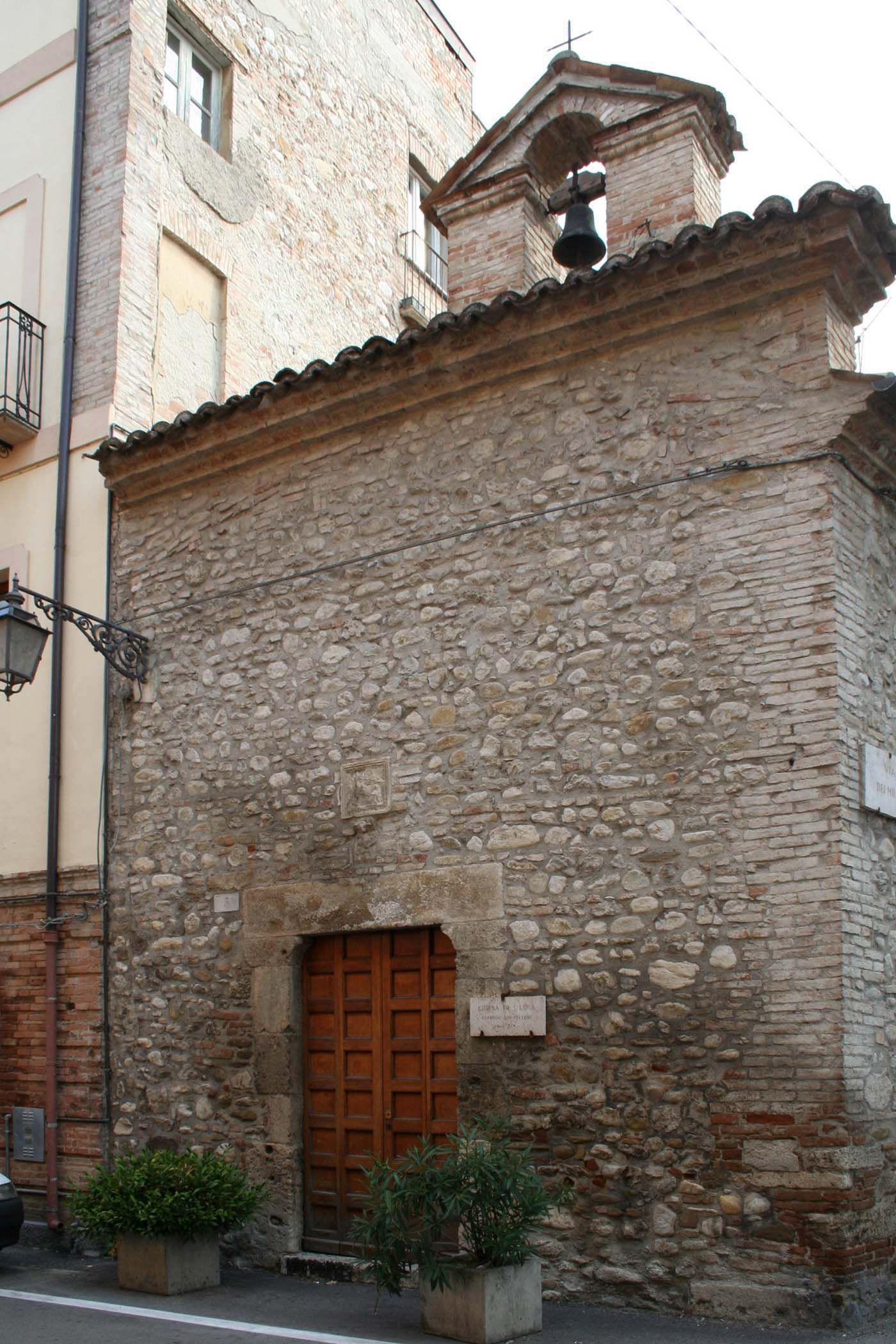
Chiesa di San Luca

### Disordini a Teramo durante Carlo II d'Angiò
Con l'ascesa al trono di Carlo II d'Angiò nel 1289, la politica di favoritismo fiscale cambiò, e anche Teramo ne risentì gli strascichi, poiché iniziò a perdere abitanti, che andavano a popolare i castelli attorno, creando una stagnazione economica, e facendo innervosire i Baroni che perdevano manodopera nei vassalli. In città si formò una confederazione di baroni, capeggiata da Gualtieri di Bellante, includente i Verruti, i Poggiuolo, i Melatino, i Tizzano, i Poggio Rattieri, che infestò le campagne attorno a Teramo e San Flaviano, nel tentativo di raccattare di nuovo i vecchi vassalli. Tuttavia quest'intento ebbe fini peggiori, ossia quello di saccheggiare i terreni dei rivali, tanto che il sistema di anarchia richiese nel 1286 l'intervento del Cardinal Legato Gherardo. Gualtieri rincarò ancora di più la dose, e il 6 maggio dell'anno arrivò ad assediare San Flaviano. A impresa fallita, Gualtieri sfogò la sua rabbia nelle campagne del teramanao tra Campli e Ripattoni, bruciando quest'ultima.
Il podestà di Teramo Boncambio di Monaldo d'Ascoli, radunò un drappello per dare la caccia a Gualtieri, assedio continuato poi dal Giustiziere Pietro Braida, il quale denunciò anche la cittadinanza di Teramo per non esser riuscita a evitare i danni, condannandola a una multa. Nella caccia all'uomo, i teramani vennero a scontrarsi con i cittadini di Campli, fino allo stabilimento di una tregua, in cui Teramo riuscì ad avere un pagamento di 50 once in condono.
Il Giustiziere Boncambio in seguito si rivolse alla cittadinanza per farsi pagare le spese di guerra e dei danni subiti, e arrivò a denunciarsi con il sindaco Notar Bonagiunta, causa che si concluse in transazione. Questi episodi di querele reciproche testimoniano il fatto che in quegli anni il territorio di Teramo si era notevolmente esteso, come dimostra uno strumento del 1287: tra i castelli aggiunti c'erano Rocca di Padula, Castro di Scalello, mentre la Chiesa Aprutina era giunta in possesso di Valle San Giovanni, e del monastero di San Giovanni in Pergulis. La politica incentivò inoltre l'allargamento del quartiere Santo Spirito, con l'esenzione dalle tasse e da altre spese per i nuovi coloni.
Il vescovato di Monsignor Ruggero di Teramo risultò in alcuni punti turbolento, a causa del trasferimento in città dei vassalli del monastero di San Giovanni a Scorzone, che avevano alcuni debiti con la Corona. Non mancarono violenze e uccisioni. Morto Ruggero nel 1294, gli successe Francesco, e poi nel 1300 Rainaldo Acquaviva.

## Gli Acquaviva e vescovato di Niccolò degli Arcioni
Gli Acquaviva, prima di diventare duchi di Atri, erano sparsi in vari castelli nella piana del Vomano, comparendo in scena durante il regno di Federico II. Avevano in possesso Sant'Omero, Ripattoni, Morro, Ofena e Canzano. Tra i primi componenti che appaiono negli atti ci sono Berardo e suo figlio Gualtieri Acquaviva, che si sposò con Isabella contessa di Bellante. Nel 1316 grazie a re Roberto d'Angiò, divenne giustiziere Cicco Acquaviva, che collaborò con il milite Matteo da Canzano, aumentando il prestigio di questa famiglia. Due rami della famiglia, più avanti, si spartirono il controllo della Contea d'Aprutio: i genitori del vescovo Rainaldo e quelli di Matteo, che grazie a Scipione Ammirati divennero "duchi di Atri" e "conti di San Valentino in Abruzzo". Grazie poi a Federico III di Sicilia, Corrado, fratello del vescovo di Teramo, acquisì numerosi castelli, tra cui Civitella del Tronto nel 1300. Nel 1303 comprò Cantalupo, nel 1309 Notaresco, poi nel 1315 Canzano.

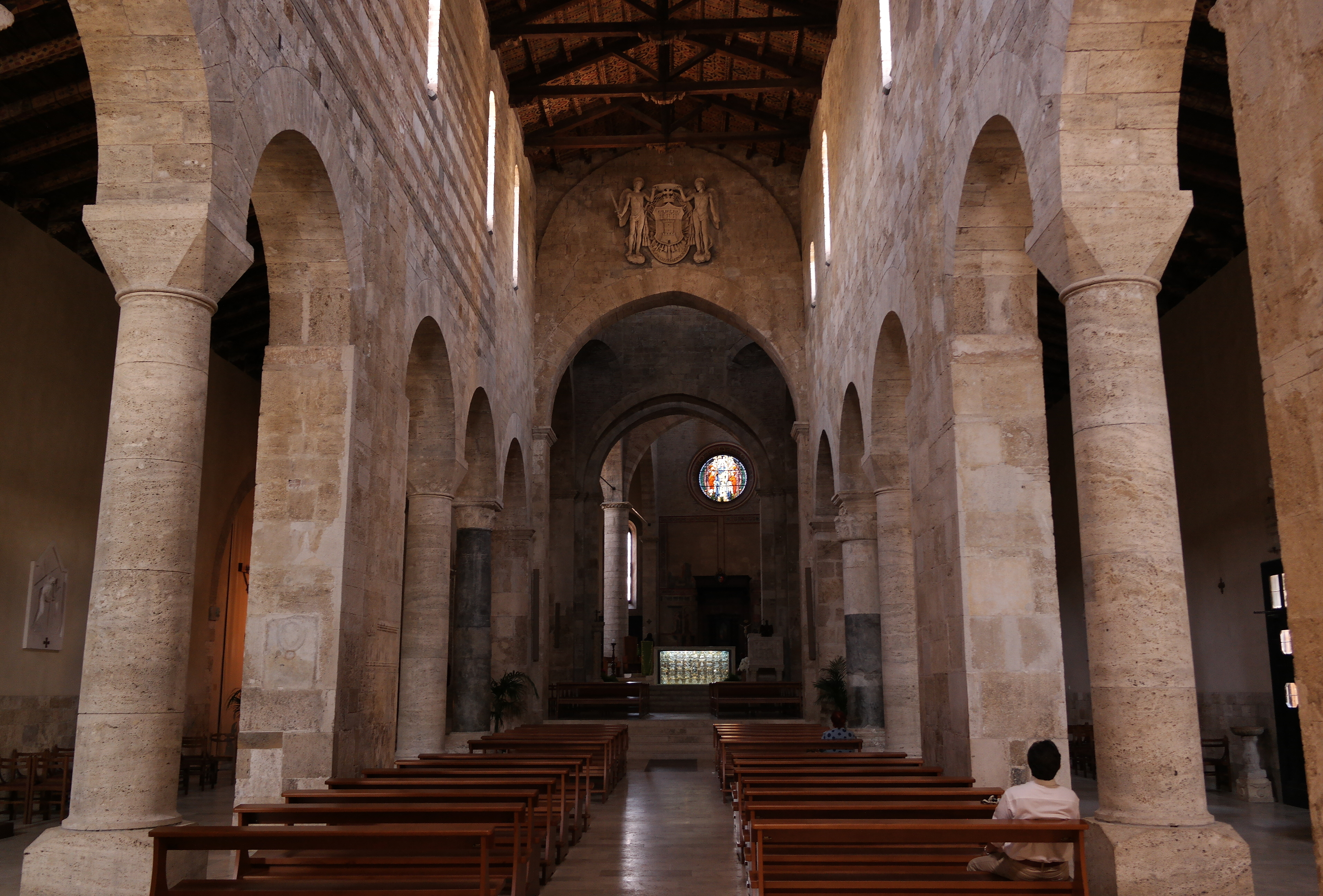
Navata centrale del Duomo di Teramo

Nel 1306 fu giustiziere d'Abruzzo Niccolò di Roccaforte, imposto da Carlo II. Vescovo di Teramo fu in questo periodo Niccolò degli Arcioni, eletto nel 1317, che promosse la costruzione di vari edifici, fece restaurare la chiesa con il convento di Francescani, bandendo un'indulgenza per i fedeli che si fossero recati a visitarla, e ingrandì la Cattedrale, portandola a tre navate, facendo costruire il portale cosmatesco, e ampliando il palazzo vescovile. Della Cattedrale costruì la cappella del Sacramento, costruì poi il primo ospedale. A quest'epoca dunque, primo ventennio del '300, risale l'impianto attuale del Duomo, con la riconoscibilissima inclinazione di una parte della navata e della seconda facciata rivolta su Piazza Martiri della Libertà, forse, secondo il Palma, per una svista dell'architetto. Il portale del 1332 è invece attribuito a un tal Diodato Romano, uno dei capolavori del gotico abruzzese.

### Estensione territoriale di Teramo
Nel 1328 iniziò la corsa alla compravendita di nuovi feudi: Teramo si aggiudicò Montorio al Vomano, e per la continua espansione, arrivò a preoccupare le mire espansioniste di Campli, con cui presto arrivò ai ferri corti. La causa della discordia fu il tentativo di Campli di comprare Castello Melatino, uno dei più ricchi della valle quando a produzione. Non ci furono guerre e battaglie, ma ciò servì solo a creare un clima di gelo tra Teramo e le altre città, come Civitella del Tronto e Atri.
Nel 1335 era al trono di Napoli Giovanna I, che s'impegnò a far arrestare dei banditi che incendiarono Castel San Flaviano, rifugiatisi poi ad Ascoli, e passando per Teramo il 3 ottobre indisse la fiera di Pentecoste. Nelle successive vicende dell'assassinio di Andrea d'Aversa, secondo alcuni compiuto da Carlo di Durazzo per salire al trono, si crearono due opposte fazioni nel Regno capeggiate da Luigi di Filippo Principe di Taranto e Carlo di Giovanni Duca di Durazzo; Luigi si alleò con la regina Giovanna, ottenendo alcune città d'Abruzzo tra cui la più importante Chieti, da cui nel 1346 fece partire un documento per il mantenimento dell monache di Santa Chiara di Civitella dal monastero di San Salvatore alle Cese, contro l'opposizione del convento di San Pietro in Campovalano.

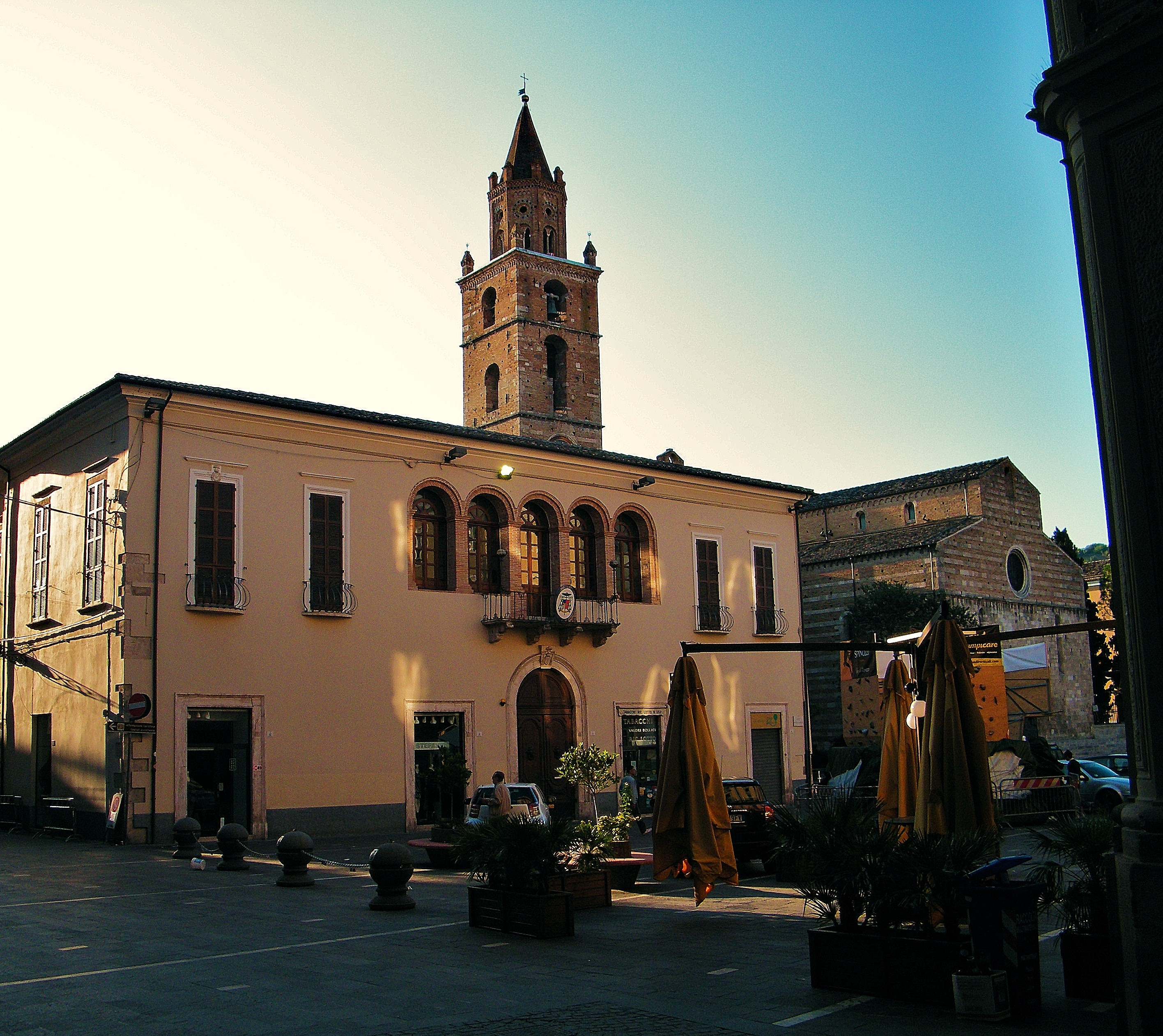
Palazzo vescovile

## Il ruolo di Teramo nella guerra angioino-durazzesca
La regione si trovò in subbuglio quando un nobile di Aquila: Lalle Camponeschi cercò di aizzare le maggiori città in rivolta, tra cui Chieti, Lanciano, Ortona, Sulmona. La ribellione fu sedata prontamente da Carlo di Durazzo, che arrivò a minacciare le mura di Aquila stessa. La seconda provincia d'Abruzzo Ulteriore dunque si trovava in una situazione molto turbolenta, stretta in una morsa da Carlo e Luigi di Taranto, mentre a Teramo accadeva un fatto considerevole, riportato da Muzio de' Muzii Nel 1347 Berardo di Matteo Ventura e suo fratello Simone si misero a creare scompiglio in città con delitti, venendo banditi. Ma non paghi, i due radunarono un esercito composto da membri dell'Umbria, delle Marche, e del Lazio, e vennero ad acquartierarsi al Castello di Miano, posto fuori Porta San Giorgio.
La notte del 20 il capitano di giustizia della città ebbe la notizia della postazione dei nemici, e radunò un drappello di giovani volontari, muovendo assedio al castello, che si trovava nella posizione della distrutta chiesa di San Silvestro. La battaglia fu sanguinosa, il castello venne distrutto (oggi se ne conservano dei ruderi nell'ipogeo di Piazza Garibaldi), i due rivoltosi uccisi, e tratti venti prigionieri. Mentre i due delinquenti venivano trascinati per le strade, e poi appesi in Piazza Mercato, i rivoltosi furono impiccati fuori Porta Reale, e poi appesi a gruppi di quattro per le porte della città.

### La carestia del 1348
Nel 1348 ci fu una carestia nel Regno, e nella città vennero nominati quattro notai affinché scrivessero dei nuovi strumenti di censimento dei beni, per un riordinamento amministrativo e finanziario di Teramo. In questi strumenti, soprattutto nel quarto, si possono leggere i nomi delle principali chiese di Teramo, molte delle quali oggi scomparse: San Benedetto, Santi Pietro e Nicola, San Leonardo (oggi di Sant'Antonio di Padova con ex convento francescano), Santa Maria a Bitetto, Santa Lucia sotto la parrocchia di San Luca, San Silvestro di Scapriano, San Vittorino de Podio, l'ospedale del convento di San Matteo, il monastero di Sant'Agnese, il convento di Santa Chiara. Gli anni del 1348 e del 1349 furono contrassegnati dalla peste e dal terremoto che colpì Aquila, danneggiandola gravemente in più punti, tanto che dovette essere ampiamente ricostruita.
L'equilibrio politico con la Corona di Giovanna I e Luigi di Taranto è testimoniato da tre strumenti del 1351 in cui i sovrani concedevano alla città indulto per i delitti, lasciapassare speciali per il capitano regio e i nobili, e grazie per la cause in via di celebrazione, mentre nel 1352 venivano confermati tutti i privilegi concessi a Teramo.
In questi anni Teramo compra il feudo di Madonna della Cona da un tal Pietro Salvacossa. Da strumenti nell'Archivio di Teramo, si apprende che nel 1351 era ancora esercitato da Teramo il diritto di scegliere il capitano regio per mezzo della cittadinanza e dell'influenza del vescovo.

## Teramo nel XIV secolo

### Aspetto della città nel Trecento
In vista dei danni subiti da varie città del sud Abruzzo (Lanciano, Vasto, Ortona) di un tal Fra Moriale di Rodi, risalito dalla Puglia, il governatore d'Abruzzo Filippo Principe di Taranto, fratello del Re, nel 1353 si adoperò per fortificare le città a nord della regione. Teramo così ebbe una seconda cinta di mura, vennero rialzati i torrioni e maggiormente difesi. Tracce di fortificazioni, all'epoca del Palma, eran visibili a Casa Urbani e a Palazzo Savini, mentre la Piazza del Mercato era difesa da tre porte, poiché vi si arrivava dal Corso "del Trivio" (attuale Corso Cerulli), così chiamato per le due strade di Largo Melatino e via Cameli.
Ciascun portone aveva lo stemma angioino, e sempre a quest'epoca, nel territorio circostante, risalgono le fortificazioni di Campli, di cui rimane la bella Porta Angioina o dell'oriente, in contrada Castelnuovo. Le fortificazioni tuttavia non preservarono il territorio dall'empietà dei capitano di ventura che venivano congedati dagli eserciti, come per il caso del Conte Lando, prestante servizio presso i Visconti, che nel 1355 saccheggiò San Flaviano, poi Spoltore e Pescara.
I rapporti di amicizia di Teramo con Giovanna mantenevano i loro buoni frutti, tanto che nel 1362 accordò la fiera franca di 8 giorni presso la chiesa di San Domenico nel quartiere Santo Spirito. I privilegi arrivarono a una vera svolta quando Teramo ottenne il permesso di usare il porto di Atri (Torre di Cerrano) senza dover pagare dazi a San Flaviano. Nel febbraio 1362 fu approvata anche la festa di Santa Margherita. Nella compravendita di altri feudi, comparve quello di Ripa-Rattieri, grande contrada amministrata da più signori, incluso Napoleone Orsini, Conte di Manoppello, mentre il 27 maggio 1363 Teramo scese in guerra contro Lalletto, figlio di Lalle I Camponeschi d'Aquila per il possesso del Castello di Poggio Cono (ossia Madonna della Cona).
Sotto il vescovato di Pietro Della Valle (1363).

### La prima guerra contro Campli
La causa dell'incameramento nei beni feudali di Riparattieri, si concluse giuridicamente nel 1368, patrocinata dal sindaco Berardo Melatino. Nuove liti con la città di Campli sorsero per il possesso del feudo Melatino; questa volta la campana grande della Cattedrale di San Berardo chiamò alle armi i cittadini, che si misero a saccheggiare le campagne camplesi, costoro di rimando chiesero la protezione di Giovanna, la quale promosse una transazione. Questa non riuscì a conciliare le parti, benché Giovanna richiedesse la pace immediata tra le due città, e che Teramo rinunciasse al feudo di Melatino, e ai colli di Santa Vittoria. La pace fu siglata dai due sindaci nella chiesa di Sant'Angelo in Castrogna.
I Melatino si trasferirono definitivamente dentro la città, nel quartiere San Leonardo, nel 1372 un tal Roberto Melatino fece costruire la sua casa presso la chiesa di San Luca, si tratta della famosa Casa dei Melatino, uno degli edifici gotici meglio conservati oggi a Teramo.
Dopo la guerra con Campli, Teramo dovette resistere alle pressioni del capitano Antonio Acquaviva, il quale radunava eserciti per soccorrere il nipote del cardinale Egidio, Gomez Albornoz ad Ascoli Piceno. I teramani ottennero l'esenzione nel 1376 grazie all'intervento di Giovanna, a cui fecero richiesta, intendendo mantenere rapporti amichevoli con la vicina Repubblica. Altri anni turbolenti furono vissuti dai teramani con le scorrerie di sbandati, capeggiati da Matilonno di Mosciano, sguinzagliati da signorotti insoddisfatti. Rapine, omicidi, sequestri di persona erano all'ordine del giorno, ma i delinquenti furono perseguiti dai sindaci di Teramo. In merito all'assedio di Gomez Albornoz ad Ascoli. Antonio Acquaviva fu spedito da Giovanna tre volte in suo soccorso presso Porta Maggiore, e nella battaglia ne nacque una zuffa sanguinosa, in cui gli ascolano non riuscirono a ricacciare gli "Aprutini" al di là del Tronto, benché alla fine l'Albornoz dovette capitolare e andarsene via.

### Prima minaccia degli Acquaviva verso Teramo
Negli ultimi anni di regno di Giovanna d'Angiò, i rapporti tra Napoli, e Papato, si fecero tesi, e ciò andò a incidere anche sulla politica di Teramo, indecisa su che partito prendere. Teramo tuttavia riuscì a concludere un buon affare circa l'allargamento territoriale della sua "università", poiché in un concordato tra sindaci e abati di Montecassino, e quelli dei monasteri interessati, un gran numero di contrade, e di San Nicolò a Tordino stessa, entrarono nella giurisdizione teramana, a patto che i monasteri fossero esentati dal pagamento delle gabelle. Si trattò insomma di una sorta di protettorato senza pagamento di tasse, poiché gli stessi monasteri si erano offerti a Teramo con la richiesta di protezione a causa dei gravi danni subiti durante le varie scorrerie e passaggi di eserciti per le guerre.
Nel 1381 fu incoronato re Carlo III di Durazzo, il quale promosse immediatamente il suo servitore militare Antonio Acquaviva come giustiziere d'Abruzzo, promuovendo poi a contea il castello di San Flaviano. L'Acquaviva si vendicò di Teramo confiscandogli il territorio di Montorio, autoproclamandosi conte, come testimonia un diploma del 1393 di Re Ladislao di Durazzo, anche se in seguito Montorio divenne ufficialmente della famiglia Camponeschi. Amelio di Agoto, altro barone delle terre teramane, di Nereto, Montorio Marina e Colonnella, fu spogliato di tutti i beni da Carlo ed esiliato. Al momento della partenza di Carlo per l'Ungheria, il comando di Teramo fu affidato a Margherita sua vicaria. Alla morte quasi subitanea di Carlo in guerra, il trono sarebbe di lì a poco passato a Ladislao, poiché Margherita non seppe governare il regno con mano sicura.

## Secolo XV (1401-1500)

### I Melatino e i Della Valle
Infatti ben presto i baroni e i signori del Regno si contrapposero in due schieramenti: gli angioini e i durazziani. La lotta civile scoppiò anche a Teramo, capeggiata da Errico di Roberto Melatino e Antonello di Giovanni Della Valle, fratello del vescovo. Il secondo, seguendo il Muzii scacciò nel 1388 il Melatino con la famiglia. Nell'anno 1388 a Campli era capitano Andrillo Mormile, vice-reggente d'Abruzzo a causa della giovane età di Ladislao, che alloggiava nella casa detta "di Santa Margherita". A causa di un incidente la casa prese fuoco, e venne saccheggiata dai cittadini, facendo fuggire Andrillo, che si appellò a Margherita; a causa di questo incidente, le complicazione per Campli si ingrandirono quando il suo feudo Civitella del Tronto fece lega con Ascoli, arrogandosi il diritto di cittadinanza.
Entrato in maggiore età Ladislao, e riconosciuto sovrano di Napoli, Errico Melatino esule offrì i suoi servigi ad Antonio Acquaviva, nella speranza di potersi vendicare contro Antonello, cedendogli inoltre il governo dell'Università di Teramo. Sempre dai Dialoghi di Muzii (III), si apprende che il Conte Acquaviva in compagnia di Errico, il 22 novembre 1390 marciò su Teramo, trovando le porte aperte, senza che nessuno opponesse resistenza, poiché le guardia erano state corrotte.
Antonello accolse Antonio nella sua casa patrizia, ma a tradimento venne ucciso a pugnalate. Morto, il suo corpo fu gettato dalla finestra in mezzo alla strada, svestito, sicché un cittadino che aveva subito angherie da lui in passato, riconoscendolo, gli troncò la testa, la innalzò su di una picca, e la portò per le strade della città. Il cadavere infine fu gettato in un fosso sotto Santo Spirito. Il palazzo Della Valle fu distrutto, e vi venne creato un macello di legno dove, per dileggio, almeno fino all'epoca del Muzii (metà '500), i macellai in ricordo della mattanza del tiranno, ingaggiarono combattimenti con le interiora degli animali.

### Seconda minaccia degli Acquaviva, tradimento dei Melatino
Il 6 maggio 1393 Antonio Acquaviva decise di piantare definitivamente le radici, comprando dal Gran Connestabile Conte Alberico Di Balbiano le città di Teramo e Atri per 35.000 ducati. Vengono ridefiniti i confini di Teramo, ossia con le università di Campli, Bellante, Castelvecchio, Mosciano, Forcella, Basciano, Terra Morricana, Fornarolo. Antonio Acquaviva, grato del servigio di Errico Melatino, lo fece Capitano di Campli; nel 1395 Andrea Matteo Acquaviva, figlio di Antonio, tentò come il padre di cogliere la palla al balzo di una controversia di guelfi e ghibellini ad Ascoli, per poterla prendere con un colpo di mano. Nel frattempo dopo la morte violenta di Antonello Della Valle, il vescovo di Teramo suo fratello morì di crepacuore il 22 febbraio 1396 e gli succedette Corrado Melatino, che fu insieme a Errico in ottimi rapporti con l'Acquaviva, e con il papa Bonifacio. Alla morte del pontefice, salì al soglio papa Innocenzo VII di Sulmona, che prese in considerazione la causa di Ascoli, infeudandola al Duca di Atri, per tentar di salvare delle città del centro Italia, minacciate da Ladislao di Durazzo. L'Acquaviva ottenne da Ladislao vari riconoscimenti, e nell'assedio di Taranto contro Maria vedova di Raimondo Orsini, comandò personalmente l'esercito, ma rimase ferito. Tornando a Teramo, fu ucciso il 17 febbraio dai confederati Melatini. Il racconto di Brunetti racconta di un tal Roberto Melatino, che aveva i figli Errico, Cola e Gentile. La morte del Duca d'Atri sarebbe stata segnata dal fatto che costui, andando a caccia con i giovani, mise in groppa al suo cavallo la moglie di uno dei tre fratelli, suscitando l'ira del marito, e dando inizio al piano di morte. Dopo che il duca, tra giusti timori, venne ucciso sul letto, sua moglie Vittoria che era gravida, fu uccisa anche lei, insieme a un testimone, nei pressi di Morro.
Errico aveva già preso accordi con il sovrano Ladislao riguardo alla morte di Andrea Matteo, affinché il casato non fosse perseguito dopo l'omicidio. Per oltre un anno la morte del Duca rimase invendicata, ma alla fine i figli orfani di padre entrarono a Teramo, sorpresero i Melatino nella loro casa, stando alle testimonianze dello storico Bucciarelli. E dopo essersi portati cadaveri nei pressi di Morro, dove era stato compiuto il delitto di donna Vittoria, li squartarono e mozzarono le teste.
Questa mattanza servì inoltre a far ribollire gli animi dei Della Valle e dei signori di Campli contro i Melatino. Cominciò così, il 12 marzo 1408 di caccia all'uomo via per via all'interno della città, molti membri dei Melatino vennero uccisi, e risparmiati in alcuni casi, a testimonianza del Muzii, solo i bambini. I Camplesi, resisi conto di una possibile sanguinosa punizione di Ladislao, giunsero a Roma con ambasciatori, raggiungendo il papa Gregorio XII e l'antipapa Benedetto XIII nel pieno delle loro dispute, chiedendo indulti e perdoni, che ottennero, poiché riuscirono a sfruttare a loro favore i cavilli di giustificazione del delitto per lesa maestà.
Il perdono dunque fu concesso, anche se, come disse il Muzii si erano ormai formate a Teramo due opposti schieramenti dei Melatino e Della Valle, che per via degli omicidi furono confinati a ventidue miglia da Teramo, i quali ripetutamente violarono gli ordini reali di Ladislao, tanto che in un documento del 1411 intimava alle Università che ospitavano gli esuli di esiliarli in altri luoghi più lontani, e in caso di disobbedienza di ucciderli.

## Teramo nel XV secolo

### Regno di Giovanna II d'Angiò
Mentre re Ladislao trasmetteva la reggenza alla sorella Giovanna II di Napoli, a Teramo veniva nominato vescovo Stefano di Carrara (1411), riconosciuto nel 1418 anche da papa Martino V. Alla morte di Ladislao, gli esuli teramani rientrarono a frotte nella città, pronti di nuovo a darsi battaglia, che iniziarono immediatamente. Sulle prime erano in vantaggio gli "Antonelliani" dei Della Valle, ricacciando nel 1415 dalla città i Melatino. L'università di Campli s'ingraziò Giovanna II con il marito Giacomo di Borbone, ottenendo diversi privilegi. Anche gli Acquaviva parteciparono alla spartizione dei feudi durante il periodo torbido di transizione del potere da Ladislao a Giovanna: Pietro Bonifacio Acquaviva lasciò le cure del figlio Antonio Matteo al fratello Giosia, che sarà il quarto duca di Atri.
Intanto Giacomo di Borbone per riportare l'equilibrio nella piana del Vomano-Tordino, spedì il luogotenente Londino, che strinse accordi coi Melatino per riconquistare Teramo. La vendetta dei Melatino fu tremenda contro gli Antonelli, vennero distrutte le case, bruciate le terre, uccisi i famigliari, catturati altri tradotti nella Civitella; rimase prigioniero anche un tal Marino di Bellante, che riuscendo a farsi liberare, comunicò a Giovanna II il deplorevole stato in cui versava Teramo, nell'anarchia totale, con molte case bruciate e distrutte. Giovanna concesse il perdono dei delitti commessi, con l'eccezione di quelli dei figli di Errico Melatino; la cittadinanza inoltre si sarebbe impegnata a pagare delle tasse per riparare i danni.

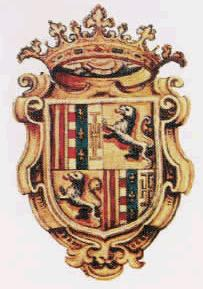
Stemma del casato Acquaviva di Atri

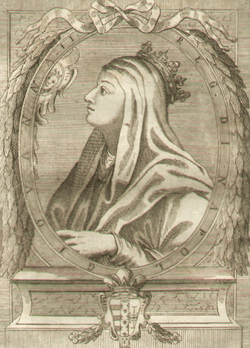
Giovanna II di Napoli

### Teramo durante la guerra angioino-aragonese
Tuttavia nuovi dissapori scoppiarono in città, non appena nel 1419 i rapporti tra Giovanna e papa Martino s'incrinarono incontrovertibilmente. Gli Antonelliani Colantonio Lelio e Giovanni Fazii scannarono la notte del 6 gennaio 1420 i membri dei Melatino nelle loro case; quelli che riuscirono a salvarsi nella congiura, non trovarono scampo nelle case di altre persone, che li scacciarono o li perseguirono, memori della "guerra civile" del 1416. Il clima politico era così teso che le colonie di mercanti provenienti da fuori l'Abruzzo, come il gruppo dei fiorentini, preferirono tornare a casa, facendo precipitare l'economia locale in una fase di stagnazione. Teramo in quegli anni venne assegnata in pregno da Giovanna al capitano di ventura Braccio da Montone, insieme al titolo di Gran Connestabile dell'Abruzzo e di Principe di Capua, per la guerra personale della regina da combattere, insieme ad Alfonso I d'Aragona, contro gli angioini.
Nel 1421 Braccio, dopo aver sottoposto l'Abruzzo alla sua obbedienza, con i saccheggi di Popoli, Sulmona, Campo di Giove, Pacentro e via dicendo, a Teramo presso il Palazzo del Giureconsulto nel rione San Leonardo, rivendicò il dominio di Teramo, e rimise l'amministrazione all'università. Teramo rimase coinvolta indirettamente, e senza particolari conseguenze, nei fatti che seguirono al voltafaccia di Giovanna verso Alfonso, e alla dichiarazione di infedeltà e lesa maestà contro Braccio da Montone, che si mise e distruggere le rocche degli Abruzzi, chiamando a sé in servizio il duca Corrado Acquaviva, Conte di San Valentino.
Giovanna inviò dispacci anche a Teramo, invitando la cittadinanza e gli eserciti a mobilitarsi contro Braccio, intimando inoltre l'obbedienza al nuovo Gran Connestabile Muzio Attendolo Sforza. Teramo per timore si rifiutò, dovendo pagare un'esosa multa.

### La seconda guerra dei Melatino-Antonelliani
Con la sconfitta definitiva di Braccio ad Aquila nel 1424, i Melatini rientrarono a Teramo, scacciando gli Antonelliani. Lo fecero ingraziandosi il duca Giosia Acquaviva, zio e tutore del giovane Andrea Matteo II, che entrò a Teramo il 10 giugno dell'anno. Giosia, come l'avo precedente, intese mettere radici a Teramo, si fece accordare tutti i benefici e i riconoscimenti dalla regina Giovanna, e si fece proclamare signore di Teramo, della Cittadella e di Civitella, che aveva comprato nel 1393. Il governo di Giosia fu tranquillo e prospero, dato che amministrò con calcolatore peso economico tutti i suoi feudi, e mantenne buoni rapporti con Giovanna, tanto che nel 1425 per tre anni la regina esentò Teramo dal pagamento delle tasse.
Nel 1429 divenne vescovo Giacomo Cerretani, dopo che il predecessore Stefano era morto prematuramente, mal sopportando il governo dell'Acquaviva. Durante il suo pastorato, avvenne un ennesimo fatto di sangue tra Melatini e Antonelli, poiché il capo della prima fazione Angelo di Cola intendeva debellare per sempre l'odiato nemico, andando contro i piani di Giosia, che desiderava garantire l'equilibrio. La miccia fu accesa da un incontro di Giosia con gli Antonelliani, mal interpretata da Angelo, che lo venne a scoprire, il quale minacciò Giosia di farlo cadere dal governo. Tuttavia Giosia venne a sapere della congiura dei Melatini, che si erano riuniti a San Flaviano, li arrestò, e 13 di essi furono impiccati lungo la strada di Teramo, presso la chiesa di Santa Maria dell'Arco.

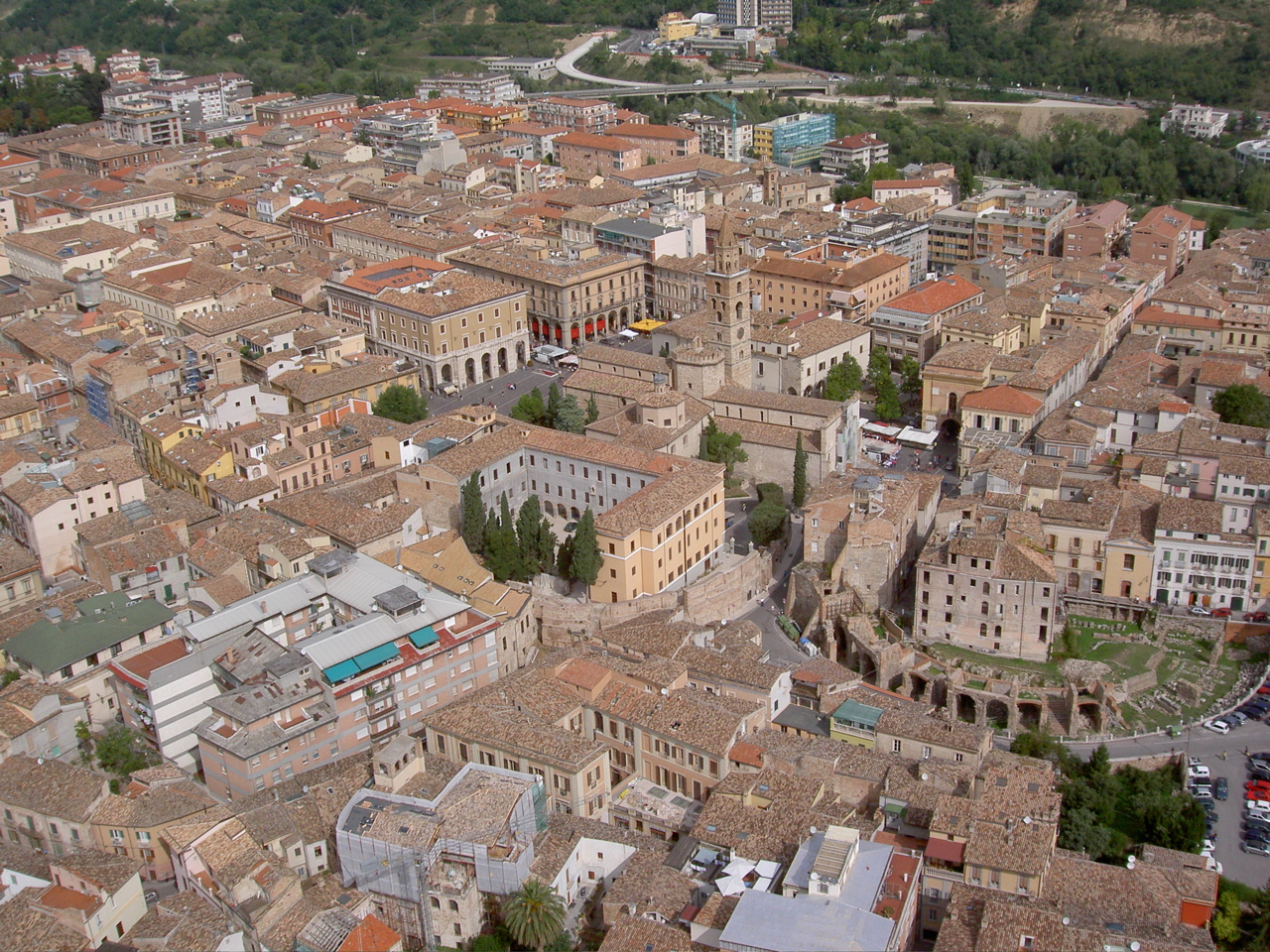
Teramo vista dall'alto

### Le mire di Giosia Acquaviva su Teramo
Da quel momento la lotta tra le due case per molti anni cessò, e da una diceria messa in bocca agli stessi Melatini, ormai ridotti all'osso da congiure, assassini e condanne, costoro vennero a chiamarsi gli "Spennati", mentre gli Antonelliani i "Mazzaclocchi", per via dei grossi bastoni che sovente usavano nei periodi di lotte fratricide. Nel 1440, con l'ascesa al trono di Alfonso I d'Aragona, la signoria di Teramo passò a Francesco Sforza. In questo periodo scoppiò anche la guerra di Ascoli, poiché il duca di Milano Filippo Maria era geloso di lui, e ingaggiò l'esercito di Giosia Acquaviva perché nel 1437 assediasse la città. Francesco Sforza tuttavia l'anno seguente, sotto le grazie si di Alfonso, che segretamente di Renato d'Angiò, entrò a Teramo, conquistando tutti i beni degli Acquaviva, e fece rimuovere gli stemmi nobiliari dalla facciata della Cattedrale.
Nel 1443 avvenne il definitivo assoggettamento del Regno di Napoli ad Alfonso d'Aragona. I Teramani Mazzaclocchi, istigati da Giosia Acquaviva, si recarono da lui supplicandolo di rimettere il governo della città al signore di Atri, ma il re rifiutò dicendo che voleva conservare Teramo nel regio demanio. Giosia e Francesco Sforza cercarono di far cadere il governo voluto da Alfonso, che mise a capo Giovanni Antonio Orsini, instaurando un regime d'anarchia militare, ma persero contro le truppe reali. Teramo alla fine resistette per 6 mesi all'assedio alfonsino, e venne presa per fame.
Arresasi, Teramo non venne punita come temeva accadesse, e con un diploma del 1445, Alfonso accordò il perdono. Nel 1445 si incrinarono nuovamente i rapporti tra Francesco e Filippo Maria Sforza, e contro il primo si mobilità la coalizione di Alfonso e Papa Eugenio. Il sovrano decise di debellare l'antica Marca normanna che teneva in controllo i territori del Tronto, e fece erigere una nuova grande fortezza sul colle di Civitella. La fortezza non servì soltanto come un valido punto di controllo del regno, nella parte più a settentrione al confine con lo Stato della Chiesa, ma scongiurò per molti anni la minaccia di disordini da parte dei Mazzaclocchi, che avevano conquistato vari feudi nella zona. Alfonso tenne a cuore le sorti di Teramo, vedendola come una città dalle grandi possibilità militari ed economiche, e nel 1448 esentò dal pagamento dei dazi i mercanti che viaggiavano nel regno.

### La congiura degli Acquaviva
Nella notte tra il 4 e il 5 dicembre 1456 un terremoto molto forte scosse gli Abruzzi e parte del Regno di Napoli, tanto che città come Aquila e Sulmona subirono gravi danni, e così anche Teramo, dove caddero case e morirono 200 persone. Alla morte di Alfonso nel 1458, si riaccese in Giosia Acquaviva la bramosia di riprendersi Teramo con l'aiuto dei Mazzaclocchi. Sulla strada per Penne, Giosia fece trucidare il luogotenente alfonsino Raniero, mentre a Teramo venivano eletti 12 magistrati affinché continuassero ad amministrare la regia demanialità e i privilegi concessi da Alfonso. Tre deputati successivamente furono inviati dal nuove re Ferrante I d'Aragona, che confermò i privilegi. Al giuramenti di tutti i principi e baroni del Regno, si astenne Giovanni Antonio Orsini Principe di Taranto, che si alleò con Giosia Acquaviva, facendo sposare sua figlia con il duca Giuliantonio Acquaviva, con dote delle città di Conversano, Barletta, Bitonto. Nacque così una querela tra il sovrano e l'Orsini, aizzato dall'Acquaviva, che voleva a tutti i costi riprendere il dominio su Teramo. E naturalmente da ciò, scaturirono di nuovo i tumulti tra gli ex Melatino e gli Antonelli (Spennati e Mazzaclocchi).
I teramani di partito angioino si fortificarono nella rocca di Fornarolo insieme agli Acquaviva. La rocca subì un assedio prontamente respinto, sicché rimpatriati in città alcuni dei Mazzaclocchi, costoro elessero come ambasciatore Marco di Cappella, il quale si recò dal Principe di Taranto, e ricordandogli le promesse fatte agli Acquaviva, pretese che la città di Teramo fosse concessa a Giuliantonio.

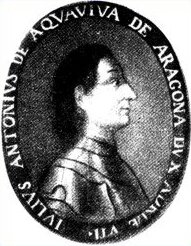
Giuliantonio Acquaviva

### Giosia Acquaviva proclamato signore di Teramo
Il Palma annota che gli Spennati abbandonarono volontariamente Teramo per non subire rappresaglie, e uno di essi trovandosi presso la chiesa di San Pietro ad Azzano, scrisse sul muro che le città di Teramo, Atri, Silvi, nel maggio 1459 erano caduta all'Acquaviva per le pretese del Principe di Taranto su Ferrante I. Il 17 maggio la cerimonia di giuramento alla presenza del viceré di Ferrante: Matteo di Capua, fu celebrata nella chiesa di San Matteo dentro le mura (stava sul corso San Giorgio), nel quale Giosia veniva riconosciuto signore di Teramo, in attesa della maturità di Giuliantonio. Gli equilibri furono turbati dalla ribellione dell'Aquila, sotto il governo di Pietro Lalle Camponeschi, di partito angioino, seguace del Principe di Taranto, che fece issare le bandiere di Renato d'Angiò, inducendo alla ribellione varie altre città degli Abruzzi, mentre il Principe scatenava tumulti nella Puglia. Ferrante I mandò l'esercito, mentre il Camponeschi spediva alle porte di Teramo Giacomo Piccinino, che discese da San Benedetto del Tronto lungo la via Flaminia. Il Piccinino, alleato naturalmente di Giosia Acquaviva, di partito filo-angioino, raggiunse San Flaviano, e da lì conquistò le città di Loreto, Penne e Città Sant'Angelo, raggiungendo Chieti per aspettare le truppe di Giulio da Camerino.
Ferrante, grazie alle truppe di papa Pio II, e del Duca Francesco di Milano, comandate da Buoso Sforza, riuscì da nord a togliere i possedimenti a Giosia, iniziando da Castel San Flaviano. La battaglia tra Buoso e il Piccinino fu cruenta, gli eserciti ricacciati al di là del Tordino. Costui tentò un attacco a sorpresa la notte, guadando il fiume, ma il giorno seguente fu respinto dall'accampamento, mentre i campi si popolavano di centinaia di cadaveri. Ritiratosi lo Sforza a Grottammare, il Piccinino ridiscese sotto la Pescara, saccheggiando Chieti, e vari altri feudi. Nella riconciliazione del 1461 di Ferrante con Roberto Sanseverino, indusse il Principe di Taranto a richiamare l'esercito di Matteo di Capua e del Piccinini, evitando altre sciagure nel territorio abruzzese; intanto anche all'Aquila gli animi si calmarono con la tregua siglata da Lalle Camponeschi col Conte di Urbino, capitano generale della coalizione aragonese.

### Rivolta degli Spennati antonellisti
Intanto gli Spennati, vista la buona occasione, si accordarono col viceré di Napoli per riprendersi Teramo, e marciarono sulla città il 17 novembre. Dopo aver preso e saccheggiato San Flaviano, con molte vite uccise per le pretese di potere di questi nobili, l'esercito arrivò in città guadando il fiume Vezzola. Stava per essere aperta Porta Sant'Antonio per fare entrare l'esercito, quando il magistrato impose tre clausole per la capitolazione della città: distruggere la Cittadella una volta presa Teramo, accordare indulti per ogni delitto, conferma dei privilegi concessi da Alfonso. Durante la presa della città, i Mazzaclocchi seppero salvarsi la vita grazie alla fellonia degli stessi, che trovarono rifugio nei conventi e nei cimiteri, mentre le loro donne fingevano di aver sofferto vari soprusi dal governo dell'Acquaviva, in modo da ottenere la clemenza di Ferrante verso i traditori. La Cittadella capitolò l'8 dicembre 1461, il Castellano fu costretto a sloggiare, e venne rimpiazzato da Matteo di Capua con uno nuovo, fedele a Ferrante. Nella descrizione del Palma doveva essere un robusto maschio, con una torre di controllo in cima, e gli alloggiamenti in basso per le truppe. All'epoca della sua compilazione della Storia ecclesiastica e civile (1832), esistevano ancora frammenti di mura presso Porta San Giorgio. Il torrione era ancora in piedi nel 1792, quando poi la deputazione decise l'abbattimento per migliorare l'ingresso al corso.

### Teramo alla fine del Quattrocento
In seguito alla morte del suocero Giosia Acquaviva, Giuliantonio venne graziato da Ferrante, anche se il ducato perse alcuni feudi, che vennero accordati ad Ascoli: Nereto, Colonnella, Montorio al Vomano, Gabiano e Torri del Tronto. Nel 1463 fu eletto vescovo Giovanni Antonio Campano, l'anno seguente Atri fu restituita a Giuliantonio dal viceré Matteo, divenendo il sesto duca di Atri. In questi anni le coste teramane si popolarono di nuovi villaggi fondati dagli esuli "schiavoni" della penisola Balcanica. Risalirebbero a questi anni la fondazione di Cologna Spiaggia (Roseto), con la costruzione della chiesa di San Niccolò. Pochi anni più tardi il duca Giuliantonio Acquaviva provvide a ricostruire quasi daccapo il sito di Terravecchia a San Flaviano, ossia la storica cittadella, danneggiata dai passati assedi e saccheggi.
La nuova città venne chiamata "Giulia Nova", in omaggio al nome del duca, progettata seguendo lo schema tipico della "città ideale rinascimentale", a pianta quadrangolare con nuova cinta muraria provvista di tre torri per lato, la piazza centrale con la nuova Collegiata di San Flaviano, a pianta circolare con cupola, il palazzo ducale, e il convento dei Francescani presso Piazza Vittorio Emanuele (oggi della Libertà).
L'equilibrio di Teramo vacillò ancora una volta quando nel 1474 i Mazzaclocchi si allearono con dei baroni per riprendersi la città; venne inviato a Teramo l'ambasciatore reale Antonio Gazzo, che si occupò di formalizzare una pace perfetta tre le opposte fazioni. La pace fu siglata alla presenza di insigni personaggi: Antonio Piccolomini Conte di Celano e Duca d'Amalfi e Latini Orsini abate di San Nicolò a Tordino. Il Piccolomini s'insediò anche nella diocesi aprutina, rimanendovi sino al 1476. Durante il vescovato di Francesco de Perez, eletto nel 1479, Teramo visse un periodo di relativa tranquillità, cose che non si può dire per il suo territorio, poiché nacque una diatriba territoriale tra Campli e Civitella del Tronto, con scaramucce, razzie di bestiame e omicidi. Nel 1481 nel palazzo ducale di Campli fu siglato un accordo di pace. Civitella ottenne l'autorizzazione di celebrare tra le mura la giustizia civile, ma perse momentaneamente il diritto di nominare il giudice.
Giovanni Antonio Campano, nativo di Cavelli, fu Vescovo di Teramo dal 1463 al 1477.
Fu un importante letterato, conosciuto e apprezzato in tutta Italia. In una delle sue lettere, quella inviata al cardinale Ammannati il 19 marzo del 1465 si dilunga nella descrizione della città di Teramo. Il documento è la fonte di moltissime notizie sullo stato della città in quegli anni e per questo motivo, Campano, è considerato in qualche modo il primo storico di Teramo e precede di oltre cent'anni il libro del Muzii che, da parte sua, attinge copiosamente alla lettera del Vescovo.
La lettera iniziava con la descrizione di una Teramo che 

## Secolo XVI (1501-1600)

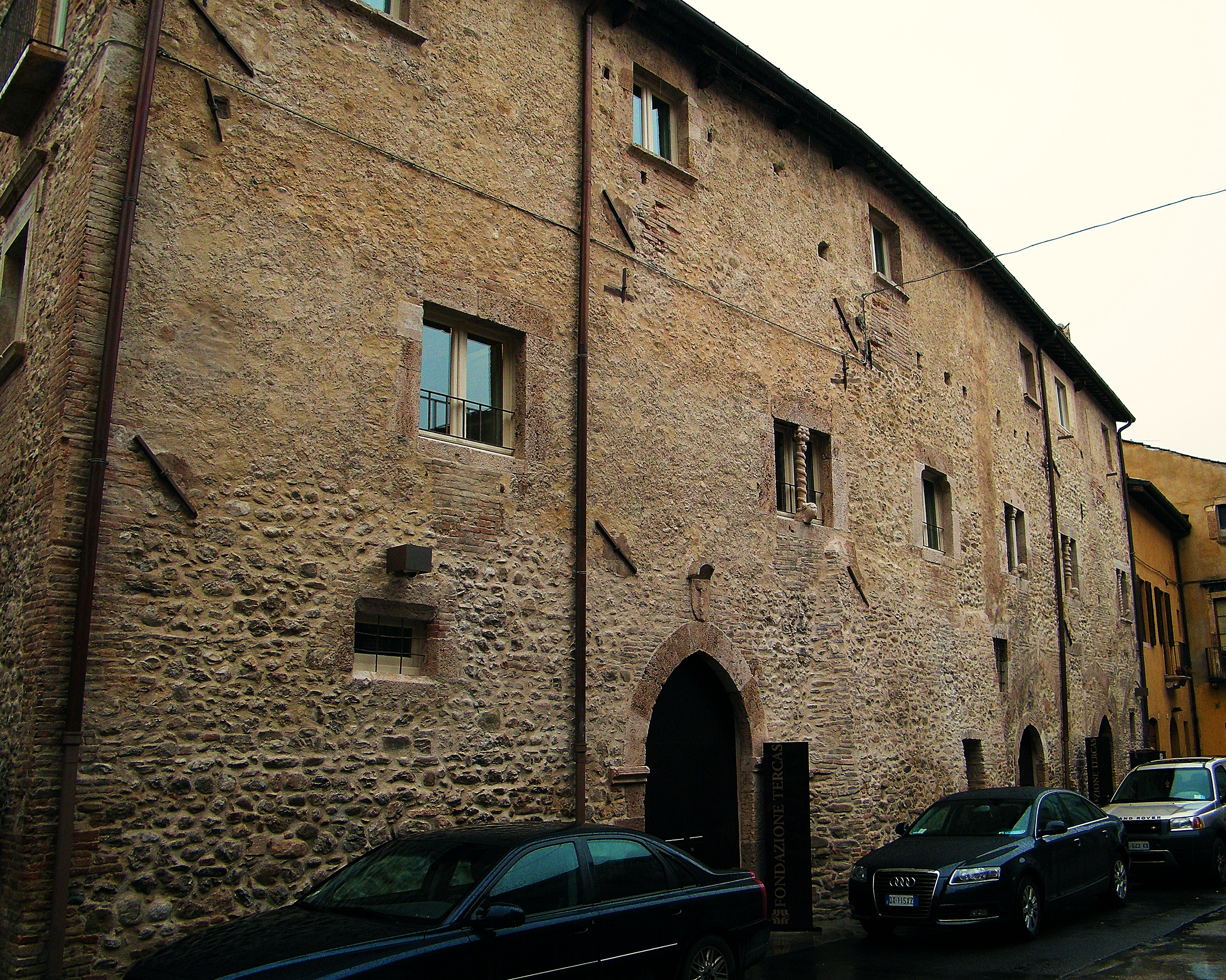
Palazzo Melatino

### Terza guerra civile degli Spennati e Mazzaclocchi
Nel 1482 con Ferrante impegnato a Ferrara a favore del cognato Ercole I d'Este, essendo ancora vivo Renato d'Angiò, scoppiarono nuovi tumulti tra angioini e aragonesi. I Mazzaclocchi, angioini, si scagliarono ancora una volta contro i nemici Spennati. A dostacolare i loro piano era il sindaco Cola di Rapino, di partito aragonese, garante della pace. Costui fu attirato in un casale e ucciso, successivamente gli Spennati, che speravano come sempre in un ritorno al potere degli Acquaviva, iniziarono a perseguire i Mazzaclocchi. Marco di Cappella, comandante del drappello di costoro, fu raggiunto e trucidato, caricato sopra un asino e gettato nella piana degli impiccati per alto tradimento. Dopodiché i vittoriosi entrarono a Teramo, abbandonandosi alla solita caccia all'uomo e al saccheggio.
I Mazzaclocchi superstiti si appellarono alla giustizia regale, Ferrante accolse l'ambasciata nel 1485, molto contrariato per le secolari lotte intestine, che tuttavia decise con un documento speciale (una "patente") di preparare una vendetta esemplare contro gli assassini. Ai Teramani fu impedito di uscire dalle mura per qualsiasi ragione, pensa l'arresto, la distruzione delle case e la confisca dei beni, cosicché al terzo giorno mediante un giudice, i teramani si appellarono al regio commissario, cercando di spostare la punizione reale contro i Mazzaclocchi, che avevano ucciso il sindaco Cola di Rapino, scatenando l'ennesima lite tra le due fazioni, e facendo leva anche sul fatto che i Mazzaclocchi fossero stati sempre di partito angioino, e che avrebbero potuto da un momento all'altro venir meno al loro patto col, re alleandosi magari con l'Acquaviva per un nuovo colpo di potere a Teramo, proprio in vista della maggiore età del duca Andrea Matteo III, figlio di Giuliantonio.

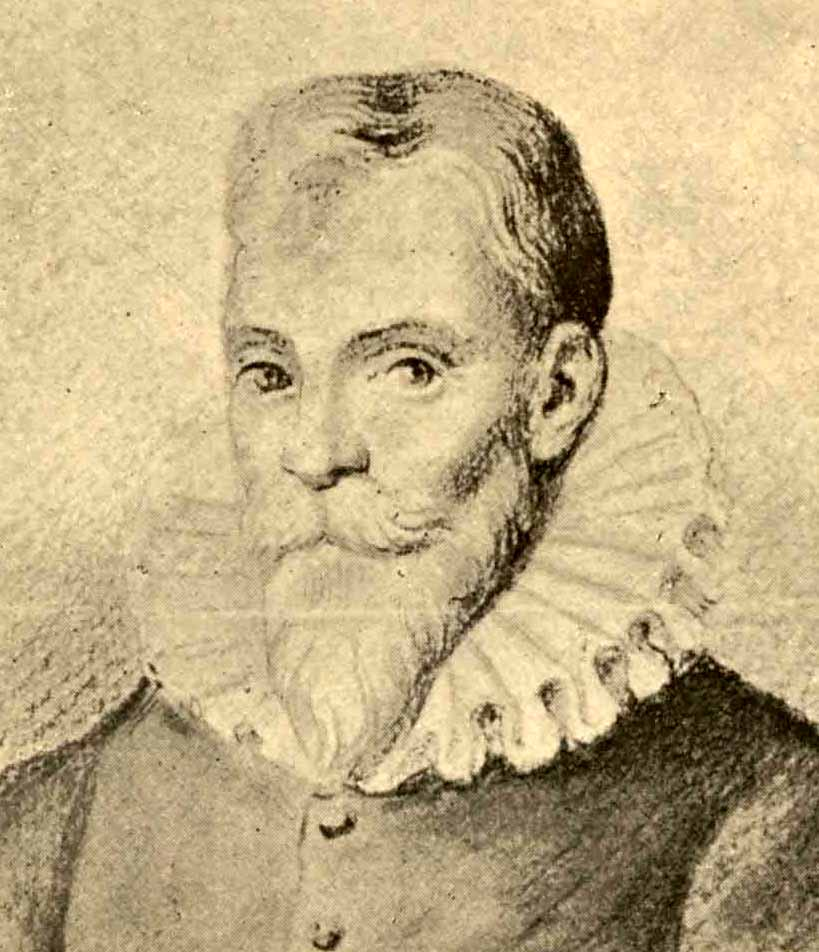
Lo storico teramano Muzio de Muzii

Il commissario alla fine optò per una concordia generale, e indulti per i delitti commessi, al fine di non spargere altro sangue.

## Teramo durante il Viceregno
Con l'ascesa al trono di Ferdinando II d'Aragona, nacquero tumulti contro Fabrizio Colonna e Gentile Virginio Orsini, quest'ultimo dapprima di partito aragonese, e poi francese, per Carlo VIII di Francia. Virginio scese in conquista degli Abruzzi nel 1496, stabilendosi poi nella Marsica, ad Avezzano, non saccheggiò Teramo, che aveva defezionato il partito francese a favore di Ferdinando II, ma mise sotto scacco Giulianova. Andrea Matteo III invece intese riprendere il potere bell'agro teramano, si alleò con Ascoli, sorpassò il Tronto, ponendo il blocco ad Ancarano. Ferdinando mandò come risposta il viceré Fabrizio Colonna, nella missione di riconquistare negli Abruzzi quei territori ancora assoggettati ai cadetti di Carlo VIII.
Andrea Matteo pensava, di far valere le sue ragioni grazie all'aiuto francese. Presentò nel 1501 davanti ai magistrati 56 articoli, dove erano riportati tutti i possedimenti dell'agro, all'epoca della prima entrata degli Acquaviva a Teramo di Giosia, lamentando il fatto di un generale disordine nella ripartizione e amministrazione di beni e di alcuni feudi che erano ancora degli Acquaviva al livello legislativo, benché i vari tumulti politici e militari ne avessero da anni impedito l'ordinaria amministrazione. Tuttavia la causa s'interruppe perché Andrea Matteo, fu chiamato a combattere in Terra d'Otranto con Luigi d'Ars, e presso Rutigliano fu sconfitto e catturato. Fu il segnale dell'apertura delle porte degli Abruzzi al sovrano Carlo V, dopo che costui scacciò da Gaeta le ultime truppe cartoline (1504); la reggenza della Corona di Napoli fu affidata a Ferdinando il Cattolico.
Teramo fu infeudata alla figlia Giovanna di Castiglia, insieme all'ex università di Campli, e fortuna volle che la città non subì saccheggi da parte delle milizie spagnole, come accadde per altre città abruzzesi quali Lanciano, L'Aquila e Sulmona. Giovanna visitò la città anche nel 1514 (il I° maggio), con grandi cerimonia, accedendo da Porta Reale, passando per la chiesa di San Francesco (dunque lungo il Corso De Michetti), arrivando in Piazza del Mercato (oggi il sagrato del Duomo), per poi andare a pregare nella chiesa dei Cappuccini.
Dopo aver pranzato sul Piano Acquaviva, Giovanna volle visitare il santuario della Madonna delle Grazie, passando per la Fonte della Noce (oggi una targa commemorativa ne ricorda il passaggio).

### Infeudamento di Teramo a Giovanna d'Aragona
Nel 1514 fu iniziata la costruzione del nuovo Palazzo Civico, molto travagliata, poiché venne ripresa in più tempi, poiché ancora oggi risulta nel suo aspetto non del tutto lineare. Alla morte di Ferdinando II, immediatamente il duca Andrea Matteo avanzò rivendicazioni per la ripresa in possesso di Teramo. Francesco I di Francia gliela vendette nel 1519; Andrea Matteo ottenne anche il titolo di "Principe" della Città, ottenne la riammissione nei suoi possedimenti degli antichi beni di Giosia, e gli introiti del commercio del sale lungo il Tordino. Per impedire dei disordini, poiché dovevano rientrare in città i quattro sindaci spediti dalla cittadinanza a parlamentare col re affinché tale accordo non venisse stipulato, vennero applicate le antiche leggi di Ferdinando I, ossia il coprifuoco: sbarrare le porte, impedire che dignitari, principi e valenti uomini uscissero fuori dalla città, in attesa della celebrazione del processo di acquisizione dell'Acquaviva di Teramo, da celebrarsi dentro la città stessa. Vennero eletti Dodici uomini nel palazzo civico per formalizzare la presa d'acquisizione di Teramo, mentre tra la gente di città iniziavano a serpeggiare malumori per il ritorno sotto il gioco dell'Acquaviva.

### L'assedio di Andrea Matteo Acquaviva e il miracolo di S. Berardo
Benché lo stesso Palma sia scettico nell'attribuire la salvezza della città all'intercessione del patrono San Berardo di Pagliara, accadde che le donne iniziarono a fare penitenza, compiendo diverse processioni a piedi nudi per la città, visitando le chiese di Santa Maria delle Grazie, santa Maria a Bitetto e della Misericordia, mentre gli anziani non si staccavano di un palmo dal sepolcro di San Berardo nella cattedrale. Intanto i Dodici uomini del Municipio, andavano a rifortificare le mura, e a sorvegliare le porte, temendo in qualsiasi momento un atto di ribellione dei cittadini. Lo stesso Acquaviva prese le dovute precauzioni, affidando al figlio Giovanfrancesco il comando delle truppe, stanziate nei punti strategici attorno alla città, in caso di ribellione.
Accadde che presso il Vezzola ai piedi del santuario di Santa Maria delle Grazie, fuori Porta Madonna, le truppe di Atri videro sopra le mure due grandi figure: una donna vestita di bianco (Maria Santissima delle Grazie, molto venerata dai teramani) e un uomo a cavallo vestito do rosso (i colori dello stemma civico), cioè il patrono San Berardo di Pagliara, che imbracciavano minacciosamente le armi. I soldati furono talmente presi dal terrore che si dettero alla fuga, ricacciati anche dai teramani stessi, che irruppero dalle porte aperte delle mura. In seguito a ciò, i cittadini fecero in modo di non finire feudi di qualche altro viceré spagnolo o francese, e così supplicarlo Carlo di Lannoy, che nel frattempo aveva comprato Sulmona, che accolse la richiesta, facendo mantenere l'ordine pubblico delle amministrazioni, ma chiedendo ogni anno una grossa somma di denaro.

## Tra francesi e spagnoli: la guerra del Tronto
Sotto il vescovato di Francesco Chierigatto, i teramani cercarono di ridurre la spesa annua di 20.000 ducati accordata con Carlo di Lannoy affinché la città rimanesse nella regia demanialità. La famiglia Acquaviva approfittò delle evidenti e prevedibili difficoltà di Teramo, per impossessarsi nuovamente della città; nel frattempo che Teramo mandava da Carlo due parlamentari per ridiscutere la causa di riscatto, il duca avanzò molte pretese su Teramo, richiedendo 40.000 ducati per le spese di guerra, minacciando di sciogliere l'amministrazione civica per metterci un suo commissario scelto, e via dicendo. Sicché tutto l'anno 1525 fu vissuto dai teramani con sospetto. Nel 1527 la città e l'agro circostante furono funestate dalla pestilenza, tanto che, decimato il consiglio amministrativo, per un anno la città rimase quasi senza governo.

### L'incidente diplomatico con il comandante Sances
Nel 1529 soffrì lo svernamento delle truppe tedesche e spagnole del viceré, che saccheggiarono e depredarono.
In occasione dell'incoronazione ufficiale di Carlo V a Bologna da parte di papa Clemente VII, i teramani fecero in modo di debellare per sempre le pretese del duca d'Atri. Lo stesso Carlo, leggendo il diploma d'ambasciata mandato dai cittadini, dichiarò Teramo città demaniale, e per tanto non assoggettabile alle pretese degli Acquaviva.
Un incidente politico comparve nel 1530, quando in città si presentò il Commissario don Sances d'Alarcon, al quale i teramani risposero con le armi. Reclutati banditi e contadini, i patrizi del Comune sbarrarono Porta Reale, rifiutando alla richiesta del commissario si far stazionare le sue truppe in città per tre mesi. Il d'Alarcon offeso, come ricorda lo stesso storico Muzii, acquartierò le truppe presso il convento dei Cappuccini, e impose il blocco a Teramo. Sarebbe stata una carneficina per la città, se non fosse stato scelto tra i cittadini Sigismondo de Sterlich, che ottenne un incontro con il Commissario nel santuario di Santa Maria delle Grazie, da cui venne stipulato un accordo di acquartieramento, con delle clausole prescrittive onde evitare disordine militare. Dopo che partirono le truppe, fino al 1540 in città alloggiò il viceré di Napoli. Un altro viceré, Giambattista Savelli, in compagnia di Ascanio Colonna vennero a soggiornare nella città con le truppe: furono insomma anni difficili per via dei pagamenti dovuti a mantenere le truppe reali, mentre dal punto di vista naturale, ci furono carestie, terremoti e grandinate.

### Teramo e gli Stati farnesiani d'Abruzzi
Nel 1538 una parte dell'Abruzzo entrò a far parte del cosiddetto "Stato farnesiano" di Ottavio Farnese e Margherita d'Austria, e vi fecero parte le città di Campli, Penne, Ortona, Città Sant'Angelo, San Valentino in Abruzzo e L'Aquila. Campli dunque fino ad allora città demaniale come Teramo, divenne una delle sedi di rappresentanza di questo stato, e venne ricostruito il suo palazzo, detto ancora oggi Palazzo Farnese. Nel 1539 intanto Teramo dovette essere ancora una volta "soffocata" dalla tracotanza dei viceré spagnoli, questa volta fu Luigi Perez venuto a scroccare ospitalità con tre truppe, riducendo la città quasi alla fame. Nel 1542 la buona annata di produzione agricola fece sì che il grano si vendesse a poco prezzo, facendo respirare alle casse civiche una boccata d'aria. In quell'anno passò in città anche Margherita d'Austria, in visita dei suoi possedimenti, il vescovo Monsignor Guidiccioni riunì i due monasteri di San Giovanni a Scorzone con quello di Teramo dentro le mura (oggi in Piazza Verdi).

### La guerra del sale sul Tronto
Creatasi la Contea di Montorio, passata a Giovanni Alfonso Carafa, figlio di Vittoria Camponeschi, costui durante il papato di Paolo IV riprese la lotta tra Spagna e Francia per il possesso del Regno di Napoli, e così si appellò a Enrico II di Francia affinché potesse conquistare l'agro di Teramo, sottraendolo al viceré spagnolo. Si diresse con il fratello Antonio Carafa perfino ad Ascoli per scatenare la guerra civile, ma il pontefice inviò le truppe di Carlo di don Ferdinando Loffredo, che si mise a saccheggiare le terre di Montorio. Il Carafa saccheggiò altre terre presso il Tronto, acquartierandosi a Corropoli. Nella guerra in fase di evoluzione, il Duca d'Alba favorì il Carafa con 1500 fanti e 200 cavalli, asserragliandosi ad Ancarano. Il paese fu preso a cannonate da Loffredo, facendo scappare i soldati, alcuni dei quali fatti prigionieri e trasferiti a Civitella.
Il Marchese Loffredo con questa mossa ottenne l'autorizzazione di un parlamento speciale di baroni di rifortificare i luoghi di Pescara, Atri e Chieti. Così anche Civitella venne rifatta daccapo dall'antico castello aragonese, di cui era rimasta una grande torre. Sfruttando l'orografia del colle ad anfiteatro, la nuova fortezza, che corrisponde a quella attuale, venne fortificata con possenti bastioni lanceolati, che occupavano tutta l'area del colle, e la prigione con le casermette e la piazza d'armi venne sopraelevata, accessibile soltanto da una scalinata molto ripida.

## Conseguenze delle guerre: nuova fortificazione della Contea Aprutina
Nella metà del '500 si hanno le prime notizie di scorrerie ottomane presso le coste di Giulianova e Tortoreto, e del sud Abruzzo, da Pescara a Vasto. Per questo fu precauzione del viceré rifortificare le coste del Regno con la costruzione di nuove torri di guardia. Nella costa teramana si contano la torre di Martinsicuro o "di Carlo V", che fu il modello principale per le altre, la torre del Salinello a Giulianova, la torre della Vibrata ad Alba Adriatica, la torre del Vomano a Scerne di Pineto (all'epoca Mutignano) e la torre di Cerrano presso il vecchio porto di Atri.
Dal 1569, sotto il vescovato di Giacomo Silverio, sopravvennero a Teramo tanti mali, iniziando dalle carestie, alcuni focolai di peste nel 1576, e scorrerie ottomane presso le coste.
Gravoso fu anche il fenomeno del banditismo locale, di cui l'esponente più famoso fu Marco Sciarra di Rocca Santa Maria (TE), definito il "flagellum Dei", il quale con la sua banda si macchiò di omicidi e ruberie nelle contrade di Teramo e del Lazio, arrivando a catturare perfino il poeta Torquato Tasso. Tra il 1584 e l'89 il viceré di Teramo, e le truppe del maresciallo Carlo Gambacorta, dovettero faticare non poco per liberare Campli dai banditi. Luogo di rifugio dello Sciarra erano le grotte e le alture del Gran Sasso d'Italia, insieme a conniventi contadini stanchi ed esausti dei soprusi del governo spagnolo. Nel 1592 per catturarlo furono inviati anche le truppe del duca Giovanni Girolamo Acquaviva, mentre il Re dispiegava un esercito di 4.000 uomini capitanati da Carlo Spinelli.
Fu proprio a Itri nel Lazio, che lo Sciarra catturò Torquato Tasso, mentre a Cerreto, grazie allo stratagemma di un contadino del gatto abbruciacchiato messo a scorrazzare per i fienili fuori le mura, molti banditi dello Sciarra vennero scovati e catturati. Il secolo si conclude nella storia di Teramo con un'importante decisione della Diocesi Aprutina per la città di Campli: eleggerla a seconda sede della Cattedrale di San Berardo, con l'elevazione della chiesa di Santa Maria a collegiata, in data 14 maggio 1600, durante il pastorato di Monsignor Montesanto. Il primo vescovo di Campli fu Alessandro Boccabarile.

## 1562-1770 Periodo del Patriziato dei Quarantotto
Le strutture democratiche che per secoli avevano governato la città di Teramo e che negli Statuti del 1440 avevano trovato il loro riconoscimento ufficiale, furono abbandonate a vantaggio di una forma di amministrazione oligarchica che incontrò il favore dei viceré spagnoli.
Si affermò così a Teramo il cosiddetto Quarantottismo, in base al quale le sorti del Municipio furono affidate a 48 famiglie "storiche" che ressero le sorti della città fino al 1770. In quest'epoca la divisione della città in "sestieri" si trasformò in divisione in "quartieri": San Leonardo incorporò il sestiere di Sant'Antonio e Santa Maria a Bitetto quello di Santa Croce. Per ciascuno dei quattro quartieri storici (San Giorgio, Santo Spirito, San Leonardo, Santa Maria) furono scelte 12 famiglie.
Di seguito sono elencate i capifamiglia di 41 delle 48 famiglie che componevano le 48 del Patriziato.
| Le quarantotto famiglie del Patriziato teramano | | | |
| Quartiere di San Giorgio - Bernardi Salvatore - Bucciarelli Giuseppe - Cichetti Bartolomeo - Delfico Gio. Berardino (poi conti de Filippis de' marchesi e baroni Delfico, patr. di San Marino) - Michitelli Gio. Nicola - Michitelli Melchiorre - Michitelli Vitale - Montani Felice - Rapinii Antonio - Urbani Francesco Saverio | Quartiere di Santo Spirito - Camponeschi Francesco - Ciotti Berardo - Corradi Giorgio - Ercoli Francesco - Mariani Nicola - Marozzi Pasquale - Massei Nicola - Mezzucelli Giacinto - Montani Marino - Pelliccianti Berardo - Pelliccianti Tommaso - Vannemarini Michele | Quartiere di Santa Maria - Bernardi-Petrini Vincenzo - Camponeschi Giuseppe - Castelli Giacinto - Ciotti Francesco Maria - De Dominis Giuseppe - Giordani Nicola - Massei Ferdinando - Massei Marcantonio - Muzii Giovanni - Tullii Alessio - Urbani Domenico | Quartiere di San Leonardo - Cesii Francescantonio (poi Negri-Cesi) - Mezucelli Andrea - Mezucelli Francescantonio - Mezucelli Pietro Paolo - Mezucelli Nicola - Pompetti Marcello - Salamiti Domenico - Scimitarra Salvatore |

## Secolo XVII (1601-1700)
Nel 1603 il governo degli Abruzzi passò al viceré Baldassarre Caracciolo Conte di Benevento, che iniziò ad acquistare molti feudi, a perseguire i banditi, che vendeva come schiavi. Gli anni almeno sino alla prima metà del XVII secolo, riguardano fatti di ordinaria amministrazione in città e nel contado, così come riguarda la successione dei vescovi del Capitolo Aprutino a Teramo, e della nuova cattedrale di Campli.
Distinzioni più interessanti riguardano l'amministrazione geografica dei due Abruzzi Ultra e Citra, descritte dal Palma L'amministrazione dell'Abruzzo Ultra con la casa del tesoriere era stata traslata nel XVI secolo a L'Aquila, con seconda sede a Penne, mentre l'altro Abruzzo aveva il capoluogo a Chieti.

### Tumulti masanielliani nel teramano
Nel 1641 il principale tribunale fu trasferito a L'Aquila. Così l'Abruzzo si ritrovò ad avere due presidi. Nei fatti che riguardarono anche l'Abruzzo e altre regioni del Regno di Napoli, dopo la rivolta di Masaniello, Teramo rimase fedele alla corona, ambiguo fu il ruolo di Campli, mentre tumulti si registrarono a L'Aquila, Vasto e Lanciano. La fedeltà dei teramani è riportata anche in un documento datato 1660 di Filippo IV di Spagna.
Nel 1648, precisamente la notte del 2 aprile, le truppe del detto "Martello" (Bartolomeo Vitelli), a capo delle truppe del Duca di Castelnuovo, si acquartierarono presso le mura del rione San Leonardo, a porta Sant'Antonio o "Melatina", intimando la resa a Teramo. I cittadini si fecero beffe di lui, e dopo che non riuscì a compiere l'assedio, si ritirò a Canzano, raggiunto dalle truppe di Pignatelli. La battaglia "del giovedì santo" mise in fuga i rivoltosi popolani, che si accanirono sui territorio circostanti, tagliando l'uliveto di Giulianova, non riuscendo il Marchese d'Acquaviva duca d'Atri a fermarli per l'esigua guarnigione. Il 15 aprile i rivoltosi "masanielliani" tornarono a Teramo, cercando di prendere la città da ovest, verso il convento dei Cappuccini. Furono raggiunti dalle truppe fresche di don Alberto Acquaviva, che li mise in fuga verso Chieti.
Per tutto il Seicento Teramo e il suo circondario furono flagellati dal fenomeno del banditismo, organizzatosi in due gruppi principali: quelli di Titta Colranieri e di Santuccio di Froscia, e in occasione della sanguinosa repressione del 1684, venne creata a Teramo la Regia Udienza, che verrà trasformata nel XVIII secolo nel tribunale borbonico penale.

### Banditismo nel teramano
Le vicende che si verificarono in Abruzzo, specialmente intorno a Teramo, il fenomeno del banditismo fu molto esteso. C'è chi considera tale proliferazione di briganti in riferimento al malcontento popolare, chi proponeva di ingraziarsi i capi-banda, da essere poi assoldati come mercenari per imprese future. Nel viceregno di Napoli, secondo il Marchese di Vélez i banditi erano assai forti e addestrati militarmente, in grado di competere senza paura contro le truppe reali, e dunque occorreva in ogni modo cercare di recuperarli, mentre secondo don Pedro d'Aragona il banditismo era un fenomeno da schiacciare senza esitazioni. La reazione iniziale del governo di Napoli non fu fruttuosa, per l'impiego di banditi spagnoli, credendo che i banditi abruzzesi usassero lo stesso comportamento malandrino, e in secondo luogo impiegarono l'esercito, e si accanirono sui feudatari minori della regione.
Così si scelsero due linee: usare l'artiglieria secondo il Marchese Del Carpio o convincere le bande al porsi al servizio dei mercanti Veneziani, secondo il Cardinale Cybo. Anche tra i capi briganti esistevano divisioni sul partito da prendere, molti si opponevano al Capitano Colaranieri di abbandonare le posizioni di battaglia per cercare roccaforti più sicure, altri invece volevano aspettare gli spagnoli a Montorio al Vomano e di tenere libera la strada di Poggio Umbricchio (Crognaleto) per eventuali ritirate.
Le case dei capi Titta Colaranieri, Giovan Berardino e di altri, nonostante la robustezza delle fondamenta, non erano sufficienti per garantire la loro sicurezza, così costoro si spostarono varie volte nella ritirata, in luoghi diversi. Il consiglio di guerra del Regno deliberò la fortificazione del rudere di Rocca Roseto, sempre nei pressi di Crognaleto, poi di fortificare maggiormente Montorio (1686). Per la costruzione di Rocca Roseto, furono comprati i feudi del duca d'Atri per 36.000 ducati.
L'esercito usò la mano pesante, perseguitando i banditi con la distruzione delle loro case, e dei resti delle rocchette dei feudi, torri e case fortificate, sterminando inoltre 1.200 banditi. Altri banditi invece, come la banda di Santuccio di Froscia, riuscirono a fuggire nelle Marche, e a essere assoldati dai Veneziani. Dato che Teramo garantì vettovaglie e ospitalità agli eserciti, rimanendo fedele alla Corona, oltre alla regia udienza, ottenne il titolo di capoluogo della Ia provincia d'Abruzzo Ultra, mentre l'altra fu data a L'Aquila.

## Secolo XVIII (1701-1800)

### Teramo danneggiata dal terremoto del 1703
Il secolo si aprì per Teramo, così per tutta la provincia II d'Abruzzo Ultra con il catastrofico terremoto dell'Aquila del 1703, le cui due scosse maggiori del 14 gennaio e del 2 febbraio, che superarono i 6 gradi della scala Richter, provocarono notevoli danni nel teramano. Negli anni seguenti, durante la guerra successione per il trono di Filippo V di Spagna contro la Casa d'Asburgo d'Austria, venne coinvolto nella mischia politica il duca Giovanni Girolamo II Acquaviva, che dopo aver perso il controllo di Chieti nel 1707, si trincerò nella fortezza di Pescara, di cui condivideva il controllo col Marchese d'Avalos del Vasto. Tuttavia il 13 settembre avvenne la capitolazione di Pescara, e di colpo il territorio dell'ex ducato di Atri venne smembrato in piccolissime baronie e contadi.

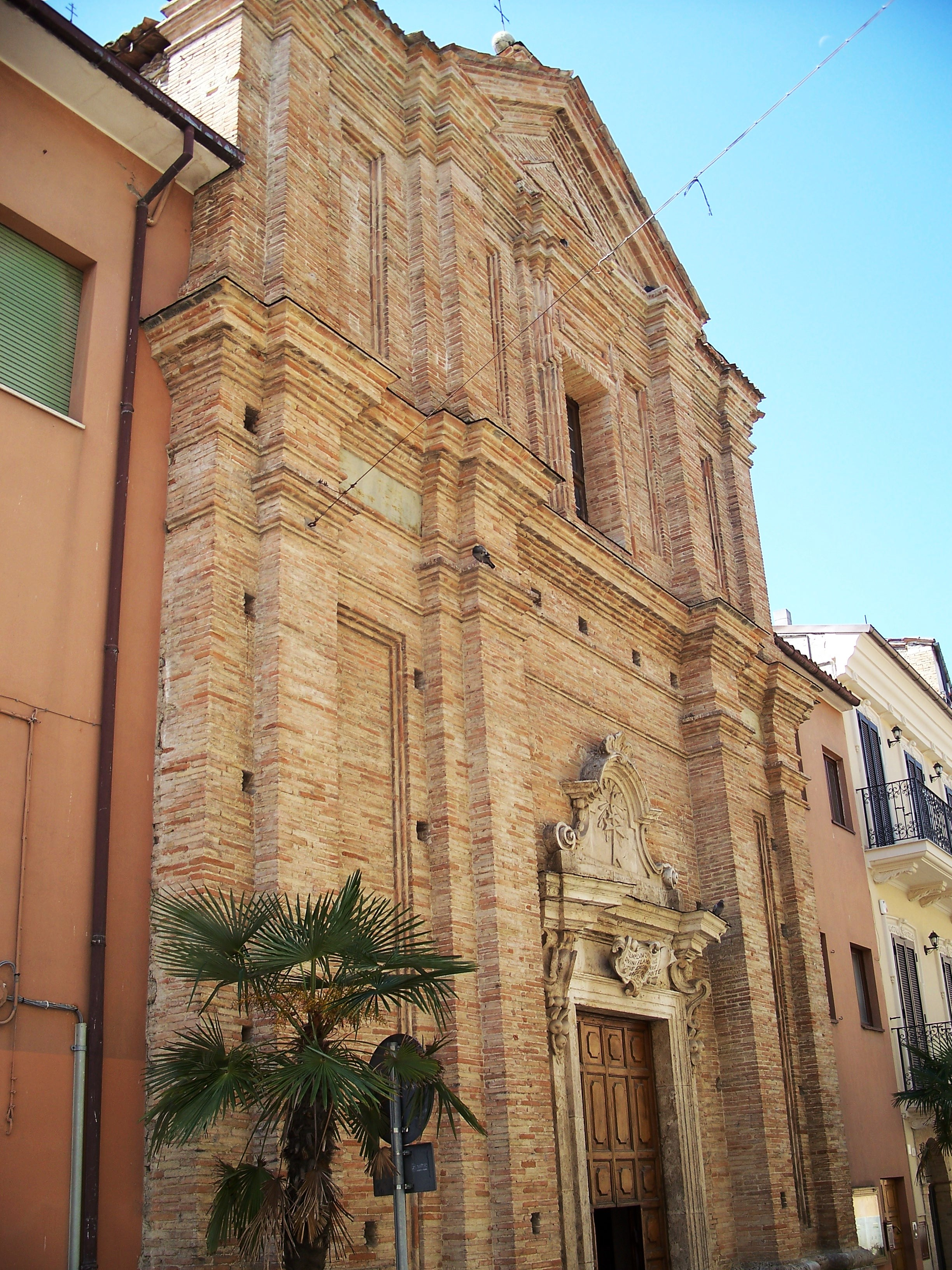
Chiesa di Santo Spirito a Teramo

### Teramo durante la decadenza del Viceregno
Sotto il regno di Carlo VI d'Asburgo, venne riorganizzato il territorio provinciale degli Abruzzi, e vennero mandati degli ispettori a Teramo, dove si scoprirono dei debiti per la mala gestione economico-finanziaria dei 48 uomini del Palazzo civico (1738) L'anno seguente ci fu il grande restauro barocco della Cattedrale di San Berardo, quasi completamente sparito oggi per via dei nuovi restauri degli anni '30 del Novecento che preferirono la sobrietà romanico-gotica. Nel 1742 iniziò la ritirata progressiva dell'esercito spagnolo dal Regno di Napoli, quando Carlo III di Borbone riprese la corona di Napoli. Nella ritirata, gli spagnoli presero la via Flaminia, arrivando al Tronto il 18 febbraio 1743. Il Colonnello Emanuele de Leon, a capo degli spagnoli, volle controbattere agli incalzanti austriaci che respingevano sempre più a sud la guarnigione, così partì da Pescara risalendo l'Abruzzo.
Teramo si preparò per accoglierlo festosamente, temendo rappresaglie per il voltafaccia fatto verso gli spagnoli, castigo che incassò nel 1745 con la perdita di alcuni privilegi della regia udienza, mentre alcuni cittadini illustri venivano arrestati e condotti a Napoli.
Nominato Preside degli Abruzzi, il De Leon pose la sua residenza a Teramo. Il 29 dicembre 1745 il tetto della chiesa di San Matteo (oggi sostituita da un edificio fascista sul Corso San Giorgio, nel 1941), collassò per mancanza di manutenzione, uccidendo molte monache e l'abbadessa stessa, ad eccezione di Anna Caterina Salamiti, che morì per le ferite alcuni giorni seguenti. Il De Leon mostrò così un atto di carità verso la città, finanziando personalmente i lavori di ricostruzione.

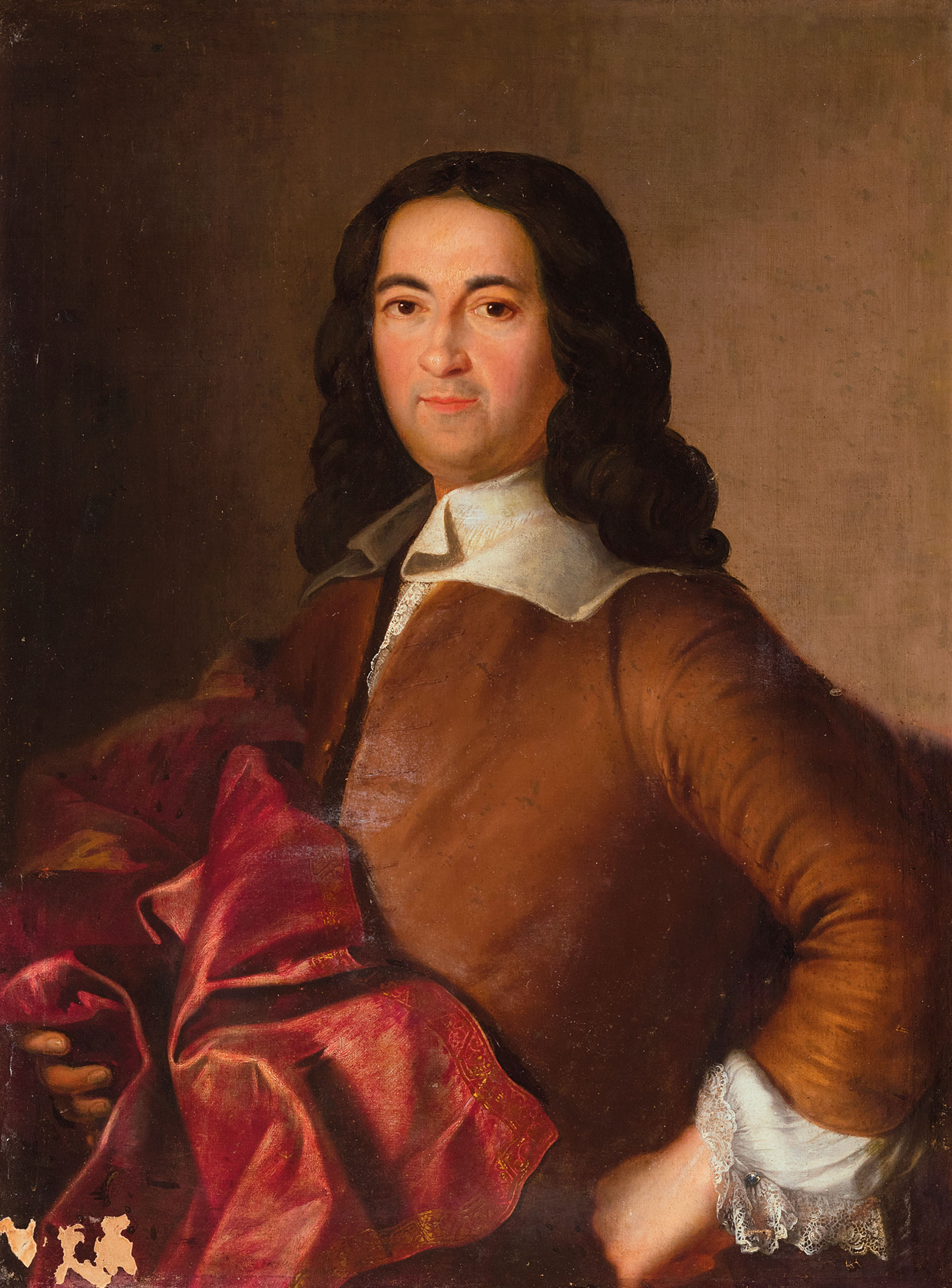
Giovanni Girolamo II Acquaviva d'Aragona

Nel 1748 vennero in visita a Teramo il duca di Atri Ridolfo Acquaviva con la moglie Laura Salviati, e in città ci fu una sontuosa festa in loro onore. Nel 1762 sorse altre liti tra Teramo e Campli, dopo almeno due secoli di pace, per il possedimento dei territori di Sant'Atto e Tofo-Sant'Eleuterio. Campli, presentando un privilegio di Ferrante I d'Aragona del 1460 si accontentò della contrada Campora.
Nel 1766 si decise di riordinare l'amministrazione dei Decurioni, il cui parlamento era composto dai 48 eletti delle rispettive famiglie nobili stipate nei quattro rioni storici di Teramo (San Giorgio, San Leonardo, Santa Maria a Bitetto, Santo Spirito); il sistema medievale non era più in grado di rispondere alle nuove esigenze, oltretutto diverse famiglie si erano estinte, lasciando vacanti gli obblighi delle relative sedi nell'amministrazione. Così la sede dei Quarantotto fu sciolta, e venne riorganizzata l'amministrazione con un magistrato eletto da due dottori, cosa che avvenne nel 1769.

### I francesi a Teramo: 1798-99
Nel tardo Settecento, Teramo come il resto dell'Abruzzo fu conquistato e occupato dalle truppe francesi di Charles Lemoine, mentre a Napoli veniva proclamata la "Repubblica Partenopea" da Gioacchino Murat. Teramo risaltò alle cronache per via della famiglia Delfico, il cui massimo esponente fu Melchiorre (1744-1835), insieme ai fratelli Gianfilippo (1743-1792) e Giovanberardino (1739-1814). Nel 1788 il Delfico nel suo Discorso sul Tavoliere denunciava le concentrazioni latifondiste e il mantenimento delle rendite, dei baroni, rivendicando la divisione dei terreni a favore dei cittadini, con proposte di miglioramento imprenditoriale dell'agricoltura secondo le innovative proposte dell'illuminismo. Nello stesso anno pubblicò delle proposte per le vendite dei beni dell'ex ducato di Atri. Allo scoppio della rivoluzione francese, nel 1789, il Delfico si trasferì a Napoli, pubblicando altre ricerche per un liberismo economico, contro il vecchio regime delle baronie e del vassallaggio. Nei suoi scritti si interessò anche alla fortezza della Pescara, ossia la fortificazione dell'epoca di Carlo V (XVI secolo) a forma trapezoidale con cinque grandi bastioni, che proteggevano la foce del fiume, e controllavano i traffici del sale lungo il mare. La vecchia fortezza, usata dalla metà del secolo come bagno penale borbonico per i dissidenti politici e per gli schiavi di guerra, era da tempo contesa tra gli austriaci, il Marchese d'Avalos e il duca d'Atri, ed era circondata da paludi malsane, che rendevano la piazzaforte e la cittadella quasi disabitate per il clima insalubre.

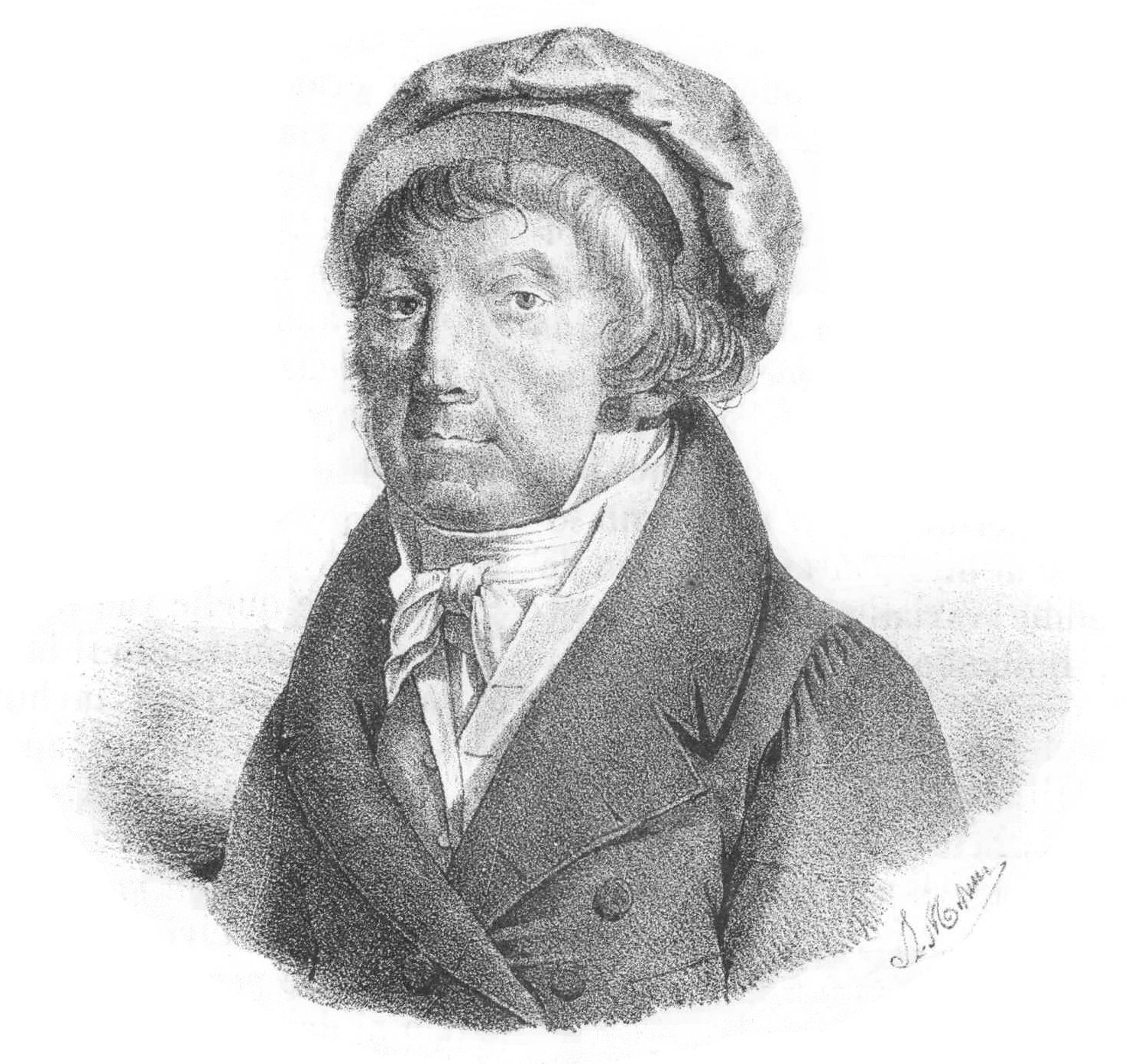
Melchiorre Delfico

Il 28 dicembre 1798 il generale Duhesme, al seguito di Championnet, fece passare le truppe lungo la linea dell'Adriatico, dividendo i territori in dipartimenti, seguendo il modello territoriale-amministrativo della Francia, trasformando il governo delle varie città in "municipi". A Teramo dunque venne installato il "consiglio supremo", e il Delfico venne eletto sindaco della città, e si adoperò subito per la riformulazione del piano amministrativo e giuridico, concedendo nel suo Proclama l'indulto per i vari reati, visto che nella città scoppiarono dei disordini per il passaggio di governo. Il 23 gennaio 1799 Championnet occupò Napoli, nominando Melchiorre Delfico membro del governo provvisorio della Repubblica Partenopea, assegnandolo al comitato delle finanze. Il Delfico dunque poté maturare la Dichiarazione dell'uomo e del cittadino, ispirata alle Dichiarazioni francesi del 1789, del 1793 e del '95, proclamando l'uguaglianza sociale tra i cittadini.
Tuttavia questo clima innovativo fu interrotto bruscamente dai vacillanti governi delle città, poiché gli eserciti francesi erano costretti continuamente a spostarsi di luogo in luogo per reprimere rivolte popolari scatenate dai nobili filo-borbonici, che tentavano in ogni modo di sabotare i nuovi governi. Il 28 aprile dell'anno i francesi iniziarono ad abbandonare gli Abruzzi al loro destino, e così il Delfico, che si trovava a Pescara, fu costretto a fuggire nelle Marche, mentre i filo-borbonici (o sanfedisti) riprendevano il controllo, e processavano tutti i filo-liberali.
Nei paesi invece vengono istituite le Edilità. Otto giorni dopo l'arrivo degli invasori, i contadini, i montanari e altri, alcuni dei quali avevano fatto parte del disciolto esercito del Micheroux, entrano in Teramo e ne cacciano, con l'aiuto delle sassate degli abitanti - ivi comprese le donne della zona della Misericordia, il presidio francese.
La città in mano alla folla inferocita subisce devastazioni.
Furono bruciate e saccheggiate numerose case, tra le maggiori quelle del barone Giovanni Thaulero, del Sig. Biagio Michitelli, del Sig. Gianfranco Nardi e del barone Alessio Tulli" e vengono perdute, per incendio o per saccheggio, preziose collezioni private di libri e di monete, la Storia del Tullj e numerosi documenti importanti per la ricostruzione storica della vita aprutina nei secoli passati.
Fu arsa anche la casa dell'abate Berardo Quartapelle dopo il saccheggio del suo laboratorio nel quale conduceva esperimenti. Egli si salvò rifugiandosi in un locale nascosto in una casa attigua. Pianse per tutto quel saccheggio e rassegnato riprese la via dell'esilio (Giacinto Pannella, L'abate Quartapelle e la coltura in Teramo, Napoli, stab. tip. del cav. Antonio Morano, 1887, citaz. pp. 196-198).
L'intervento del vescovo Pirelli e di cittadini responsabili come Gio. Bernardino Delfico, frena la teppaglia. Settecento francesi, al comando dell'ufficiale Charlot, da Montorio si dirige a Teramo accampandosi nel sobborgo occidentale della Cona. Dopo una breve scaramuccia nei pressi delle mura di Porta San Giorgio rientrarano in città e uccisero quattro cittadini rei di aver rubato loro un cannone.
Rompono tutte le campane della città tranne le due maggiori, perché erano state fatte suonare a martello. Nei villaggi e in montagna si rifugiano gli insorgenti fedeli ai Borboni, figli del vecchio brigantaggio e padri del nuovo. Da questo momento prenderanno forza il prete De Donatis che si faceva chiamare il generale de' Colli, don Emidio Cocchi di Tizzano che iniziava persino a riscuotere tributi in nome del Re, ai quali si aggiungeranno i fratelli Fontana da Penne, ossia i figli dell'architetto Giovanni Antonio Fontana.

## Secolo XIX (1801-1900)

### Moti liberali del 1821 e del 1848
Lo stesso Melchiorre Delfico dal 1815, e poi nel 1820-21, continuò a coltivare ideali liberali, traducendo la Costituzione di Spagna, largita nel 1820 da Ferdinando I, venendo soprannominato il "Nestore della cultura napoletana". Iscritto anche alla Loggia Carbonara di Teramo, durante i moti rivoluzionari guidò personalmente dei drappelli, ma venne sconfitto dalle truppe borboniche.

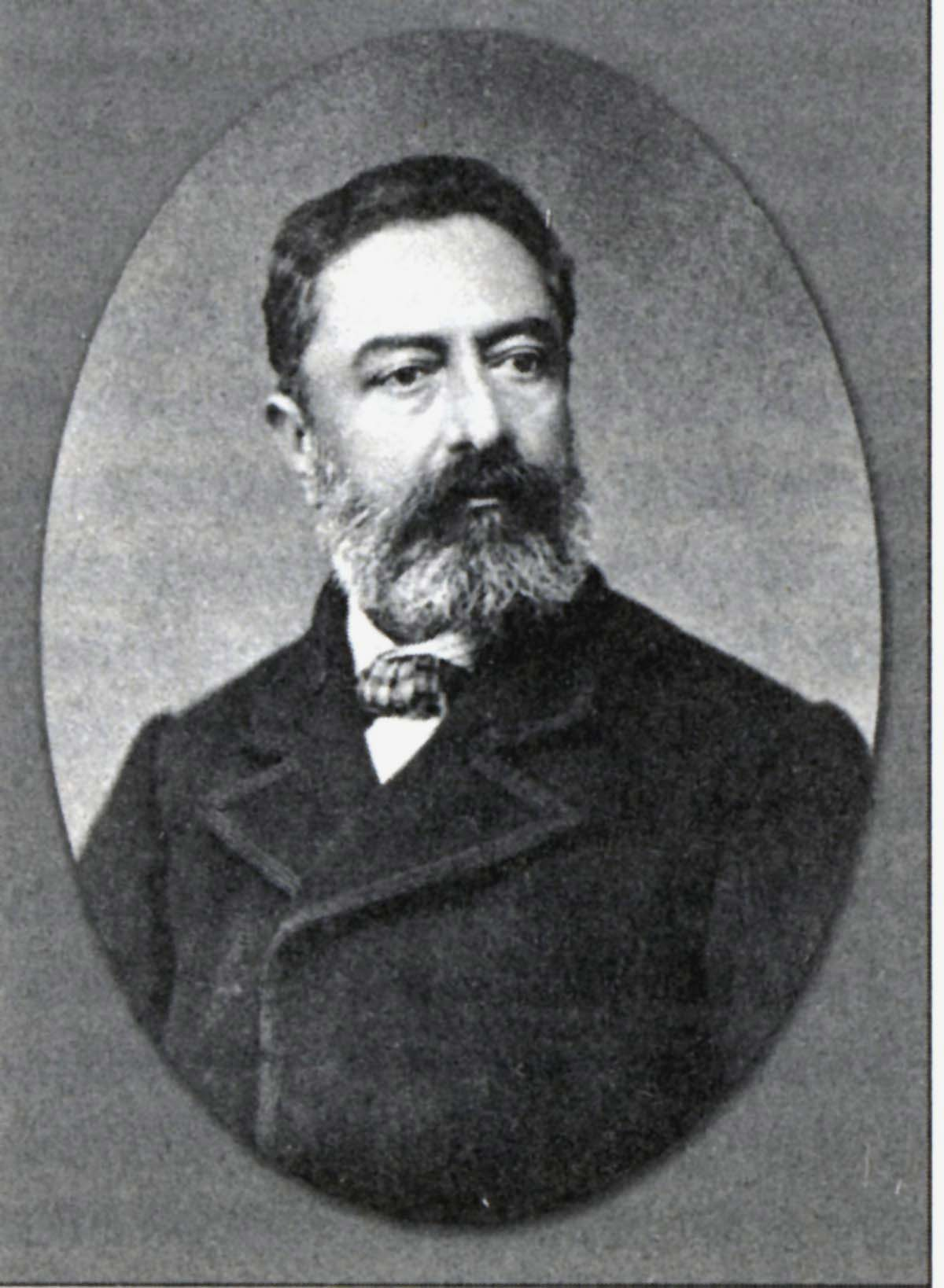
Troiano De Filippis Delfico

Ristabilito ancora l'ordine, Teramo comparve di nuovo nella storia risorgimentale con il processo e la fucilazione dei cosiddetti "martiri pennesi" nel 1837, dopo i motivi rivoluzionari della città vestina guidati dal liberale Clemente de Caesaris, che venne arrestato e condotto a Pescara, da dove fuggì. Nel frattempo le terre, benché tornate ai baroni e ai vari feudatari, avevano iniziato a sperimentare le nuove tecniche di produzione, e per le iniziative di Vincenzo Comi nel 1830, anche l'industria nella Val Vibrata iniziò a svilupparsi. Nel territorio di Elice, Montorio, Notaresco vennero aperte concerie, mentre fabbriche di seta a Teramo e Atri. Migliorò anche l'insegnamento, con l'istituzione in città del Convitto-Liceo Regio Ginnasio, che si dotò della ricca biblioteca di Palazzo Delfico, di proprietà di Melchiorre e Gianfilippo; venne inaugurato anche il primo teatro, il Corradi, presso la Casa Catenacci, nel rione Santo Spirito (via V. Veneto), che nel 1868 verrà sostituito dal nuovo teatro comunale sul corso San Giorgio, demolito purtroppo nel 1959.

### Teramo e l'unità d'Italia
L'erudizione divenne monumento in città con la pubblicazione nel 1832 dei volumi della Storia ecclesiastica e civile della regione più settentrionale del Regno di Napoli di Niccola Palma, volumi che riguardano la storia sia di Teramo sia del suo contado dalle origini sino ai fatti del primo Ottocento. Nel 1893 vennero pubblicati anche i Dialoghi sette della Storia di Teramo, scritti nella metà del Cinquecento dallo storico Muzio de' Muzii. Intorno al 1848 nella campagna teramana dilagò il brigantaggio, con la compagnia stanziata a Sant'Angelo, nel pennino, di Antonio Tripoti e Valerio Forti.
Sempre in quest'anno Filippo Delfico-De Filippis con altri compari suscitò una nuova protesta che scoppiò in tumulto, ispirandosi ai moti pennesi di dieci anni prima, ma anche questa ribellione fallì con l'arresto dei cospiratori mazziniani
In occasione dell'ingresso di Teramo nel nuovo Regno d'Italia nel 1860, fu richiamato in patria Troiano De Filippis Delfico, che venne eletto "prodittatore" d'Abruzzo, prese parte all'assedio di Civitella del Tronto a capo della Guardia Nazionale, contro gli ultimi irriducibili filoborbonici, e s'impegnò nella lotta del brigantaggio che invase di nuovo la provincia dopo l'unificazione del regno. Teramo dunque mantenne il capoluogo di provincia, nella regione d'Abruzzo, insieme a Chieti e L'Aquila.

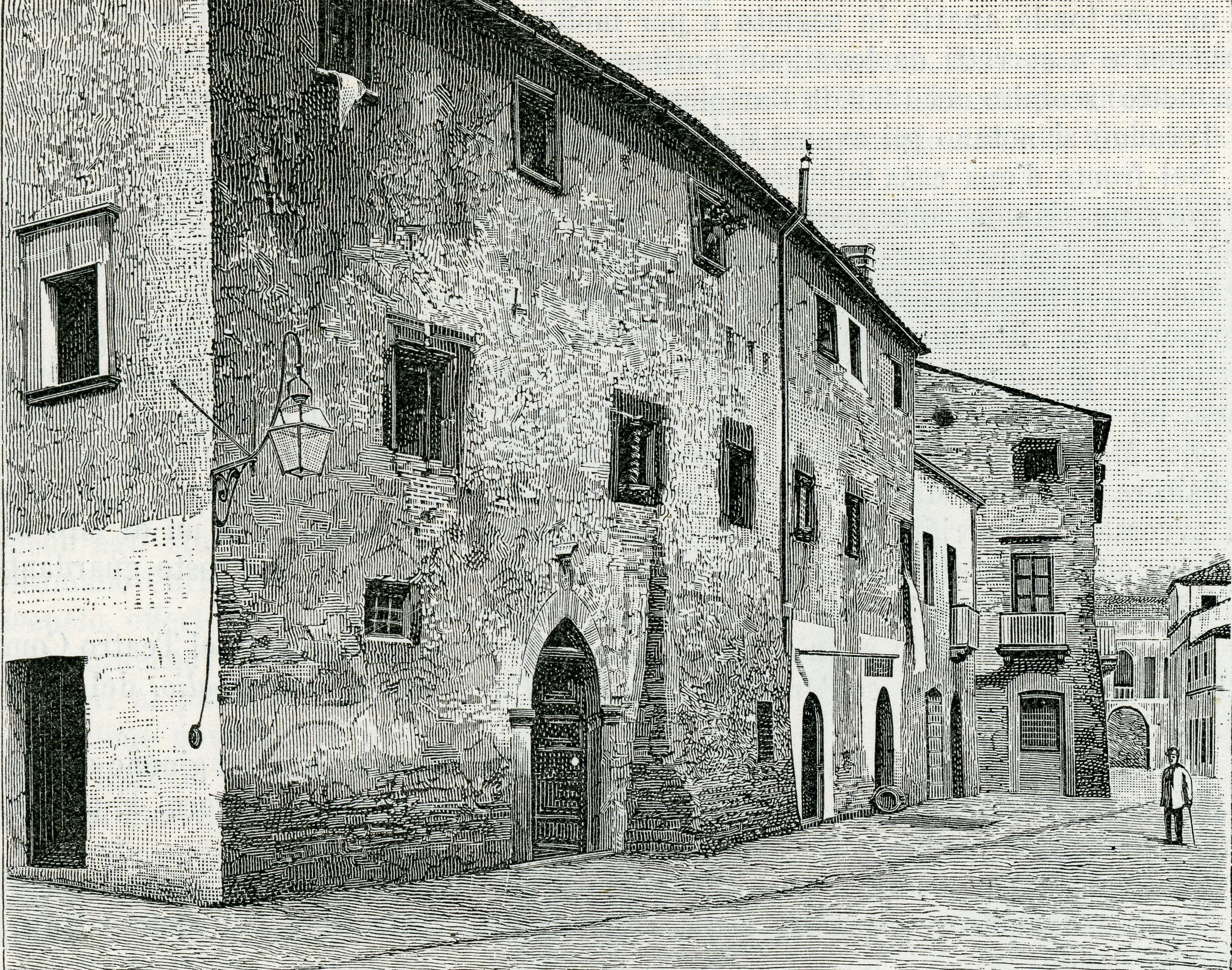
Palazzo Melatino in una stampa di fine Ottocento

### Visita a Teramo di Ferdinando I delle Due Sicilie
Niccola Palma, che è un contemporaneo, descrive la cronaca dell'avvenimento citando anche il "Giornale delle due Sicile", n. 170. Alle ore 14 il Re giunse a Teramo tra due ali di folla che gridavano "Viva e viva il Re, il nostro buon re Ferdinando II". Mons. Berrettini, il quale era al suo fianco, racconta che "lagrime di tenerezza caddero dagli occhi del giovane Sovrano". Quindi si recò in duomo dove il vescovo Ricciardoni impartì la triplice benedizione. Quindi il re uscito dalla chiesa girò in carrozza scoperta per la città, "compiacendosi lodarne la piana situazione, non meno che l'ampiezza e la regolarità delle strade (...) Nella sera il tempo sereno e bellissimo fe' spiccare la vaga e generale illuminazione, ornata di trasparenti. Indarno un colpo di vento avea nel dì precedente atterrate le macchinette piramidali, disposte in fila ai quattro lati della piazza grande, a fin di rendere la illuminazione più brillante sotto lo sguardo del principe; che, come per incantesimo, erano state di bel nuovo innalzate (...)".
- 1833, inizio dei lavori per la costruzione di ponte San Ferdinando progettato dall'ingegnere teramano Carlo Forti, i cui lavori terminarono nel 1847. Serviva per mantenere le comunicazioni cavalcabili fra Teramo e Penne. Inizio del culto di Santa Filomena. Il 1º maggio avvio della linea a mezzo diligenza tra Teramo la capitale (Napoli) via Popoli e Penne. Se ne avvantaggiava il servizio di posta. Nello stesso anno avvengono la demolizione dei portici addossati alle case Cicchetti, Thaulero e Schips per il raddrizzamento di corso San Giorgio e la realizzazione delle due circonvallazioni che ancora oggi racchiudono il centro storico[27]

### Teramo nel periodo postunitario

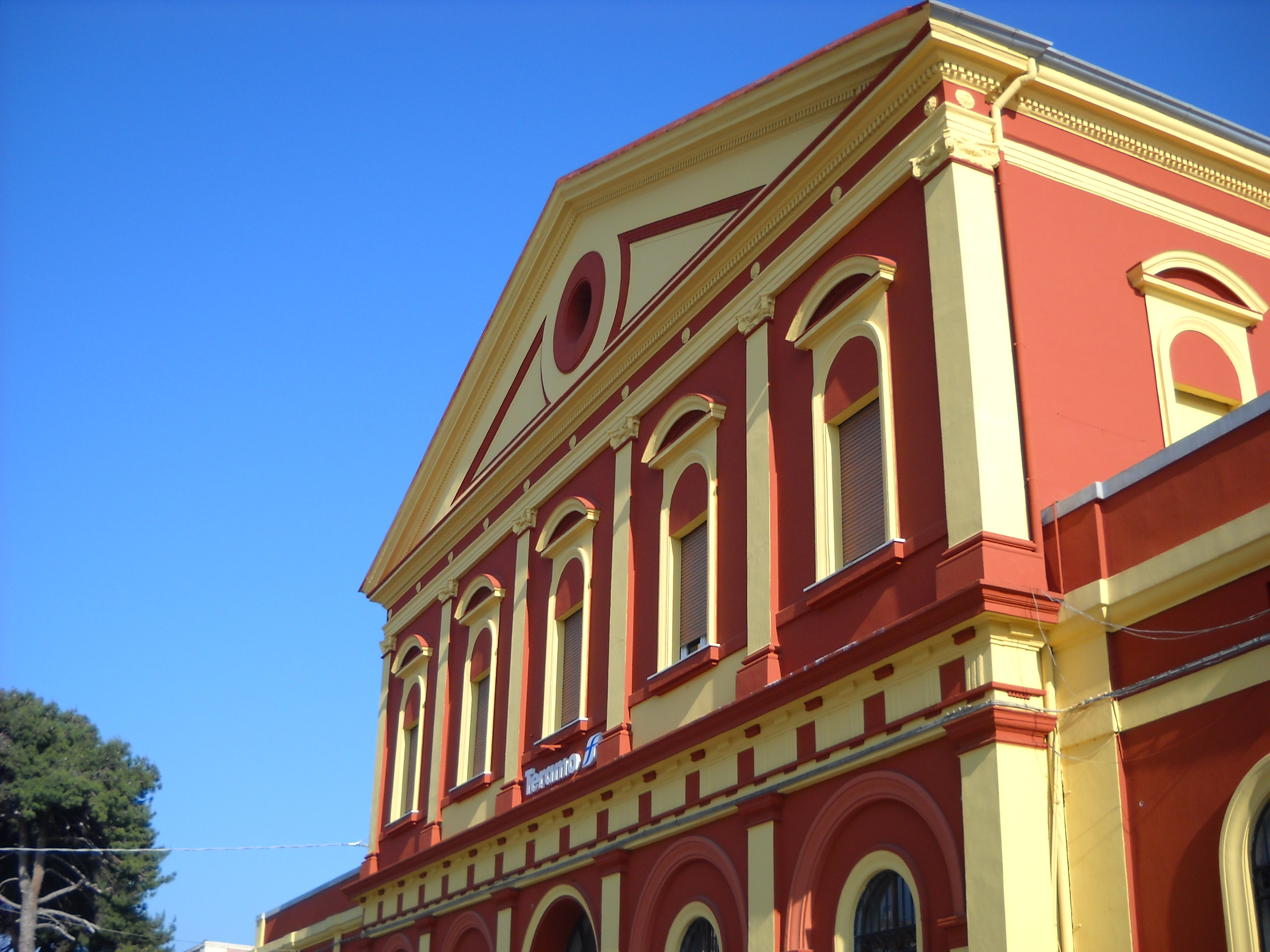
La stazione di Teramo

L'amministrazione del distretto rimane invariata, Teramo governa la parte settentrionale dell'Abruzzo a confine con le Marche e la provincia di Ascoli Piceno, a sud presso il fiume Pescara confina con la provincia di Chieti, ad ovest oltre il Gran Sasso confina con L'Aquila.
Negli anni '70 viene progettata la nuova ferrovia, in grado di collegare il capoluogo aprutino nell'entroterra con la nuova ferrovia Adriatica, che aveva gli scali nelle città di Roseto degli Abruzzi, allora Rosburgo, frazione di Montepagano, Giulianova, Tortoreto Lido, Mutignano marina, dato che non era stato ancora fondato il comune di Pineto, ecc. La ferrovia Teramo-Giulianova fu inaugurata nel 1884.
Era in vigore un altro monumentale progetto di collegamento di Teramo con L'Aquila, benché il problema naturale fosse la presenza del massiccio del Gran Sasso e il Passo delle Capannelle, antica strada da percorrere per arrivare nella conca aquilana. Il progetto sembrava andare a buon fine, dato che nel territorio aquilano fu costruita la stazione a Capitignano, all'esatto confine con la provincia di Teramo nella zona di Campotosto, ma ben presto i costi troppo alti e la difficoltà di bucare il Gran Sasso, cosa che avverrà un centinaio d'anni dopo col "traforo del Gran Sasso" per l'Autostrada dei Parchi, fu abbandonato per sempre.
Eccezion fatta per il traforo autostradale, la mancanza di collegamento mediante ferrovia di Teramo e L'Aquila determina ancora oggi un grave problema di comunicazione tra i due capoluoghi, mentre nel 2017-20 si sono incrementati i progetti di miglioramento stradale del collegamento Teramo-Giulianova.
Nel 1881 Berardo Costantini inaugurò a Teramo l'Ospedale psichiatrico Sant'Antonio, uno dei più grandi d'Abruzzo, che mantenne l'attività sino al 1997.

## Il Novecento

### Teramo nella prima metà del XX secolo
Nel 1917 dallo scienziato teramano Vincenzo Cerulli viene realizzato l'osservatorio astronomico di Collurania, a sud della città, poi divenuto Osservatorio astronomico d'Abruzzo "V. Cerulli".
Nel 1886 viene fondata a Teramo la "Rivista abruzzese" da Giacinto Pannella, storico illuminato di antichità abruzzesi, che vedrà la partecipazione e dibattiti culturali nella città aprutina, sino ai primi del Novecento, quando verrà chiusa. Una rivista omonima, tuttora in attività, con gli stessi scopi divulgativi, sarà aperta a Lanciano (CH) nel 1948.
Il fascismo a Teramo verrà ben accolto dai cittadini, malgrado le iniziali posizioni giolittiane della politica di primo Novecento. La città viene modificata specialmente nella parte finale del Regime con strutture moderne, tra questi cambiamenti drastici ci sarà la scellerata demolizione della storica chiesa di San Matteo con il convento nel centro di Teramo, sul corso San Giorgio (1940), a fianco del teatro comunale, anch'esso abbattuto una decina d'anni dopo.

## Seconda guerra mondiale
Durante la guerra, Teramo viene occupata il 3 ottobre 1943, benché già dal luglio dell'anno la città soffre la presenza nazista per la battaglia di Bosco Martese, vicino al comune di Rocca Santa Maria. In città viene imposto il coprifuoco, la ferrovia viene distrutta, l'area di campagna è bombardata dagli alleati, ma non la città. Anche i nuovi ponti in pietra ottocenteschi, sul Tordino e sul Vomano vengono distrutti per impedire i collegamenti.
Il 13 giugno 1944 c'è la ritirata delle truppe nazifasciste.

## Teramo nella seconda metà del XX secolo

### Fatti del dopoguerra
La città si riprende abbastanza in fretta, con la ricostruzione della ferrovia, delle strade, e dei ponti di accesso, in particolare il Ponte Catena sul Tordino. Inizia lo sviluppo moderno da parte delle amministrazioni democristiane, in cui primeggerà il sindaco Carino Gambacorta. Il Gambacorta inizialmente provvide alla sistemazione del centro storico, demolendo arbitrariamente vari edifici che oggi avrebbero potuto rappresentare un merito in più della bellezza del centro storico, sentimento non condiviso nei tempi di fervida passione per la corsa alla modernità, sicché varie architetture, come palazzi e chiese, vennero sacrificate al progresso.
Negli anni '60 inizia l'espansione fuori Porta San Giorgio, da piazza Garibaldi al viale Bovio, oltre la villa comunale, si costruiscono nuovi quartieri come il Colleatterrato, il San Berardo, il San Benedetto, il quartiere Madonna della Cona, il quartiere Scapriano, e si migliorano i collegamenti con San Nicolò a Tordino.

### Cambiamenti urbanistici di Teramo negli anni cinquanta

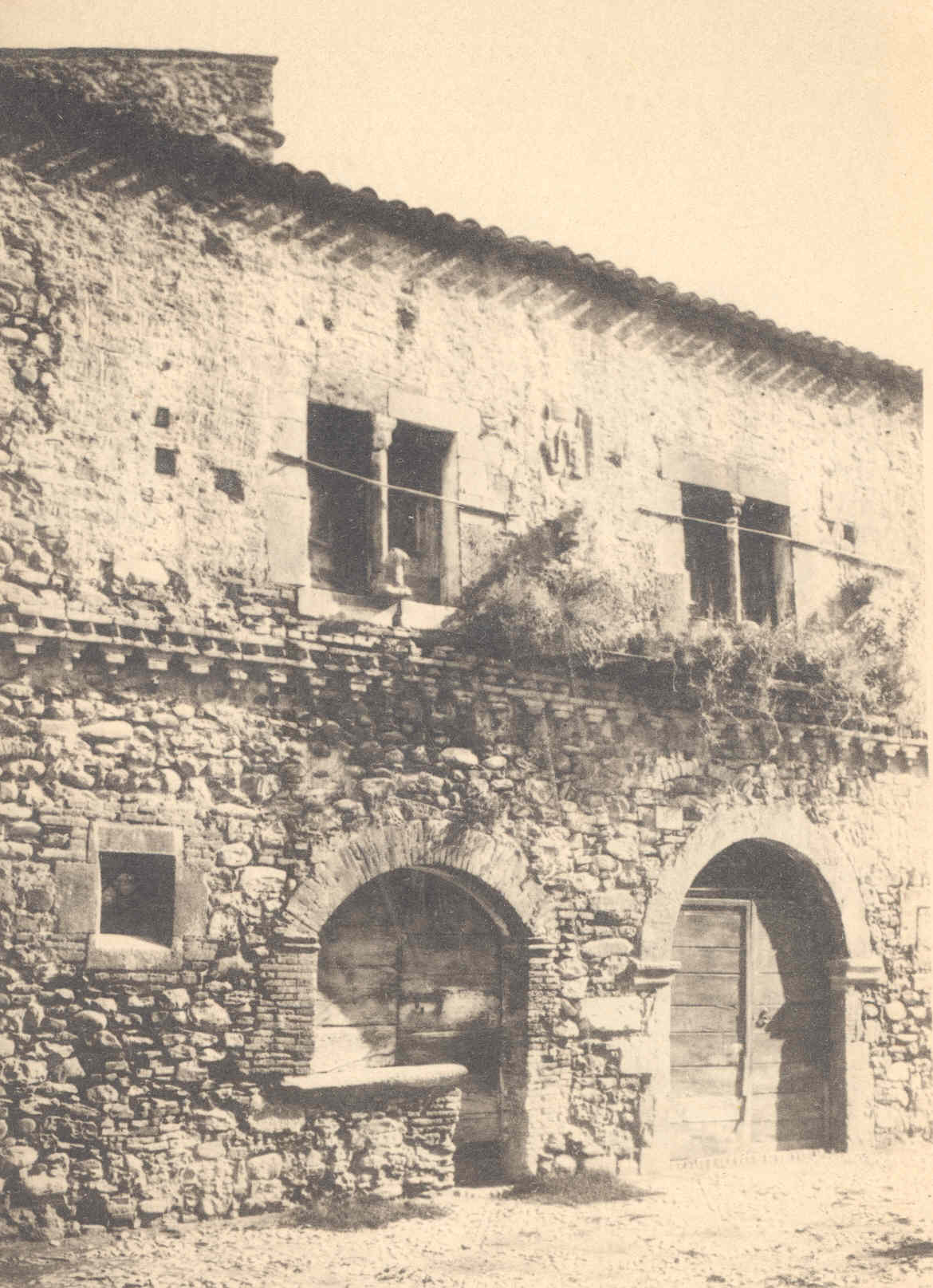
Casa Antonelli, demolita negli anni 1930

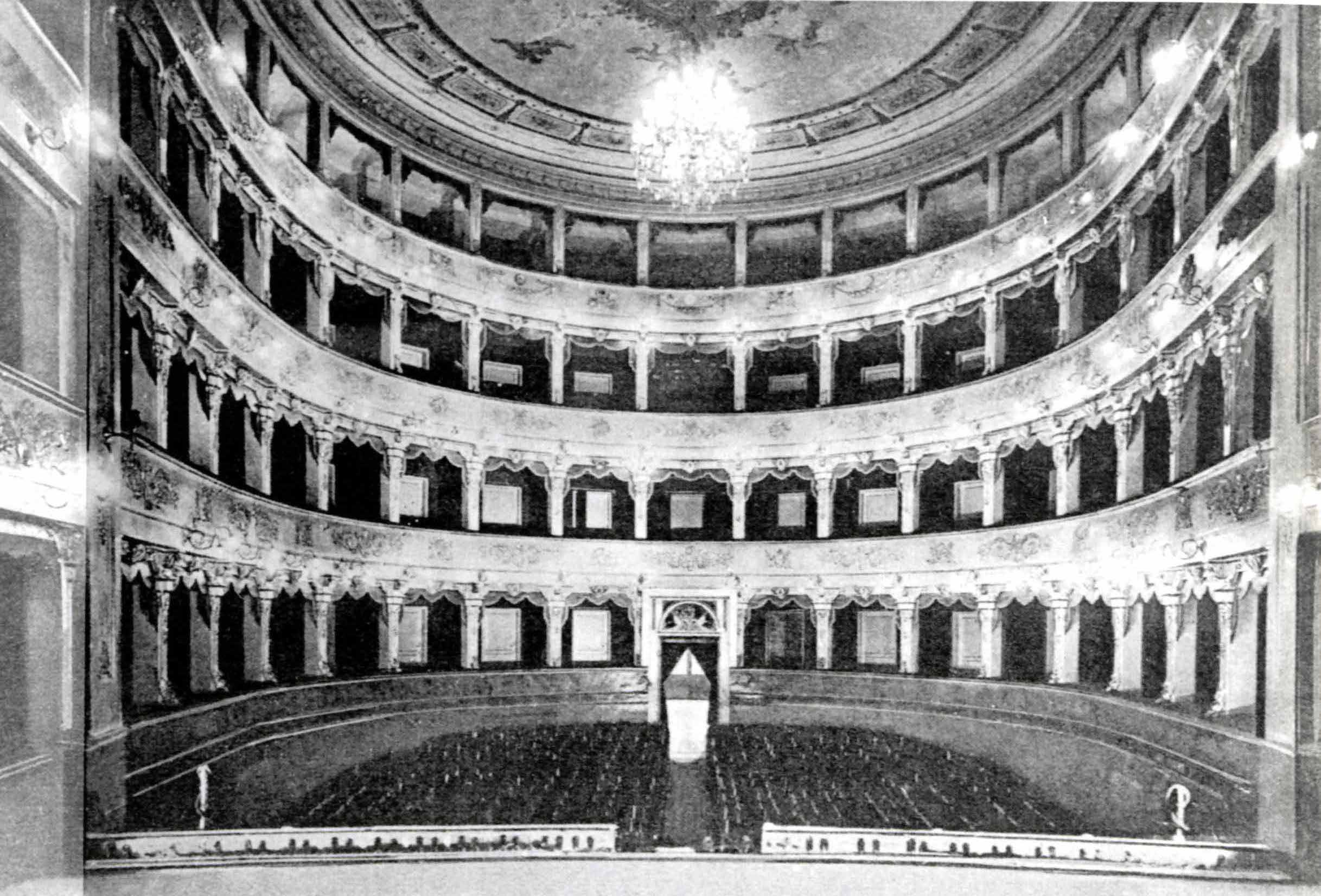
L'interno del Teatro comunale prima della demolizione

Teramo dal 1959 circa in poi, fino agli anni setta ta, subì un gravoso sviluppo della città, che spesso comportò la demolizione di edifici storici all'interno del centro, operati con approvazione della giunta democristiana di Carino Gambacorta. Già alcune demolizioni vennero effettuate nell'era del fascismo, si ricordano le distruzioni del complesso monastico di San Matteo sul corso San Giorgio per creare la piazzetta antistante la Prefettura e l'allargamento del corso stesso con la distruzione nel 1929 dell'ingresso monumentale detto "Due di Coppe", da Piazza Garibaldi. Negli anni cinquanta e sessanta però le demolizioni, operato nel piano di svecchiamento della città, raggiunsero l'apice. Nel 1956 circa enne demolito lo storico cine-teatro Apollo in stile liberty francese, poi nel 1959 fu la volta del teatro comunale del 1868, grave perdita per il patrimonio artistico teramano; successivamente le demolizioni riguardarono alcune case dei rioni San Leonardo (come il palazzo Pompetti in Largo Torre Bruciata per favori gli scavi archeologici della domus romana), e la demolizione della medievale Casa Bonolis per la costruzione di un palazzo moderno (corso De Michetti, presso la chiesa di Sant'Antonio), lasciando soltanto i portici del XIV secolo; del rione Santo Spirito, demolizioni effettuate nell'area del teatro romano per permettere gli scavi, mentre già il corso di Porta Romana negli anni 1930 era stato privato del bellissimi edificio medievale detto "casa Antonelli", con la famosa lapide delle "male lingue" descritta dal Muzii nei suoi Dialoghi. Altre distruzioni riguardarono soprattutto il rione di Santa Maria a Bitetto, dove molte case di via del Sole, e di Piazza del Carmine, appartenenti al Medioevo e al primo Cinquecento, vennero completamente rase al suolo, con l'eccezione della chiesa della Madonna del Carmine, per realizzare la moderna via Francesco Savini, parallela del Corso De Michetti. Nel piano era compresa la demolizione anche del piazzale del Sole, e dunque anche della Casa Urbani, una delle residenze civili più antiche di Teramo (XII-XIII secolo).
Mentre la città si sviluppava sia a ovest sia a est, nei quartieri Castello, Piano della Lenta, Colleminuccio, Madonna della Cona, San Nicolò e Colleatterrato, le demolizioni continuarono nel quartiere San Giorgio, con la distruzione del Palazzetto del Credito Abruzzese, realizzato in stile neogotico da Alfonso De Albentiis (1925), dei giardini del Palazzo Delfico in via d'Annunzio con la Fontana delle Piccine, e con l'atterramento completo della Piazza della Cittadella, rinominata Piazza Martiri Pennesi. Il piazzale fu ricostruito daccapo dalle antiche strutture ottocentesche, incluso l'Albergo Giardino, con palazzine di modesto gusto estetico e criterio artistico.

## Teramo nel nuovo millennio
Teramo sino agli anni 2000 fu una città di provincia abbastanza avanti, per la modernità e lo sviluppo economico, rispetto ad altre realtà abruzzesi quali Chieti, L'Aquila, Sulmona, ripiegate verso sé stesse, ed era seconda solo a Pescara per espansione edilizia e sociale. Con l'arrivo dell'autostrada dei Parchi e il completamento del traforo del Gran Sasso, i collegamenti con Roma furono molto più facili.
A partire dal terremoto del 2009 che colpì L'Aquila, e irrimediabilmente anche Teramo, la politica amministrativa inizia a causare un dissesto politico-economico-sociale generale, facendo cadere Teramo in una fase di decadenza da cui non ancora si è pienamente ripresa. Nuovi problemi e danni si verificano con il grave terremoto di Amatrice del 2016 e con le scosse di Campotosto e Montereale del gennaio 2017.